# Az Angyali érintés epizódjainak listája
Az Angyali érintés epizódjainak listája
Az Angyali érintés című sorozatban az Emmy-díjra jelölt Roma Downey játssza Monica szerepét, a szintén Emmyre jelölt színész- és énekesnő Della Reese Tesst, John Dye pedig Andrew-t. Az angyali triót különleges küldetéssel engedik útjukra a mennyből: segíteniük kell az embereknek szembenézni életük gyakran előre nem látható válaszútjaival. Monica jó szándékú, ártatlan lelkesedése gyakran vezet váratlan bajokhoz. Szerencsére azonban kap útmutatást kemény, ám szerető felügyelőjétől.

## Áttekintés
| Évad | Évad | Részek száma | Részek száma | Eredeti sugárzás     | Eredeti sugárzás  | Eredeti adó | Magyar sugárzás      | Magyar sugárzás      | Magyar adó |
| Évad | Évad | Részek száma | Részek száma | Évadbemutató         | Évadzáró          | Eredeti adó | Évadbemutató         | Évadzáró             | Magyar adó |
| ---- | ---- | ------------ | ------------ | -------------------- | ----------------- | ----------- | -------------------- | -------------------- | ---------- |
|      | 1.   | 13           | 13           | 1994. szeptember 11. | 1995. március 4.  | CBS         | 2011. augusztus 29.  | 2011. szeptember 14. | MTVA       |
|      | 2.   | 24           | 24           | 1995. szeptember 23. | 1996. május 18.   | CBS         | 2011. szeptember 15. | 2011. október 14.    | MTVA       |
|      | 3.   | 30           | 30           | 1996. szeptember 15. | 1997. május 18.   | CBS         | 2011. október 17.    | 2011. november 28.   | MTVA       |
|      | 4.   | 28           | 28           | 1997. szeptember 21. | 1998. május 17.   | CBS         | 2011. november 29.   | 2012. január 6.      | MTVA       |
|      | 5.   | 27           | 27           | 1998. szeptember 26  | 1999. május 23.   | CBS         | 2012. január 9.      | 2012. február 15.    | MTVA       |
|      | 6.   | 26           | 26           | 1999. szeptember 26. | 2000. május 21    | CBS         | 2012. február 16.    | 2012. március 26.    | MTVA       |
|      | 7.   | 25           | 25           | 2000. október 15.    | 2001. május 20.   | CBS         | 2012. március 27.    | 2012. május 4.       | MTVA       |
|      | 8.   | 22           | 22           | 2001. szeptember 29. | 2002. május 11.   | CBS         | 2012. május 7.       | 2012. június 6.      | MTVA       |
|      | 9.   | 22           | 22           | 2002. szeptember 28. | 2003. április 27. | CBS         | 2012. június 7.      | 2012. július 6.      | MTVA       |

## Évadok

### Első évad (1994-1995)
| Sor. | Év. | Cím                                                            | Rendező          | Író                                                                      | Premier                                  | Gyártási szám |
| --- | --- | -------------------------------------------------------------- | ---------------- | ------------------------------------------------------------------------ | ---------------------------------------- | ------------- |
| 1. | 1.  | Két tűz között (The Southbound Bus)                            | Jerry J. Jameson | Martha Williamson                                                        | 1994. szeptember 21. 2011. augusztus 29. | 101           |
| Az angyali triót különleges küldetéssel engedik útjukra a mennyből: segíteniük kell az embereknek szembenézni életük gyakran előre nem látható válaszútjaival. Monica jó szándékú, ártatlan lelkesedése gyakran vezet váratlan bajokhoz. Szerencsére azonban kap útmutatást kemény, ám szerető felügyelőjétől. A nyitóepizódban Monica angyalt előléptetik, mentőangyalból pártfogó lesz. Első megbízatása, megtalálni egy fiatal fiú, David édesanyját, aki lánya halála után megszökött otthonról… |     |                                                                |                  |                                                                          |                                          |               |
| 2. | 2.  | Hazafutás (Show Me The Way to Go Home)                         | Tim Bond         | Chris Ruppenthal                                                         | 1994. szeptember 28. 2011. augusztus 30. | 102           |
| Earl, a kőkemény, szigorú baseballedző egyetlen fegyvere a győzelem eléréséhez a szidás és büntetés. Bár titkolja, de nagybeteg, hasnyálmirigy-gyulladása van. Monica segédedzőként kerül mellé, és teljesen megváltoztatja az edzések szigorú légkörét. Az angyal már másodszor találkozik Earl-lel, életének egy másik válságos pillanatában, a háborúban is segített neki évekkel ezelőtt. Most nehezebb feladat előtt áll… |     |                                                                |                  |                                                                          |                                          |               |
| 3. | 3.  | Szeretni nehéz (A múlt hullámai) (Tough Love)                  | Tim Van Patten   | Del Shores                                                               | 1994. október 12. 2011. augusztus 31.    | 103           |
| Szeretni nehéz: Elizabeth híres újságírónő, akinek életében a legfontosabb dolog a munka volt. Ezzel tönkretette lánya gyermekkorát, akit nagyon szeretett, de ezt soha nem tudta kimutatni. Pár éve már nem dolgozik, így üres óráit alkohollal teszi tartalmasabbá. Alkoholizmusával még unokája születésnapját is sikerül elrontania, és úgy tűnik, családja cserbenhagyja. Ám ekkor megérkezik Monica, hogy mindnyájukon segítsen…. A múlt hullámai: Angela férje szenátor szeretne lenni, ezért indul a választásokon. Angela maga is dolgozik a kampánystábban, de elhatárolja magát a közszerepléstől. Jó oka van rá. Ifjúkora ballépése miatt zsarolja egy régi barátja, és fél, hogy ezzel tönkreteszi férje karrierjét. Monica melléjük költözik, hogy segítsen Angelának, de első ötlete rosszul sül el. Jobbat kell kitalálnia, ami nem lehet más, mint maga az igazság… |     |                                                                |                  |                                                                          |                                          |               |
| 4. | 4.  | A múlt hullámai (Szeretni nehéz) (Fallen Angela)               | Bruce Kessler    | Martha Williamson & Marilyn Osborn                                       | 1994. október 19. 2011. szeptember 1.    | 104           |
| A múlt hullámai: Angela férje szenátor szeretne lenni, ezért indul a választásokon. Angela maga is dolgozik a kampánystábban, de elhatárolja magát a közszerepléstől. Jó oka van rá. Ifjúkora ballépése miatt zsarolja egy régi barátja, és fél, hogy ezzel tönkreteszi férje karrierjét. Monica melléjük költözik, hogy segítsen Angelának, de első ötlete rosszul sül el. Jobbat kell kitalálnia, ami nem lehet más, mint maga az igazság… Szeretni nehéz: Elizabeth híres újságírónő, akinek életében a legfontosabb dolog a munka volt. Ezzel tönkretette lánya gyermekkorát, akit nagyon szeretett, de ezt soha nem tudta kimutatni. Pár éve már nem dolgozik, így üres óráit alkohollal teszi tartalmasabbá. Alkoholizmusával még unokája születésnapját is sikerül elrontania, és úgy tűnik, családja cserbenhagyja. Ám ekkor megérkezik Monica, hogy mindnyájukon segítsen…. |     |                                                                |                  |                                                                          |                                          |               |
| 5. | 5.  | Cassie választása (Cassie's Choice)                            | Burt Brinkerhoff | Dawn Prestwich & Nicole Yorkin                                           | 1994. október 26. 2011. szeptember 2.    | 105           |
| Cassie gimnazista, és gyermeket szül. Az apa - ifjú szerelme, Craig - egy punk együttessel járja az országot. Előre eltervezték, hogy a babát örökbe adják, és Cassie kiválasztotta az örökbefogadókat is. Már mindent elintéztek, amikor Cassie mégis karjába veszi a kislányát, és úgy tűnik, többé nem tud megválni tőle… |     |                                                                |                  |                                                                          |                                          |               |
| 6. | 6.  | Szívügyek (The Heart of the Matter)                            | Max Tash         | Chris Ruppenthal                                                         | 1994. november 2. 2011. szeptember 5.    | 106           |
| Charles, a kétbalkezes ügyvéd rossz embernek adja át a 200 ezer dolláros hagyatékot. Mikor feltűnik az igazi örökös - ha állását meg akarja tartani - vissza kell szereznie a pénzt. A tévedés szerencsés áldozata azonban már nyakára vert az összeg jelentős részének, így Charles és Monica üzletről-üzletre megy a pénz után. Az eladók megértőek, kivéve egy bukmékert… |     |                                                                |                  |                                                                          |                                          |               |
| 7. | 7.  | Váratlan havazás (An Unexpected Snow)                          | Timothy Bond     | Martha Williamson                                                        | 1994. december 7. 2011. szeptember 6.    | 107           |
| Két nő találkozik a hegyekben egy baleset során. Megan és Susana élete - noha személyesen nem ismerik egymást - összefonódik. Kénytelenek egy közeli farmon együtt tölteni a Hálaadást, ráadásul Susana férje, Jock is megérkezik. Kiderül, Megannek és Jocknak viszonyuk van, mely hosszú ideje tart. A helyzet mindnyájuk számára rendkívül kínos… |     |                                                                |                  |                                                                          |                                          |               |
| 8. | 8.  | Manny (Manny)                                                  | Tim Van Patten   | Dawn Prestwich & Nicole Yorkin                                           | 1994. december 14. 2011. szeptember 7.   | 108           |
| Nagy felelősség ősi nevet viselni. A társadalom felelősségteljes gondolkodást, kötelességtudatot, hagyományőrzést vár el. Így van ezzel dr. Harrison Archibald is, aki ezen a néven egy régi família legifjabb, és eleddig legutolsó tagja. Most gyermekkórházat alapít, hogy megőrizze családja nevét és tekintélyét, melyeknek ő túl nagy fontosságot tulajdonít. Egy hatalmas party-ra készülnek, amikor megérkezik Equadorból Manny, az árva kisfiú, akit ő támogat. Manny családot keresni jött Amerikába… |     |                                                                |                  |                                                                          |                                          |               |
| 9. | 9.  | Ne félj! (A hős) (Fear Not!)                                   | Tim Van Patten   | Ken LaZebnik                                                             | 1994. december 25. 2011. szeptember 8.   | 109           |
| Ne félj!: Joey, az autista fiú és Serena, a szívbeteg kislány jóbarátok. A kislány a fiú esze, bátorsága, és minden, ami a világba való beilleszkedését segíti. Serena betegsége súlyosbodik, és egyedül kell hagynia Joey-t. Monica és Tess azon igyekszik, hogy a fiú még a kislány életében új barátot találjon… A hős: James sheriff a kisváros hőse. A kitüntetést azért kapta, mert egy bankrablás során megmentette több polgár életét, bár a társát sajnálatos módon lelőtték. Egyedül neveli rendkívül tehetséges fiát, Mattet, aki katonai akadémiára felvételizik. Bár mindenki meg van győződve róla, hogy Matt sikeresen veszi az akadályokat, a nagy nyomás és az apai elvárások hatására a fiú összeroppan. Először csal a vizsgán, majd meghozza a legsúlyosabb döntést…                                                                                             |     |                                                                |                  |                                                                          |                                          |               |
| 10. | 10. | Isten kegyelméből (Ne félj!) (There, But For the Grace of God) | Bruce Bilson     | Történet: Martha Williamson Tévéjáték: Martha Williamson & R.J. Colleary | 1995. február 25. 2011. szeptember 9.    | 110           |
| Isten kegyelméből: Peter jólétben, kiegyensúlyozott, boldog házasságban élt, ám felesége halála után hamar az utcán találja magát. Büszkesége nem engedi, hogy elveszítse a reményt, ám a megpróbáltatások tehetetlenné teszik. A Gondviselés Monicát szemeli ki őrangyalként, így neki is le kell szállnia a földi pokolba, a hajléktalanok közé… Ne félj!: Joey, az autista fiú és Serena, a szívbeteg kislány jóbarátok. A kislány a fiú esze, bátorsága, és minden, ami a világba való beilleszkedését segíti. Serena betegsége súlyosbodik, és egyedül kell hagynia Joey-t. Monica és Tess azon igyekszik, hogy a fiú még a kislány életében új barátot találjon… |     |                                                                |                  |                                                                          |                                          |               |
| 11. | 11. | A hős (A madártoll) (The Hero)                                 | Max Tash         | Marilyn Osborn                                                           | 1995. március 4. 2011. szeptember 12.    | 111           |
| A hős: James sheriff a kisváros hőse. A kitüntetést azért kapta, mert egy bankrablás során megmentette több polgár életét, bár a társát sajnálatos módon lelőtték. Egyedül neveli rendkívül tehetséges fiát, Mattet, aki katonai akadémiára felvételizik. Bár mindenki meg van győződve róla, hogy Matt sikeresen veszi az akadályokat, a nagy nyomás és az apai elvárások hatására a fiú összeroppan. Először csal a vizsgán, majd meghozza a legsúlyosabb döntést… A madártoll: Az angyalok megjelenése nagy zavart okoz a városban. Másnap a templomba nem járó emberek is eljönnek az istentiszteletre, és egy idegen csaló kihasználja a zűrzavaros helyzetet. Wayne a csalóban testvérét, Charlie-t ismeri fel. Joey, Wayne autista öccse egy csecsemőt talál a templomban, akinek segít a gondozásában…                                                                       |     |                                                                |                  |                                                                          |                                          |               |

### Második évad (1995-1996)
| Sor. | Év. | Cím                                                        | Rendező           | Író                                                                                              | Premier                                   | Gyártási szám |
| --- | --- | ---------------------------------------------------------- | ----------------- | ------------------------------------------------------------------------------------------------ | ----------------------------------------- | ------------- |
| 14. | 1.  | 8 másodperc a világ (Interview with an Angel)              | Helaine Head      | Történet: Marilyn Osborn and Martha Williamson Tévéjáték: Martha Williamson                      | 1995. szeptember 23. 2011. szeptember 15. | 201           |
| Duncan, a híres rodeóversenyző soha nem törődött a fiával, aki ezért gyűlöli. Így Danielnek, a fiának azt hazudja, nagyapja nem él. Amikor unoka és nagyapa találkozik egy rodeóversenyen, a családban érzelmi zűrzavar támad. Monica feladata, hogy békét és szeretetet hozzon apa és fia kapcsolatába… |     |                                                            |                   |                                                                                                  |                                           |               |
| 15. | 2.  | Interjú egy angyallal (Trust)                              | Victor Lobl       | Jule Selbo                                                                                       | 1995. szeptember 30. 2011. szeptember 16. | 202           |
| Joe kitűnő szívsebész, aki évekkel ezelőtt, öt gyermeke halálakor elvesztette hitét Istenben, az emberekben és az életben. Most, mikor a sors elé sodorja a baleset okozóját, feltör benne a bosszúvágy, és úgy dönt, nem operálja meg a férfit. Ekkor lép közbe Monica… |     |                                                            |                   |                                                                                                  |                                           |               |
| 16. | 3.  | A kormány mögött (The Driver)                              | Tim Van Patten    | Glenn Berenbeim                                                                                  | 1995. október 7. 2011. szeptember 19.     | 203           |
| Debora sikeres riporter, akinek meggyőződése, hogy ő alakítja a sorsát. Ám egy véletlen baleset elképzelései felülvizsgálatára kényszeríti. A tragikus esemény hatására, hosszú évek után szembenéz önmagával, szorongásaival. Ebben segít Monica… |     |                                                            |                   |                                                                                                  |                                           |               |
| 17. | 4.  | Ördögi angyal (Bizalom) (Sympathy for the Devil)           | Tim Van Patten    | R.J. Colleary                                                                                    | 1995. október 14. 2011. szeptember 20.    | 204           |
| Ördögi angyal: Monica egy egymástól elhidegült apának és fiának igyekszik segíteni. Túl kell járnia egy a munkáját szabotálni tervező bukott angyal eszén. Bizalom:Zack Bennett jó zsaru, de pár hónapja - mióta meglőtték - megváltozott. Betegsége idején erős fájdalomcsillapítókkal kezelték, és ez segített drogfüggése kialakulásában. Monica lesz az új társa, és feladata, hogy segítsen Zack-nek megtalálni a helyes utat... |     |                                                            |                   |                                                                                                  |                                           |               |
| 18. | 5.  | Angyalok az éterben (A mosoly orvosai) (Angels on the Air) | Bruce Bilson      | R.J. Colleary                                                                                    | 1995. október 21. 2011. szeptember 21.    | 205           |
| Angyalok az éterben: Néha a kemény, undok, kötözködő stílus igazán kifizetődő. Így van ezzel Monica új védence is, aki válása után egy rádióműsort vezet, ebből tartja el lányát. Lakás- és kocsihitel, számlák, mind-mind kényszerítő körülmény, lassan az ember elveszti valódi énjét, és egyetlen célja marad: megfelelni az elvárásoknak. Ám eközben elveszíti szeretteit. Így nehéz dolga van Monicának, ha igazán segíteni akar... A mosoly orvosai: Ginger, az egykori balerina egy bárban sztriptíztáncos, hogy súlyos rendellenességgel született kislányát eltartsa, és gyűjtsön a műtétjére. A kislányt elzárja a külvilágtól, hogy ne bánthassák az emberek. A drága műtét helyett akadna egy kedvező megoldás, az országot járó, és ingyen operáló plasztikai sebész csoport, akik rendbe tudnák tenni a természet szörnyű hibáját. Ám Ginger nem akar adomány kérni. Ezért látogatja meg Monica… |     |                                                            |                   |                                                                                                  |                                           |               |
| 19. | 6.  | Isten nevében (Egymásra találás) (In the name of God)      | Tim Van Patten    | Martha Williamson                                                                                | 1995. október 28. 2011. szeptember 22.    | 206           |
| Isten nevében: ess örül, hogy visszatérhet egy kisvárosba, ahol évekkel ezelőtt egy kis pártfogoltja mellett dolgozott. Egy hosspice alapítvány megnyitását kell segíteniük Monicával, ahol AIDS-es betegeket gondoznak. Az alapítvány ellenérzést vált ki a kis közösségben, különösen az egyik polgári szervezeten belül. A harc nem áll meg a falfirkáknál, az emberélet kioltásától sem riadnak vissza... Egymásra találás: Megan - aki egy éve vesztette el a férjét - most anyja temetésére utazik haza. Itt találkozik ifjúkori szerelmével, Sammel, akinek érzései mit sem változtak Megan iránt, és most szeretné életét összekötni vele. A nő is hasonlóan érez, ám elutasítja Sam közeledését és megosztja vele élete fájdalmas, halálos titkát. Itt igazán elkél az angyalkák segítsége… |     |                                                            |                   |                                                                                                  |                                           |               |
| 20. | 7.  | Egymásra találás (A nagy robbanás) (Reunion)               | Victor Lobl       | Valerie Woods                                                                                    | 1995. november 4. 2011. szeptember 23.    | 207           |
| Egymásra találás: Megan - aki egy éve vesztette el a férjét - most anyja temetésére utazik haza. Itt találkozik ifjúkori szerelmével, Sammel, akinek érzései mit sem változtak Megan iránt, és most szeretné életét összekötni vele. A nő is hasonlóan érez, ám elutasítja Sam közeledését és megosztja vele élete fájdalmas, halálos titkát. Itt igazán elkél az angyalkák segítsége… A nagy robbanás: Max gazdag vállalkozó, aki most zárja be az apja által alapított bankot. Az utolsó napokon egy bankrabló fegyverrel támad a dolgozókra, amikor Max is ott van. A hosszú, veszélyes akcióban Max véleménye megváltozik a világról, az életről. Ehhez persze Monica segítségére is szükség van… |     |                                                            |                   |                                                                                                  |                                           |               |
| 21. | 8.  | A mosoly művelet (Az ismeretlen nő) (Operation Smile)      | Nancy Malone      | Glenn Berenbeim, R.J. Colleary and Martha Williamson                                             | 1995. november 11. 2011. szeptember 26.   | 208           |
| A mosoly művelet: Monica egy egzotikus táncos segítségére siet, akinek a lánya farkastorokkal született. Az ismeretlen nő: Jennifer, aki riporter egy újságnál, csak a mának él. Nincsenek céljai, tervei. Egyik nap bent ragad a liftben Clay-jel, aki meghívja egy esti partira. Jennifer elmegy, és szemtanúja lesz egy tragédiának, egy véletlen balesetnek. Ez teljesen megváltoztatja a lány életét… |     |                                                            |                   |                                                                                                  |                                           |               |
| 22. | 9.  | Bankrablás földrengéssel (Rossz úton járva) (The Big Bang) | Chuck Bowman      | Ken LaZebnik                                                                                     | 1995. november 25. 2011. szeptember 27.   | 209           |
| Bankrablás földrengéssel: Monica és Tess egy bankrablás közepén találják magukat. Amikor közben földrengés lesz, Monica a páncélteremben reked egy várandós nővel. Rossz úton járva: Tess és Monica ezúttal egy esküvőn dolgoznak. Mark, akire vigyázniuk kell, régi barátja esküvőjére tér haza hosszú évek után Európából. Mark ekkor tudja meg, hogy legjobb barátja, egyetemi csoporttársa, évekkel ezelőtt öngyilkos lett, mert csalással vádolták. Mark maga sem tudja, de valójában vétlenül ő is okozója barátja halálának… |     |                                                            |                   |                                                                                                  |                                           |               |
| 23. | 10. | Az ismeretlen nő (Amíg újra látlak) (Unidentified Female)  | Michael Schultz   | Martha Williamson                                                                                | 1995. december 2. 2011. szeptember 28.    | 210           |
| Az ismeretlen nő: Jennifer, aki riporter egy újságnál, csak a mának él. Nincsenek céljai, tervei. Egyik nap bent ragad a liftben Clay-jel, aki meghívja egy esti partira. Jennifer elmegy, és szemtanúja lesz egy tragédiának, egy véletlen balesetnek. Ez teljesen megváltoztatja a lány életét… Amíg újra látlak: Kim apja halálos ágyához siet, ahol már ott vannak testvérei. A három felnőtt gyerek valamiért nem alkot igazi családot, mert természetben nagyon különböznek egymástól, és egy súlyos családi titok is megakadályozza a szeretet kialakulását, mely összefügg Kim születésével. Az anya megérkezésével azonban kipattan a titok… |     |                                                            |                   |                                                                                                  |                                           |               |
| 24. | 11. | Fivérek (Isten kegyelméből) (The Feather)                  | Gene Reynolds     | Történet: Valerie Woods, Ken LaZebnik and Robin Sheets Tévéjáték: Ken LaZebnik and Valerie Woods | 1995. december 16. 2011. szeptember 29.   | 211           |
| Fivérek: Amikor egy csaló prédikátornak adja ki magát, a bátyja megpróbálja megleckéztetni. Vajon Monica jó útra tudja-e téríteni őket? Isten kegyelméből: Peter jólétben, kiegyensúlyozott, boldog házasságban élt, ám felesége halála után hamar az utcán találja magát. Büszkesége nem engedi, hogy elveszítse a reményt, ám a megpróbáltatások tehetetlenné teszik. A Gondviselés Monicát szemeli ki őrangyalként, így neki is le kell szállnia a földi pokolba, a hajléktalanok közé… |     |                                                            |                   |                                                                                                  |                                           |               |
| 25. | 12. | Rossz úton járva (Rock and roll apuka) (One That Got Away) | Victoria Hochberg | Debbie Smith and Danna Doyle                                                                     | 1996. január 6. 2011. szeptember 30.      | 212           |
| Rossz úton járva: Tess és Monica ezúttal egy esküvőn dolgoznak. Mark, akire vigyázniuk kell, régi barátja esküvőjére tér haza hosszú évek után Európából. Mark ekkor tudja meg, hogy legjobb barátja, egyetemi csoporttársa, évekkel ezelőtt öngyilkos lett, mert csalással vádolták. Mark maga sem tudja, de valójában vétlenül ő is okozója barátja halálának… Rock and roll apuka: Jon Mateos-nak, a rocksztárnak, mindene megvan: szerető feleség, odaadó gyermekek, mígnem egy napon ez a boldogság egy pillanat alatt dől romba, felesége halálával. Jon összeomlik, elfordul a gyerekeitől és a kábítószerekhez menekül. Monica és Tess feladata, hogy újra összehozzák a kis családot… |     |                                                            |                   |                                                                                                  |                                           |               |
| 26. | 13. | Amíg újra látlak (Az Indigo angyala) (Til We Meet Again)   | Tim Van Patten    | Martha Williamson                                                                                | 1996. január 13. 2011. október 3.         | 213           |
| Amíg újra látlak: Kim apja halálos ágyához siet, ahol már ott vannak testvérei. A három felnőtt gyerek valamiért nem alkot igazi családot, mert természetben nagyon különböznek egymástól, és egy súlyos családi titok is megakadályozza a szeretet kialakulását, mely összefügg Kim születésével. Az anya megérkezésével azonban kipattan a titok… Az Indigo angyala: Az egykoron méltán híres Club Indigo nevű jazzklub nehéz időket él, de a tulajdonos, Sam Brown, nem akarja eladni. Unokája Zack, az eladás mellett van mert azt gondolja, hogy nagyapjának már inkább egy idősek otthonában lenne a helye. Sam egy szabad színpad estét szervez, aminek a háziasszonyi teendőit Monica látja el. Az est fergeteges sikerrel zárul, mivel Sam barátai - olyan híres muzsikusok - lépnek fel, mint BB King vagy Al Jarreau…                                                                               |     |                                                            |                   |                                                                                                  |                                           |               |
| 27. | 14. | Rock and roll apuka (Jákob lajtorjája) (Rock n' Roll Dad)  | Tim Van Patten    | Andrew Smith                                                                                     | 1996. január 20. 2011. október 4.         | 214           |
| Rock and roll apuka: Jon Mateos-nak, a rocksztárnak, mindene megvan: szerető feleség, odaadó gyermekek, mígnem egy napon ez a boldogság egy pillanat alatt dől romba, felesége halálával. Jon összeomlik, elfordul a gyerekeitől és a kábítószerekhez menekül. Monica és Tess feladata, hogy újra összehozzák a kis családot… Jákob lajtorjája: Monicát tévedésből letartóztatják kábítószer-birtoklás miatt. Amikor a rendőrségen azt mondja, hogy ő tulajdonképpen egy angyal, akkor még elmegyógyintézetbe is küldik. Ügyvédje, Jake Stone, a Vietnámot megjárt veterán, aki azokban az időkben találkozott egy másik angyallal, Claire-rel. Monicának önmagán, Clare-en és Jake-en is segítenie kell… |     |                                                            |                   |                                                                                                  |                                           |               |
| 28. | 15. | Az indigó angyal (A világosság felé) (Indigo Angel)        | Jon Andersen      | Glenn Berenbeim and R.J. Colleary                                                                | 1996. február 3. 2011. október 5.         | 215           |
| Az Indigo angyala: Az egykoron méltán híres Club Indigo nevű jazzklub nehéz időket él, de a tulajdonos, Sam Brown, nem akarja eladni. Unokája Zack, az eladás mellett van mert azt gondolja, hogy nagyapjának már inkább egy idősek otthonában lenne a helye. Sam egy szabad színpad estét szervez, aminek a háziasszonyi teendőit Monica látja el. Az est fergeteges sikerrel zárul, mivel Sam barátai - olyan híres muzsikusok - lépnek fel, mint BB King vagy Al Jarreau… A világosság felé: Steve súlyos autóbalesetet szenved és öt évig kómában fekszik. Ébredése után megtudja, hogy felesége beleszeretett a legjobb barátjába és éppen az esküvőjükre készülnek. Steve szeretné visszakapni a családját, de kiderül, hogy már a balesete előtt elveszítette őket. Monica biztos abban, hogy minden az ő hibája, ezért le szeretné adni ezt az ügyet, amikor megjelenik Al, az angyalok angyala…       |     |                                                            |                   |                                                                                                  |                                           |               |
| 29. | 16. | Jákob lajtorjája (Csellengők) (Jacob's Ladder)             | Michael Schultz   | Történet: Ken LaZebnik Tévéjáték: Martha Williamson                                              | 1996. február 10. 2011. október 6.        | 216           |
| Jákob lajtorjája: Monicát tévedésből letartóztatják kábítószer-birtoklás miatt. Amikor a rendőrségen azt mondja, hogy ő tulajdonképpen egy angyal, akkor még elmegyógyintézetbe is küldik. Ügyvédje, Jake Stone, a Vietnámot megjárt veterán, aki azokban az időkben találkozott egy másik angyallal, Claire-rel. Monicának önmagán, Clare-en és Jake-en is segítenie kell… Csellengők: Tess és Monica az Eltűnt Gyermekek Központjában dolgoznak. Monica küldetése, hogy megóvja Franket, a nyomozót, akit halott és örökre eltűnt gyermekek kísértenek. Monicának nincs könnyű dolga, mert megjelenik Kathleen, a bukott angyal, így először őt kell legyőznie, hogy Franket kiszabadítsa a gonosz befolyása alól… |     |                                                            |                   |                                                                                                  |                                           |               |
| 30. | 17. | A világosság felé (Kedves Jóisten!) (Out of the Darkness)  | Victoria Hochberg | R.J. Colleary                                                                                    | 1996. február 17. 2011. október 7.        | 217           |
| A világosság felé: Steve súlyos autóbalesetet szenved és öt évig kómában fekszik. Ébredése után megtudja, hogy felesége beleszeretett a legjobb barátjába és éppen az esküvőjükre készülnek. Steve szeretné visszakapni a családját, de kiderül, hogy már a balesete előtt elveszítette őket. Monica biztos abban, hogy minden az ő hibája, ezért le szeretné adni ezt az ügyet, amikor megjelenik Al, az angyalok angyala... Kedves Jóisten!: Monica következő küldetésén egy postán dolgozik, ahol megismeri a holokausztot túlélt Max-et, aki a gyerekektől a Télapónak vagy éppen az Istennek küldött levelekre válaszol. A hitét vesztett férfi egy ilyen levélből értesül egy kislány bántalmazásáról, akinek rögtön a segítségére siet… |     |                                                            |                   |                                                                                                  |                                           |               |
| 31. | 18. | Csellengők (Páros portrék) (Lost and Found)                | Bethany Rooney    | Debbie Smith and Danna Doyle                                                                     | 1996. február 24. 2011. október 10.       | 218           |
| Csellengők: Tess és Monica az Eltűnt Gyermekek Központjában dolgoznak. Monica küldetése, hogy megóvja Franket, a nyomozót, akit halott és örökre eltűnt gyermekek kísértenek. Monicának nincs könnyű dolga, mert megjelenik Kathleen, a bukott angyal, így először őt kell legyőznie, hogy Franket kiszabadítsa a gonosz befolyása alól… Páros portrék: Neil nincs könnyű helyzetben, amikor fél évre magukra kell hagynia anyját, Mariant és várandós feleségét, Aprilt, akik egymással versengenek a férfi szeretetéért. Amikor kiderül, hogy Marian súlyos beteg, mégis a menye siet a segítségére, de ekkor megtudjuk a titkát, hogy van más családtag is, aki megmentheti őt. Monica és Andrew segítségével egyesül a kis család… |     |                                                            |                   |                                                                                                  |                                           |               |
| 32. | 19. | Kedves Jóisten! (Az irgalom lényege) (Dear God)            | Tim Van Patten    | Glenn Berenbeim                                                                                  | 1996. március 9. 2011. október 11.        | 219           |
| Kedves Jóisten!: Monica következő küldetésén egy postán dolgozik, ahol megismeri a holokausztot túlélt Max-et, aki a gyerekektől a Télapónak vagy éppen az Istennek küldött levelekre válaszol. A hitét vesztett férfi egy ilyen levélből értesül egy kislány bántalmazásáról, akinek rögtön a segítségére siet… Az irgalom lényege: Joel Redding nehezen találja a helyét, tévés karrierje után színházi rendezőnek áll. A fia, Marshall, rajongásig szereti apját, mígnem megtudja, hogy viszonyt kezdett egy fiatal színésznővel. Közben Joel feleségét baleset éri és komoly műtét vár rá. Vajon sikerül az angyaloknak egyesíteni a családot? |     |                                                            |                   |                                                                                                  |                                           |               |
| 33. | 20. | Esély (A rabság szobra) (Portrait of Mrs. Campbell)        | Victor Lobl       | Susan Cridland Wick                                                                              | 1996. március 23. 2011. október 12.       | 220           |
| Esély: Monica segítségével egy beteg asszony újra találkozik értelmi fogyatékos fiával, aki valószínűleg megmenthetné az életét. A rabság szobra: Az angyalok ellátogatnak egy televíziós beszélgetős műsorba, ahol a küldetésük két testvér - a műsorvezető Morgan és a háttérben lévő producer Claudia - kapcsolatának rendezése egy múltbéli sötét ügy tisztázásán keresztül… |     |                                                            |                   |                                                                                                  |                                           |               |
| 34. | 21. | Élet a képernyő után Hús és vér (The Quality of Mercy)     | Chuck Bowman      | Chuck Bowman Andrew Smith                                                                        | 1996. április 27. 2011. október 13.       | 221           |
| Élet a képernyő után: Joel, aki valaha egy szappanoperában játszott, nehezen találja a helyét tévés karrierje után, és egy tinédzser színésznővel kezd viszonyt. Hús és vér: Monica pártfogoltja Kate Prescott, akinek a fiát gyilkossággal vádolják. Az anya hisz Thomas ártatlanságában mindaddig, amíg terhelő bizonyítékot nem talál a fiú szobájában. Tess küldetése pedig a halott lány apjának megtanítani, hogy a gyűlölet ártalmasabb minden méregnél. Hamarosan kiderül az igazság… |     |                                                            |                   |                                                                                                  |                                           |               |
| 35. | 22. | Saját vérem (Atyai csók) (Flesh and Blood)                 | Jon Andersen      | R.J. Colleary                                                                                    | 1996. május 4. 2011. október 14.          | 222           |
| Saját vérem: Amikor egy fiút brutális gyilkossággal gyanúsítanak, anyja kiáll mellette. Egészen addig, amíg terhelő bizonyítékot nem talál a szobájában. Atyai csók: Michael megtudja, hogy rákos és már nem sok ideje van hátra. Feleségével, Penny-vel első gyermeküket várják, akit egy béranya fog a világra hozni. Michael apja, Whit nehezen fogadja el mindezt. Monica és Tess feladata, hogy a családdal elfogadtassák az elkerülhetetlent… |     |                                                            |                   |                                                                                                  |                                           |               |
| 36. | 23. | Anyajegyek (Birthmarks)                                    | Peter Hunt        | Ken LaZebnik                                                                                     | 1996. május 11. 2011. október 15.         | 223           |
| Amikor egy férfi megtudja, hogy rákja van és haldoklik, apja nehezen tudja ezt elfogadni. Monica segít összehozni a családot. |     |                                                            |                   |                                                                                                  |                                           |               |
| 37. | 24. | Elévülési törvény (Statute of Limitations)                 | Victor Lobl       | Danna Doyle and Debbie Smith                                                                     | 1996. május 18. 2011. október 16.         | 224           |
| Az angyalok ellátogatnak egy beszélgetős műsorba, hogy a viszálykodó testvéreket kibékítsék, és felfedjenek egy sötét tikot a múltjukból. |     |                                                            |                   |                                                                                                  |                                           |               |

### Harmadik évad (1996-1997)
| Sor. | Év. | Cím                                                             | Rendező                 | Író                                                                | Premier                                | Gyártási szám |
| --- | --- | --------------------------------------------------------------- | ----------------------- | ------------------------------------------------------------------ | -------------------------------------- | ------------- |
| 38. | 1.  | Az ígéret földje (Promised Land)                                | Michael Schultz         | Martha Williamson                                                  | 1996. szeptember 15. 2011. október 17. | 301           |
| Monica el van keseredve miután egyik küldetése kudarcba fulladt. Később Tess-szel együtt mégis tudnak segíteni a kis közösségben élő megkeseredett férfin, és ebben nagy szerepet vállal az éppen a városkába érkező Greene család… |     |                                                                 |                         |                                                                    |                                        |               |
| 39. | 2.  | Vígan énekelj (Az apák bűnei) (A Joyful Noise)                  | Peter H. Hunt           | Katherine Ann Jones                                                | 1996. szeptember 21. 2011. október 18. | 302           |
| Vígan énekelj: Melissa nem tud koncentrálni az iskolai feladataira, mert időnként angyali hangokat hall a fejében, ezért a tanárnője gyermekpszichiáterhez küldi. Az orvos, Dr. Adam Litowski maga sincs rendben, egy múltbéli dolog kísérti. A kislánynál skizofréniára gyanakszik, amit gyógyszeres kezeléssel oldana meg, ezért is kell Monicáéknak mielőbb megoldást találniuk… Az apák bűnei: Monica egy halálraítélt fiatal férfit látogat meg a börtönben, akit egy rendőr megölésével vádolnak. A bíróságon még ártatlannak vallotta magát, de egyre inkább elhiszi, hogy mégiscsak megtette a dolgot. Míg Monica Luther mellett van, addig Tess és Andrew a férfi öccsét igyekeznek kimenteni a gettóból… |     |                                                                 |                         |                                                                    |                                        |               |
| 40. | 3.  | Tanárrablás (Vígan énekelj) (Random Acts)                       | Tim Van Patten          | R.J. Colleary and Martha Williamson                                | 1996. szeptember 22. 2011. október 19. | 303           |
| Tanárrablás: Monica egy bűntett helyszínén van, ami előtt értetlenül áll. Tess meggyőzi, hogy vannak nehezebb napok is, szedje össze magát. Monica éppen két éve segítő, visszaemlékszik mi vezetett el idáig, illetve, hogy mi is történt két napja, amikor Mr. O'Connor mellé gyakornok tanárnak jelentkezett. Egyszer csak nem mindennapi fordulat következik be a férfi életében. Két fiatal, Lucas és Danielle egy balul sikerült rablásból menekülve Mike-ot is elrabolják… Vígan énekelj: Melissa nem tud koncentrálni az iskolai feladataira, mert időnként angyali hangokat hall a fejében, ezért a tanárnője gyermekpszichiáterhez küldi. Az orvos, Dr. Adam Litowski maga sincs rendben, egy múltbéli dolog kísérti. A kislánynál skizofréniára gyanakszik, amit gyógyszeres kezeléssel oldana meg, ezért is kell Monicáéknak mielőbb megoldást találniuk…                                                                       |     |                                                                 |                         |                                                                    |                                        |               |
| 41. | 4.  | Az apák bűnei (Tanárrablás) (Sins of the Father)                | Tim Van Patten          | Debbie Smith and Danna Doyle                                       | 1996. szeptember 29. 2011. október 20. | 304           |
| Az apák bűnei: Monica egy halálraítélt fiatal férfit látogat meg a börtönben, akit egy rendőr megölésével vádolnak. A bíróságon még ártatlannak vallotta magát, de egyre inkább elhiszi, hogy mégiscsak megtette a dolgot. Míg Monica Luther mellett van, addig Tess és Andrew a férfi öccsét igyekeznek kimenteni a gettóból… Tanárrablás: Monica egy bűntett helyszínén van, ami előtt értetlenül áll. Tess meggyőzi, hogy vannak nehezebb napok is, szedje össze magát. Monica éppen két éve segítő, visszaemlékszik mi vezetett el idáig, illetve, hogy mi is történt két napja, amikor Mr. O'Connor mellé gyakornok tanárnak jelentkezett. Egyszer csak nem mindennapi fordulat következik be a férfi életében. Két fiatal, Lucas és Danielle egy balul sikerült rablásból menekülve Mike-ot is elrabolják… |     |                                                                 |                         |                                                                    |                                        |               |
| 42. | 5.  | Porrá leszünk (Written in Dust)                                 | Peter Hunt              | Történet: Ken LaZebnik and Jack LaZebnik Tévéjáték: Ken LaZebnik   | 1996. október 6. 2011. október 21.     | 305           |
| Monica egy régész asszisztense lesz. A csapat vezetője, Henry gyerekkora óta mások dolgaiban kutakodott, később aztán a régészetben lelte meg a szenvedélyét. Ezúttal egy ősi indián temetkezési helyet próbálnak felderíteni… |     |                                                                 |                         |                                                                    |                                        |               |
| 43. | 6.  | Titkosszolgálat (Titkos szolgálatok) (Secret Service)           | Bethany Rooney          | Kathleen McGhee-Anderson                                           | 1996. október 13. 2011. október 24.    | 306           |
| Titkosszolgálat: Marty Dillard, egy ambiciózus titkosügynöknő, aki az egész életét feláldozza a szakmájáért, és arra vágyik, hogy egyszer hős legyen, politikusok életét mentse meg. Mellé szegődik különleges ügynöknek Monica, de nincs könnyű helyzetben. Egy merénylet során megsérül Marty barátja és a nő nehéz döntés elé kerül... Titkos szolgálatok: Marty Dillard, egy ambiciózus titkosügynöknő, aki az egész életét feláldozza a szakmájáért, és arra vágyik, hogy egyszer hős legyen, politikusok életét mentse meg. Mellé szegődik különleges ügynöknek Monica, de nincs könnyű helyzetben. Egy merénylet során megsérül Marty barátja és a nő nehéz döntés elé kerül… |     |                                                                 |                         |                                                                    |                                        |               |
| 44. | 7.  | Zuhanás (Groundrush)                                            | Peter Hunt              | Történet: Glenn Berenbeim Tévéjáték: Burt Pearl                    | 1996. október 27. 2011. október 25.    | 307           |
| Scott Walden annyi jó dolgot cselekszik és annyi önkéntes munkában vesz részt, hogy már már hősként tekintenek rá. Monica nem érti, miért kell a férfinek angyal, hisz annyira jó ember, de Tess felhívja a figyelmét, hogy a jócselekedetből nem feltétlenül következik az, hogy valaki jó ember. Scott múltja pedig tele van sötét foltokkal… |     |                                                                 |                         |                                                                    |                                        |               |
| 45. | 8.  | Égből pottyant Penny (The Sky is Falling)                       | Victor Lobl             | Glenn Berenbeim                                                    | 1996. november 3. 2011. október 26.    | 308           |
| Az angyalok egy kis városka Mindenszentek ünnepébe csöppennek bele. Monica új ügyfele egy idős ember, Leonard Pound, akivel nagyon régen, még kisgyerekként találkozott, és aki azóta ismert író lett, azonban egy történetről megfeledkezett, és ezt Monicának kell az eszébe juttatnia. Ám Monicának ez rossz emlékeket idéz fel… |     |                                                                 |                         |                                                                    |                                        |               |
| 46. | 9.  | Valami kék (Something Blue)                                     | Terrence O'Hara         | Susan Cridland Wick and Jennifer Wharton                           | 1996. november 10. 2011. október 27.   | 309           |
| Az angyalok beállnak esküvőszervezőnek, hogy megszervezzék Kevin és Alison tökéletes esküvőjét. Azonban amíg Kevin azt gondolja, hogy tökéletes párt alkotnak menyasszonyával, addig a szeretett nő, Alison a félelmeivel árnyékolja be a nagy eseményt, és ez majdnem kettejük közös jövője útjába áll… |     |                                                                 |                         |                                                                    |                                        |               |
| 47. | 10. | Út a fénybe (Into the Light)                                    | Victor Lobl             | R.J. Colleary                                                      | 1996. november 17. 2011. október 28.   | 310           |
| James Block azóta bűnöző, amióta megtudta, hogy szívbeteg és nem sok ideje van hátra. Bár az orvos diagnózisa eddig nem jött be, az angyalok tudják, hogy most már közel van az idő. Monica feladata lesz ügyelni arra, hogy James az utolsó lehetőségét, a változásra való esélyt ne szalassza el… |     |                                                                 |                         |                                                                    |                                        |               |
| 48. | 11. | Hazatérés, 1. rész (The Homecoming, part 1)                     | Peter Hunt              | Martha Williamson and William Schwartz                             | 1996. november 24. 2011. október 28.   | 311           |
| Monica prostituáltnak álcázza magát, hogy közelebb kerüljön a kábítószerfüggő Juliához. Tess egy hajléktalanszálló képviselőjeként mutatkozik be, a lányokat ebbe a biztonságos otthonba invitálja, ahol mindig lenne tető a fejük felett és lenne mit enni, cserébe afféle közösségi munkát kellene vállalniuk. Monica rábeszéli Juliát, hogy menjenek el együtt a szállóra. Folytatjuk… |     |                                                                 |                         |                                                                    |                                        |               |
| 49. | 12. | A riporter (Hazatérés, 2. rész) (The Journalist)                | Tim Van Patten          | Ken LaZebnik                                                       | 1996. december 1. 2011. november 2.    | 312           |
| A riporter: Monica egy tévétársasághoz áll be időjósnak. Andrew is követi őt, hogy Rocky McCann, egy vérbeli tényfeltáró riporter mellé férkőzhessenek, aki a rossz dolgokat úgy adja elő, hogy ő jól jöjjön ki belőle. Tess helyett Sam, a különleges egységtől kirendelt angyal jelenik meg, eszerint sokkal súlyosabb ügy elé néznek, mint korábban gondolták. Hazatérés, 2. rész: Julia találkozik Erasmus Jones-szal, aki szállást kínál neki, és megmutatja a Green családról készült fotót, amelyen Julia fia, Nathaniel is rajta van, akiről pár évvel ezelőtt lemondott. Azóta sem tudta ezt megbocsátani magának, így most nagyon várja, hogy találkozzon vele. Tess tudja, hogy a neheze még csak most kezdődik… |     |                                                                 |                         |                                                                    |                                        |               |
| 50. | 13. | A hegedűlecke (A riporter) (The Violin Lesson)                  | Peter Hunt              | Glenn Berenbeim                                                    | 1996. december 22. 2011. november 3.   | 313           |
| A hegedűlecke: Jordan Du Bois, egy idős hegedűkészítő, aki nagyon büszke a munkájára, a családjára és az életére. Azonban egy hegedű miatt nyugtalan, amit már 30 éve készít a ritkán látott fiának, és még mindig nem fejezte be, mert azt hiszi, hogy nem tökéletes. Monica feladata lesz, hogy ez a hegedű karácsonyig elkészüljön, és erre csupán 3 napja van. Közben megjelenik Jordan fia Tony, akiről kiderül, hogy AIDS-beteg... A riporter: Monica egy tévétársasághoz áll be időjósnak. Andrew is követi őt, hogy Rocky McCann, egy vérbeli tényfeltáró riporter mellé férkőzhessenek, aki a rossz dolgokat úgy adja elő, hogy ő jól jöjjön ki belőle. Tess helyett Sam, a különleges egységtől kirendelt angyal jelenik meg, eszerint sokkal súlyosabb ügy elé néznek, mint korábban gondolták. |     |                                                                 |                         |                                                                    |                                        |               |
| 51. | 14. | Emlékezet (A hegedűlecke) (Forget Me Not)                       | Michael Schultz         | Burt Pearl                                                         | 1997. január 12. 2011. november 4.     | 314           |
| Emlékezet: Charlotte és lánya, Sara nem túl jó kapcsolatán próbálnak javítani az angyalok. Az anya rossz néven veszi, hogy lánya önálló szeretne lenni és saját maga szeretné megvalósítani a jövőjét, ezért ahol tud, keresztbe tesz a lányának. Azonban Charlotte agydaganattal kórházba kerül és egy kockázatos műtét vár rá, amihez a lánya beleegyezésére is szükség van. Sara nem tudja, mit csináljon... A hegedűlecke: Jordan Du Bois, egy idős hegedűkészítő, aki nagyon büszke a munkájára, a családjára és az életére. Azonban egy hegedű miatt nyugtalan, amit már 30 éve készít a ritkán látott fiának, és még mindig nem fejezte be, mert azt hiszi, hogy nem tökéletes. Monica feladata lesz, hogy ez a hegedű karácsonyig elkészüljön, és erre csupán 3 napja van. Közben megjelenik Jordan fia Tony, akiről kiderül, hogy AIDS-beteg...                                                                                    |     |                                                                 |                         |                                                                    |                                        |               |
| 52. | 15. | Füstfüggöny (Emlékezet) (Smokescreen)                           | Victor Lobl             | Christine Pettit and Rosanne Welch                                 | 1997. január 19. 2011. november 7.     | 315           |
| Füstfüggöny: Mark Hamilton épp most tér vissza szülővárosába, anyjához tartván megáll útközben egy rácsos kerítéses háznál, ahol kiskorában is sokat időzött, és amelyet most éppen eladásra kínálnak. Ahogy közelednek feleségével a szülői házhoz, egyre több gyermekkori emlék rohanja meg. Az utcabeli gyerekek lenézték őt apja sofőr munkája miatt, és így a fiatal Mark nem vágyott másra, mint hogy minél messzebb kerüljön otthonról. De most nem csak a szüleihez, hanem egykori önmagához is haza kell térnie... Emlékezet: Charlotte és lánya, Sara nem túl jó kapcsolatán próbálnak javítani az angyalok. Az anya rossz néven veszi, hogy lánya önálló szeretne lenni és saját maga szeretné megvalósítani a jövőjét, ezért ahol tud, keresztbe tesz a lányának. Azonban Charlotte agydaganattal kórházba kerül és egy kockázatos műtét vár rá, amihez a lánya beleegyezésére is szükség van. Sara nem tudja, mit csináljon... |     |                                                                 |                         |                                                                    |                                        |               |
| 53. | 16. | Szegett szárnyak (Füstfüggöny) (Crisis of Faith)                | Peter Hunt              | William Schwartz                                                   | 1997. február 2. 2011. november 8.     | 316           |
| Szegett szárnyak: Monica egy teljesítmény-értékelésre hivatalos a Központba, de késik, Tess és Andrew türelmetlenül várnak rá. Útközben összefut Kathleen-nel, a pokol egyik angyalával, akivel korábban több eset kapcsán meggyűlt már a baja. Most is ördögi trükköt vet be, és eltéríti Monicát. Várakozása közben Monica felidézi munkája legemlékezetesebb pillanatait... Füstfüggöny: Mark Hamilton épp most tér vissza szülővárosába, anyjához tartván megáll útközben egy rácsos kerítéses háznál, ahol kiskorában is sokat időzött, és amelyet most éppen eladásra kínálnak. Ahogy közelednek feleségével a szülői házhoz, egyre több gyermekkori emlék rohanja meg. Az utcabeli gyerekek lenézték őt apja sofőr munkája miatt, és így a fiatal Mark nem vágyott másra, mint hogy minél messzebb kerüljön otthonról. De most nemcsak a szüleihez, hanem egykori önmagához is haza kell térnie…                                     |     |                                                                 |                         |                                                                    |                                        |               |
| 54. | 17. | A hit próbája (Szegett szárnyak) (Angel of Death)               | Tim Van Patten          | Történet: George Taweel and Rob Loos Tévéjáték: Glenn Berenbeim    | 1997. február 9. 2011. november 9.     | 317           |
| A hit próbája: Az angyalok egy fiataloknak épített segélyközpontban dolgoznak és a rossz döntés következtében létrejött örvényről tanítanak. Monica feladata lesz, hogy segítsen Brewer atyának visszakapnia a hitét, mivel felelősnek érzi magát fia haláláért... Szegett szárnyak: Monica egy teljesítmény-értékelésre hivatalos a Központba, de késik, Tess és Andrew türelmetlenül várnak rá. Útközben összefut Kathleen-nel, a pokol egyik angyalával, akivel korábban több eset kapcsán meggyűlt már a baja. Most is ördögi trükköt vet be, és eltéríti Monicát. Várakozása közben Monica felidézi munkája legemlékezetesebb pillanatait... |     |                                                                 |                         |                                                                    |                                        |               |
| 55. | 18. | Halál Angyala (A hit próbája) (Clipped Wings)                   | Robert J. Visciglia Jr. | R.J. Colleary                                                      | 1997. február 16. 2011. november 10.   | 318           |
| Halál Angyala: Tess egy emberi alakját először próbálgató angyalnak, Celeste-nek segít pályája kezdetén. A küldetés egy Eric nevű férfiról szól, aki bűvészműsorában a halál angyalaként mutatkozik be. Tess rábeszéli Celeste-et, hogy a nézők közül jelentkezzen az eltüntetős trükkre, de az angyal szó szerint veszi az eltűnést, így Eric showja kudarcba fullad... A hit próbája: Az angyalok egy fiataloknak épített segélyközpontban dolgoznak és a rossz döntés következtében létrejött örvényről tanítanak. Monica feladata lesz, hogy segítsen Brewer atyának visszakapnia a hitét, mivel felelősnek érzi magát fia haláláért... |     |                                                                 |                         |                                                                    |                                        |               |
| 56. | 19. | A fal, 1. rész (A Halál Angyala) (Amazing Grace, part 1)        | Victor Lobl             | Martha Williamson                                                  | 1997. február 23. 2011. november 11.   | 319           |
| A fal, 1. rész: A 16 éves Josh-nak meg kell tapasztalnia a valódi élet problémáit is, nem élhet állandó burokban. Ezért a megvakult Monica "szeme" lesz. Kocsijuk lerobban, de akad egy segítőjük, Michael, aki elviszi őket a közeli kisvárosba. A helyiek nem fogadják őket jó szívvel, mert a városka lakói zömmel feketék, ritkán látnak fehér embert. Folytatjuk… A Halál Angyala: Tess egy emberi alakját először próbálgató angyalnak, Celeste-nek segít pályája kezdetén. A küldetés egy Eric nevű férfiról szól, aki bűvészműsorában a halál angyalaként mutatkozik be. Tess rábeszéli Celeste-et, hogy a nézők közül jelentkezzen az eltüntetős trükkre, de az angyal szó szerint veszi az eltűnést, így Eric showja kudarcba fullad... |     |                                                                 |                         |                                                                    |                                        |               |
| 57. | 20. | Gyötrő kínok (A fal, 1. rész) (Labor of Love)                   | Jim Johnston            | Susan Cridland Wick                                                | 1997. március 9. 2011. november 14.    | 320           |
| Gyötrő kínok: Andrew Meg Salternek segít, aki házassági évfordulójuk alkalmából meglepi a férjét a Párizsba tartó gépen, ám rá kell jönnie, hogy az egy várandós nővel van. A küldetést Celeste kapja. A gyermekorvos Meg egy igen nehéz döntés elé kerül. Képes-e félresiklott házasságukat és férje tettét figyelmen kívül hagyva segíteni a terhes Oliviának?… A fal, 1. rész: A 16 éves Josh-nak meg kell tapasztalnia a valódi élet problémáit is, nem élhet állandó burokban. Ezért a megvakult Monica "szeme" lesz. Kocsijuk lerobban, de akad egy segítőjük, Michael, aki elviszi őket a közeli kisvárosba. A helyiek nem fogadják őket jó szívvel, mert a városka lakói zömmel feketék, ritkán látnak fehér embert. Folytatjuk… |     |                                                                 |                         |                                                                    |                                        |               |
| 58. | 21. | Láttál engem? (A fal, 2. rész) (Have You Seen Me?)              | Stuart Margolin         | Történet: R.J. Colleary Tévéjáték: Pamela Redford Russell          | 1997. március 16. 2011. november 15.   | 321           |
| Láttál engem?: Az angyaltriónak egy igen nehéz ügyet kell megoldania. Hank felfedezi, hogy a tejes dobozon lévő eltűnt gyerekekről szóló hirdetésben a fénykép kísértetiesen hasonlít az öccsére, Noah-ra. Nem hagyja nyugodni a dolog, Monica segítségével megpróbálja kideríteni az igazságot… A fal, 2. rész: A Burns lakóháznál történt lövöldözésnek több áldozata is van. Josh felépülésében Monica is segít, és közben kezdi megérteni, miért is vette el Isten a látását. Közben kiderül, hogy Anderson együtt szolgált a hadseregben Mr. Green-nel, Josh apjával. Ez a véletlen találkozás lehetőséget adhat arra, hogy a múltbéli gyűlölettől megszabaduljanak. Az angyalok útmutatást adnak, segítenek az igazság megértésében… |     |                                                                 |                         |                                                                    |                                        |               |
| 59. | 22. | Végső esély (Gyötrő kínok) (Last Call)                          | Gene Reynolds           | Ken LaZebnik                                                       | 1997. március 30. 2011. november 16.   | 322           |
| Végső esély: Monica kissé levert hangulatban van reggel, elszomorítják a világ történései, ezért Tess Noah kocsmájába invitálja, ahol a tulajdonos egy évekkel ezelőtti lövöldözés következtében bénultan, de annál nagyobb elszántsággal, kitartással próbálja kiszolgálni vendégeit. Tess egy igazán rendhagyó feladatot ad Monicának: csodát tehet, de körültekintően kell kiválasztania, hogy kivel és mit… Gyötrő kínok: Andrew Meg Salternek segít, aki házassági évfordulójuk alkalmából meglepi a férjét a Párizsba tartó gépen, ám rá kell jönnie, hogy az egy várandós nővel van. A küldetést Celeste kapja. A gyermekorvos Meg egy igen nehéz döntés elé kerül. Képes-e félresiklott házasságukat és férje tettét figyelmen kívül hagyva segíteni a terhes Oliviának?… |     |                                                                 |                         |                                                                    |                                        |               |
| 60. | 23. | Ütközetben eltűnt (Láttál engem?) (Missing in Action)           | Tim Van Patten          | Rosanne Welch and Christine Pettit                                 | 1997. április 13. 2011. november 17.   | 323           |
| Ütközetben eltűnt: Monica idős asszonyként jelenik meg egy nyugdíjas otthonban, hogy segítsen egy háborút megjárt katonának, hogy elérje lelki békéjét. George és Monica kapcsolata egyre meghittebb lesz, és mivel már veszélyben a küldetés, Monicának fel kell fednie angyali mivoltát és rávenni a férfit, hogy vallja be a titkát… Láttál engem?: Az angyaltriónak egy igen nehéz ügyet kell megoldania. Hank felfedezi, hogy a tejes dobozon lévő eltűnt gyerekekről szóló hirdetésben a fénykép kísértetiesen hasonlít az öccsére, Noah-ra. Nem hagyja nyugodni a dolog, Monica segítségével megpróbálja kideríteni az igazságot… |     |                                                                 |                         |                                                                    |                                        |               |
| 61. | 24. | Veszélyhelyzetben (Végső esély) (At Risk)                       | Victor Lobl             | Kathleen McGhee-Anderson                                           | 1997. április 27. 2011. november 18.   | 324           |
| Veszélyhelyzetben: Az angyalok a fiatalkorúak nevelőintézetébe kerülnek, ahol arra próbálják rávenni az ifjú bűnözőket, köztük Jason-t, hogy vállaljanak önkéntes munkát, és így lerövidülhet a bezárásuk. A fiatalok igencsak meglepődnek, amikor kiderül, hogy az értelmi fogyatékosok iskolájába érkeztek. Monicáék bíznak abban, hogy összebarátkoznak és hatással lesznek egymásra… Végső esély: Monica kissé levert hangulatban van reggel, elszomorítják a világ történései, ezért Tess Noah kocsmájába invitálja, ahol a tulajdonos egy évekkel ezelőtti lövöldözés következtében bénultan, de annál nagyobb elszántsággal, kitartással próbálja kiszolgálni vendégeit. Tess egy igazán rendhagyó feladatot ad Monicának: csodát tehet, de körültekintően kell kiválasztania, hogy kivel és mit… |     |                                                                 |                         |                                                                    |                                        |               |
| 62. | 25. | Teliholdas éjszaka (Ütközetben eltűnt) (Full Moon)              | Tim Van Patten          | Glenn Berenbeim                                                    | 1997. május 4. 2011. november 21.      | 325           |
| Teliholdas éjszaka: Sarah megtudja, hogy kiengedik a börtönből azt a férfit, aki évekkel ezelőtt megerőszakolta őt és teljesen kétségbeesik, ezért elmegy egy segítőközpontba, ahol az angyalok teljesítenek szolgálatot. Monicáéknak nemcsak a nőn, hanem a férjén is segíteni kell, aki magát is hibáztatja az ominózus esetért… Ütközetben eltűnt: Monica idős asszonyként jelenik meg egy nyugdíjas otthonban, hogy segítsen egy háborút megjárt katonának, hogy elérje lelki békéjét. George és Monica kapcsolata egyre meghittebb lesz, és mivel már veszélyben a küldetés, Monicának fel kell fednie angyali mivoltát és rávenni a férfit, hogy vallja be a titkát… |     |                                                                 |                         |                                                                    |                                        |               |
| 63. | 26. | Földi angyalok (Veszélyhelyzetben) (An Angel by Any Other Name) | Gabrielle Beaumont      | Burt Pearl                                                         | 1997. május 10. 2011. november 22.     | 326           |
| Földi angyalok: Andrew egy fogyatékosokból álló család beköltözésénél segít, akik egy idős nő, Carolyn szomszédságába költöznek, de már az első találkozásnál megorrol rájuk. Tess szerint türelmesnek kellene lennie velük, meg kellene őket ismerni, mert különben továbbra is csak fogyatékosoknak fogja látni őket. Eljön az idő, amikor Carolyn csak rájuk számíthat… Veszélyhelyzetben: Az angyalok a fiatalkorúak nevelőintézetébe kerülnek, ahol arra próbálják rávenni az ifjú bűnözőket, köztük Jason-t, hogy vállaljanak önkéntes munkát, és így lerövidülhet a bezárásuk. A fiatalok igencsak meglepődnek, amikor kiderül, hogy az értelmi fogyatékosok iskolájába érkeztek. Monicáék bíznak abban, hogy összebarátkoznak és hatással lesznek egymásra… |     |                                                                 |                         |                                                                    |                                        |               |
| 64. | 27. | Az örökség (Teliholdas éjszaka) (Inherit the Wind)              | Michael Schultz         | R.J. Colleary                                                      | 1997. május 11. 2011. november 23.     | 327           |
| Az örökség: Edward Greeley-t, a gazdag, de idős üzletembert keresi fel a halál angyala, Andrew, Isten különleges ajándékával, vagyis, hogy tudhatja a halála óráját, ami 1 óra múlva lenne esedékes. Élete utolsó órájában két elintézetlen dolgot kell helyreraknia: felelőtlen fiával, Kevinnel való kapcsolatát és megoldani egy problémát Joseph Wells-el… Teliholdas éjszaka: Sarah megtudja, hogy kiengedik a börtönből azt a férfit, aki évekkel ezelőtt megerőszakolta őt és teljesen kétségbeesik, ezért elmegy egy segítőközpontba, ahol az angyalok teljesítenek szolgálatot. Monicáéknak nemcsak a nőn, hanem a férjén is segíteni kell, aki magát is hibáztatja az ominózus esetért… |     |                                                                 |                         |                                                                    |                                        |               |
| 65. | 28. | Kényes egyensúly (Földi angyalok) (A Delicate Balance)          | Tim Van Patten          | Történet: Jennifer Wharton Tévéjáték: Debbie Smith and Danna Doyle | 1997. május 18. 2011. november 24.     | 328           |
| Kényes egyensúly: Az epizód egy tornászbajnokság körül forog, már csak pár nap van a döntőig, és minden tornász lázasan készül, gyakorol, azonban az edző óva inti őket a túlzásba vitt gyakorlástól. Monicának figyelnie kell Rebeccára, aki túlságosan a győzelemre hajt, mert bizonyítani szeretne. Meg kell tanulnia, hogy nem a győzelem a fontos, hanem az, hogy soha ne adjuk fel… Földi angyalok: Andrew egy fogyatékosokból álló család beköltözésénél segít, akik egy idős nő, Carolyn szomszédságába költöznek, de már az első találkozásnál megorrol rájuk. Tess szerint türelmesnek kellene lennie velük, meg kellene őket ismerni, mert különben továbbra is csak fogyatékosoknak fogja látni őket. Eljön az idő, amikor Carolyn csak rájuk számíthat… |     |                                                                 |                         |                                                                    |                                        |               |
| 66. | 29. | Hazatérés, 2. rész ( Az örökség) (The Homecoming, part 2)       | Tim Van Patten          | William A. Schwartz & E.F. Wallengren                              | 1996. november 26. 2011. november 25.  | 329           |
| Hazatérés, 2. rész: Julia találkozik Erasmus Jones-szal, aki szállást kínál neki, és megmutatja a Green családról készült fotót, amelyen Julia fia, Nathaniel is rajta van, akiről pár évvel ezelőtt lemondott. Azóta sem tudta ezt megbocsátani magának, így most nagyon várja, hogy találkozzon vele. Tess tudja, hogy a neheze még csak most kezdődik… Az örökség: Edward Greeley-t, a gazdag, de idős üzletembert keresi fel a halál angyala, Andrew, Isten különleges ajándékával, vagyis, hogy tudhatja a halála óráját, ami 1 óra múlva lenne esedékes. Élete utolsó órájában két elintézetlen dolgot kell helyreraknia: felelőtlen fiával, Kevinnel való kapcsolatát és megoldani egy problémát Joseph Wells-el… |     |                                                                 |                         |                                                                    |                                        |               |
| 67. | 30. | A fal, 2. rész (Kényes egyensúly) (Amazing Grace, part 2)       | Victor Lobl             | Martha Williamson, E.F. Wallengren and William A. Schwartz         | 1997. február 25. 2011. november 28.   | 330           |
| A fal, 2. rész: A Burns lakóháznál történt lövöldözésnek több áldozata is van. Josh felépülésében Monica is segít, és közben kezdi megérteni, miért is vette el Isten a látását. Közben kiderül, hogy Anderson együtt szolgált a hadseregben Mr. Green-nel, Josh apjával. Ez a véletlen találkozás lehetőséget adhat arra, hogy a múltbéli gyűlölettől megszabaduljanak. Az angyalok útmutatást adnak, segítenek az igazság megértésében… Kényes egyensúly: Az epizód egy tornászbajnokság körül forog, már csak pár nap van a döntőig, és minden tornász lázasan készül, gyakorol, azonban az edző óva inti őket a túlzásba vitt gyakorlástól. Monicának figyelnie kell Rebeccára, aki túlságosan a győzelemre hajt, mert bizonyítani szeretne. Meg kell tanulnia, hogy nem a győzelem a fontos, hanem az, hogy soha ne adjuk fel… |     |                                                                 |                         |                                                                    |                                        |               |

### Negyedik évad (1997-1998)
| Sor. | Év. | Cím                                                                                                | Rendező            | Író | Premier                                 | Gyártási szám |
| --- | --- | -------------------------------------------------------------------------------------------------- | ------------------ | --- | --------------------------------------- | ------------- |
| 68. | 1.  | Szép remények (Joe visszatér, 1. rész) (The Road Home, part 1 Joe's Return: Part)                  | Tim Van Patten     | E.F. Wallengren and Mimi Schmir                                                                                       | 1997. szeptember 21. 2011. november 29. | 401           |
| Szép remények: Monica szülés-felkészítőként dolgozik, ám hamarosan nehéz szituációba kerül. Egy család születendő gyermekéről kiderül, hogy Down-szindrómás. A szülők pánikba esnek, de az angyalok és Taylor segítségével meghozzák életük legnehezebb döntését... Joe visszatér, 1. rész: Újra a Greene családnál járunk, ahová beállít Russel öccse, Joe, aki egy súlyos balesetet okoz, de a kiérkező rendőröknek valótlanul számol be a történtekről, ezzel hősnek állítva be magát. Monica szociális munkásként segíteni próbál a balesetben megsérült kisfiú anyukájának. Russel-nek feltűnik, hogy Joe nem akarja meglátogatni a gyereket a kórházban. Folytatjuk… |     | |                    | |                                         |               |
| 69. | 2.  | Csont nélkül (Great Expectations)                                                                  | Tim Van Patten     | Történet: Christine Pettit & Rosanne Welch and Mary Siversten & Lynn Wing Tévéjáték: Christine Pettit & Rosanne Welch | 1997. szeptember 28. 2011. november 30. | 402           |
| Eric Zacharia Mony, azaz EZ egy amerikai kosárcsapat játékosa, akit az emberek példaképnek tekintenek. Ám a férfi nem könnyű eset, lázadozó, nem tartja be a szabályokat és nincs oda a gyerekekért. Mi történik akkor, ha egy mégis közel kerül hozzá, és megismeri a valódi énjét? Az angyalok is ezen munkálkodnak... |     | |                    | |                                         |               |
| 70. | 3.  | Joe visszatér, 1. rész (Nothing But Net)                                                           | Victor Lobl        | Daniel H. Forer and R.J. Colleary                                                                                     | 1997. október 5. 2011. december 1.      | 403           |
| Újra a Greene családnál járunk, ahová beállít Russel öccse, Joe, aki egy súlyos balesetet okoz, de a kiérkező rendőröknek valótlanul számol be a történtekről, ezzel hősnek állítva be magát. Monica szociális munkásként segíteni próbál a balesetben megsérült kisfiú anyukájának. Russel-nek feltűnik, hogy Joe nem akarja meglátogatni a gyereket a kórházban. Folytatjuk… |     | |                    | |                                         |               |
| 71. | 4.  | Az éjszaka gyermekei (Joe visszatér, 2. rész) (Children of the Night)                              | Victor Lobl        | Suzonne Stirling | 1997. október 12. 2011. december 2.     | 404           |
| Az éjszaka gyermekei: Az angyalok célja, hogy az utcán vagy a hajléktalanszállón élő magára hagyott gyerekekbe lelket öntsenek, szeretetet adjanak nekik. Monica szendvicsosztóként, Andrew hajléktalanként próbál a fiatalok közelébe férkőzni, az új angyal, Rafael, pedig átmeneti szállást nyújt nekik... Joe visszatér, 2. rész: Joe és Russel vitája után Joe távozik, és vele tart a fia, Nathaniel is, sőt az angyalok is vigyáznak rájuk, de Joe nem jó úton jár. A Greene család úgy dönt, hogy elmondják az igazságot a balesetről a rendőrségnek és az anyának is… |     | |                    | |                                         |               |
| 72. | 5.  | Az éjszaka gyermekei (Jones Isten ellen) (Jones vs. God)                                           | Sandor Stern       | Ken LaZebnik | 1997. október 19. 2011. december 5.     | 405           |
| Az éjszaka gyermekei: Az angyalok célja, hogy az utcán vagy a hajléktalanszállón élő magára hagyott gyerekekbe lelket öntsenek, szeretetet adjanak nekik. Monica szendvicsosztóként, Andrew hajléktalanként próbál a fiatalok közelébe férkőzni, az új angyal, Rafael, pedig átmeneti szállást nyújt nekik... Jones Isten ellen: Egy kisvárosba vezet az angyalok útja, ahol az emberek nem igazán tudnak szót érteni a farmer Jones-szal, akit mindenki sültbolondnak tart. Hamarosan mindenki megbotránkozik azon, hogy az Istent akarja beperelni a hosszú ideje tartó aszályért, de azon még jobban meglepődnek, amikor Tess jelenik meg a tárgyalóteremben, mint Isten képviselője… |     | |                    | |                                         |               |
| 73. | 6.  | A szövetség (Jones Isten ellen) (The Pact)                                                         | Bethany Rooney     | Történet: Jennifer Wharton and Melissa Milne Tévéjáték: Jennifer Wharton                                              | 1997. október 26. 2011. december 6.     | 406           |
| A szövetség: Az angyalok következő küldetése egy gyermektáborba vezet, ahol AIDS-es lányok élnek. Különösen fontos az angyalok jelenléte, mert - Tess szavaival élve - elgyengült bennük a remény, és aki nem remél, az rettenetes dolgokra képes… Jones Isten ellen: Egy kisvárosba vezet az angyalok útja, ahol az emberek nem igazán tudnak szót érteni a farmer Jones-szal, akit mindenki sültbolondnak tart. Hamarosan mindenki megbotránkozik azon, hogy az Istent akarja beperelni a hosszú ideje tartó aszályért, de azon még jobban meglepődnek, amikor Tess jelenik meg a tárgyalóteremben, mint Isten képviselője… |     | |                    | |                                         |               |
| 74. | 7.  | Homokvárak (A szövetség) (Sandcastles)                                                             | Victor Lobl        | Burt Pearl | 1997. november 2. 2011. december 7.     | 407           |
| Homokvárak: A tengerparton talált üvegről kiderül, hogy egy üzenetet rejt, nem is akármilyet. Az angyalok azt hiszik, hogy egy kétségbeesett kisfiú kéri Istent, hogy gyógyítsa meg édesanyját, vagy hogy küldjön egy angyalt, aki tud segíteni. Monica és Rafael, habár épp pihenésüket töltenék, önként elvállalják az ügyet. Míg a kisfiút keresik, megtanulják azt is, hogy az utazás éppolyan fontos, mint a megérkezés… A szövetség: Az angyalok következő küldetése egy gyermektáborba vezet, ahol AIDS-es lányok élnek. Különösen fontos az angyalok jelenléte, mert - Tess szavaival élve - elgyengült bennük a remény, és aki nem remél, az rettenetes dolgokra képes… |     | |                    | |                                         |               |
| 75. | 8.  | Egy vacsora Andrew-val (Hangyalesők) (My Dinner with Andrew)                                       | Gabrielle Beaumont | Martha Williamson | 1997. november 9. 2011. december 8.     | 408           |
| Egy vacsora Andrew-val: Egy agglegény-árverésen Andrew kel el a legmagasabb áron, ahol egy kutatónő jutalma, hogy vele vacsorázhat. Már a vacsora elején kiderül, hogy Kate csak a tudományban hisz és azért kutatja annyira a halálos kórokra a gyógyírt, mert maga is haldoklik. A felfedezését sem szeretné megosztani másokkal, de Andrew segítségével, amikor megtudja, hogy már nincs sok ideje hátra, átértékeli eddigi hozzáállását… Hangyalesők: Pearhead felveszi egy utcai fülkében a telefont, amiről úgy tartják, hogy a mennyországba van bekötve, és követi egy titokzatos hang utasításait, mire egy nyertes sorsjegyet talál. A telefonhívások folytatódnak, és egyre jobban izgatja azokat, akik hívást kapnak, hogy ki állhat a háttérben, és mivel sorra olyat hallanak, amit senki más nem tud róluk, szinte már elhiszik, hogy tényleg Isten hívta őket… |     | |                    | |                                         |               |
| 76. | 9.  | Színjátékok (Homokvárak) (Charades)                                                                | Victor Lobl        | Glenn Berenbeim | 1997. november 16. 2011. december 9.    | 409           |
| Színjátékok: Az angyalok új ügyfele, Libby Glaser, egy tehetségkutató központ vezetője, egyben Hollywood legbefolyásosabb embere. Az ő igazi tehetsége a túlélés, de egy sötét titok lappang a múltjában, ezért Monica feladata Libby asszisztenseként, hogy segítsen neki emlékezni és megbocsátani… Homokvárak: A tengerparton talált üvegről kiderül, hogy egy üzenetet rejt, nem is akármilyet. Az angyalok azt hiszik, hogy egy kétségbeesett kisfiú kéri Istent, hogy gyógyítsa meg édesanyját, vagy hogy küldjön egy angyalt, aki tud segíteni. Monica és Rafael, habár épp pihenésüket töltenék, önként elvállalják az ügyet. Míg a kisfiút keresik, megtanulják azt is, hogy az utazás éppolyan fontos, mint a megérkezés… |     | |                    | |                                         |               |
| 77. | 10. | A visszatérés (Egy vacsora Andrew-val) (The Comeback)                                              | Sandor Stern       | Kenny Solms | 1997. november 23. 2011. december 12.   | 410           |
| A visszatérés: Lilian Benneth nem lett sikeres színésznő, mert mindig csak a babonáiban hitt és ez lett a veszte. Most lánya, Allison miatt tért vissza, aki a nyomdokaiba lépett és talán kaphat egy igazán jó szerepet, amiben megmutathatja tehetségét. Amikor Lilian megtudja, hogy a darab főszereplője Amanda Revere lesz, az egykori Broadway-híresség, máris távozna, ám végül maradni kényszerül, amikor lányát beválasztják a szerepre. Az angyalok közreműködésével Amanda esélyt kap arra, hogy visszacsinálja a 30 évvel ezelőtti hibát, és megváltoztasson mindent… Egy vacsora Andrew-val: Egy agglegény-árverésen Andrew kel el a legmagasabb áron, ahol egy kutatónő jutalma, hogy vele vacsorázhat. Már a vacsora elején kiderül, hogy Kate csak a tudományban hisz és azért kutatja annyira a halálos kórokra a gyógyírt, mert maga is haldoklik. A felfedezését sem szeretné megosztani másokkal, de Andrew segítségével, amikor megtudja, hogy már nincs sok ideje hátra, átértékeli eddigi hozzáállását… |     | |                    | |                                         |               |
| 78. | 11. | Velence (Színjátékok) (Venice)                                                                     | Gabrielle Beaumont | R.J. Colleary | 1997. december 7. 2011. december 13.    | 411           |
| Velence: Annie Doyle már rég elfelejtette, mi a szeretet, valami miatt nagyon megkeseredett, és már alig lát, de nem meri bevallani senkinek. Angyali segítségre van szüksége, mert valamit mindenképp látni akar, mielőtt megvakulna. Monica önkéntes munkát vállal mellette és kideríti a titkot, ami a nő férjével kapcsolatos… Színjátékok: Az angyalok új ügyfele, Libby Glaser, egy tehetségkutató központ vezetője, egyben Hollywood legbefolyásosabb embere. Az ő igazi tehetsége a túlélés, de egy sötét titok lappang a múltjában, ezért Monica feladata Libby asszisztenseként, hogy segítsen neki emlékezni és megbocsátani… |     | |                    | |                                         |               |
| 79. | 12. | Soha nem volt még ilyen áldott éj (A visszatérés) (It Came Upon a Midnight Clear)                  | Michael Schultz    | Ken LaZebnik | 1997. december 21. 2011. december 14.   | 412           |
| Soha nem volt még ilyen áldott éj: Karácsony van és ismét Wayne-nél és fogyatékos öccsénél, Joey-nál járunk. A fiú, ügyetlensége miatt, összetör egy angyal-díszt, ezért Wayne elindul, hogy vegyen egy másikat, de közben nagy hóvihar kerekedik. Joey magát hibáztatja, ezért Monica egy régi történetet mesél el neki. Eközben mindenki a bátyját keresi…. A visszatérés: Lilian Benneth nem lett sikeres színésznő, mert mindig csak a babonáiban hitt és ez lett a veszte. Most lánya, Allison miatt tért vissza, aki a nyomdokaiba lépett és talán kaphat egy igazán jó szerepet, amiben megmutathatja tehetségét. Amikor Lilian megtudja, hogy a darab főszereplője Amanda Revere lesz, az egykori Broadway-híresség, máris távozna, ám végül maradni kényszerül, amikor lányát beválasztják a szerepre. Az angyalok közreműködésével Amanda esélyt kap arra, hogy visszacsinálja a 30 évvel ezelőtti hibát, és megváltoztasson mindent… |     | |                    | |                                         |               |
| 80. | 13. | Szeretünk Harry (Velence) (Deconstructing Harry)                                                   | Burt Brinckerhoff  | Burt Pearl | 1998. január 4. 2011. december 15.      | 413           |
| Szeretünk Harry: Tess autóvezetői vizsgája során megismerkedik Doris-szal, aki bajba kerül, amikor ellopja Harry temetésén a templomból az urnát, hogy az óceánba szórhassa a hamvakat. Hamarosan kiderül, hogy a férfi nem a férje, hanem a szeretője volt, így az urna nem őt illeti. Ez az angyalok következő küldetése…. Velence: Annie Doyle már rég elfelejtette, mi a szeretet, valami miatt nagyon megkeseredett, és már alig lát, de nem meri bevallani senkinek. Angyali segítségre van szüksége, mert valamit mindenképp látni akar, mielőtt megvakulna. Monica önkéntes munkát vállal mellette és kideríti a titkot, ami a nő férjével kapcsolatos… |     | |                    | |                                         |               |
| 81. | 14. | Az utolsó csepp (Soha nem volt még ilyen áldott éj) (The Trigger)                                  | Peter Hunt         | Rosanne Welch and Christine Pettit                                                                                    | 1998. január 11. 2011. december 16.     | 414           |
| Az utolsó csepp: A Craig házaspár viszonya nem túl rózsás, de a helyzet akkor kezd még jobban elmérgesedni, amikor látogatóba érkezik a feleség, Linda nővére, Holly. Tess a családvédelmi hivatal alkalmazottja, aki próbál segíteni Lindának. A nő nem kér a segítségből, amit már a nővére sem bír tétlenül nézni, míg el nem sül egy fegyver. Linda másról tesz vallomást, mint ami valójában történt… Soha nem volt még ilyen áldott éj: Karácsony van és ismét Wayne-nél és fogyatékos öccsénél, Joey-nál járunk. A fiú, ügyetlensége miatt, összetör egy angyal-díszt, ezért Wayne elindul, hogy vegyen egy másikat, de közben nagy hóvihar kerekedik. Joey magát hibáztatja, ezért Monica egy régi történetet mesél el neki. Eközben mindenki a bátyját keresi…. |     | |                    | |                                         |               |
| 82. | 15. | Hangyalesők (Szeretünk Harry) (Doodlebugs)                                                         | Terrence O'Hara    | Ken LaZebnik | 1998. január 18. 2011. december 19.     | 415           |
| Hangyalesők: Szeretünk Harry: Tess autóvezetői vizsgája során megismerkedik Doris-szal, aki bajba kerül, amikor ellopja Harry temetésén a templomból az urnát, hogy az óceánba szórhassa a hamvakat. Hamarosan kiderül, hogy a férfi nem a férje, hanem a szeretője volt, így az urna nem őt illeti. Ez az angyalok következő küldetése…. |     | |                    | |                                         |               |
| 83. | 16. | Megváltó szeretet (Az utolsó csepp) (Redeeming Love)                                               | Burt Brinckerhoff  | Marilyn Osborn and Kathleen McGhee-Anderson                                                                           | 1998. február 1. 2011. december 20.     | 416           |
| Megváltó szeretet: Monica lakótársa lesz a drogfüggő Lydiának, akit megpróbál védelmezni, de a lány bedühödik Monica tiltásától, kiszalad az útra és elüti egy autó. A kórházban derül ki, hogy állapotos volt. Lydia megijed, amikor meghallja, hogy drogelvonóra kell mennie, ezért megszökik a kórházból. Monica feladata megtalálni őt és a helyes útra téríteni… Az utolsó csepp: A Craig házaspár viszonya nem túl rózsás, de a helyzet akkor kezd még jobban elmérgesedni, amikor látogatóba érkezik a feleség, Linda nővére, Holly. Tess a családvédelmi hivatal alkalmazottja, aki próbál segíteni Lindának. A nő nem kér a segítségből, amit már a nővére sem bír tétlenül nézni, míg el nem sül egy fegyver. Linda másról tesz vallomást, mint ami valójában történt… |     | |                    | |                                         |               |
| 84. | 17. | Angyalok röpte (Megváltó szeretet) (Flights of Angels)                                             | Peter Hunt         | Történet: Sally Storch Bunkall and Sally Howell Tévéjáték: Ken LaZebnik                                               | 1998. március 1. 2011. december 21.     | 417           |
| Angyalok röpte: A festő családfő, Richard halálos beteg és már nincsen sok ideje hátra, de ennek ellenére készül a következő kiállítására. Felesége segítséget hív mellé és a gyerekek mellé. Richard segédje Andrew lesz, a gyerekekre pedig Monica vigyáz. Feladatuk, hogy megtanítsák a családot megbékélni és elbúcsúzni… Megváltó szeretet: Monica lakótársa lesz a drogfüggő Lydiának, akit megpróbál védelmezni, de a lány bedühödik Monica tiltásától, kiszalad az útra és elüti egy autó. A kórházban derül ki, hogy állapotos volt. Lydia megijed, amikor meghallja, hogy drogelvonóra kell mennie, ezért megszökik a kórházból. Monica feladata megtalálni őt és a helyes útra téríteni… |     | |                    | |                                         |               |
| 85. | 18. | Kenyértörés (Breaking Bread)                                                                       | Peter Hunt         | Burt Pearl | 1998. március 8. 2011. december 22.     | 418           |
| Egy vallásos kisvárosi közösség életét egy kényes ügy zavarja meg, ugyanis a helyi pékség, Matt Colletti üzlete közelében egy rasszizmusra utaló összetűzés történik. A helyi seriff és a boltos úgy tűnik, el akarja tussolni az ügyet, rasszizmus helyett rablási kísérletnek állítják be. Matt az angyalok szerint Isten prófétája lesz… |     | |                    | |                                         |               |
| 86. | 19. | Istenért és a hazáért (God and Country)                                                            | Bethany Rooney     | R.J. Colleary and Glenn Berenbeim                                                                                     | 1998. március 15. 2011. december 23.    | 419           |
| Az angyalok ezúttal egy katonai bázisra érkeznek, ahol küldetésük alanya maga a bázis parancsnoka, Walls ezredes. Rafael angyal egy újoncot alakít, aki egy verekedésbe való beavatkozás miatt zárkába kerül. Hamarosan kiderül, hogy az egyik fő bajkeverő, Paredes valójában Walls parancsnok fia, akiről senki nem tudja, hogy milyen viszonyban van az ezredessel. A parancsnok másik fia, Paul pedig egy hónapja tűnt el Boszniában, ahová békefenntartóként ment… |     | |                    | |                                         |               |
| 87. | 20. | Betűző verseny (Angyalok röpte) (How Do You Spell Faith?)                                          | Bethany Rooney     | Michael Glassberg | 1998. március 29. 2011. december 27.    | 420           |
| Betűző verseny: Monica küldetésének alanya az iskolás Aaron, aki állandóan szavakat betűz és a jelentésüket tanulmányozza. Az iskolában szinte észre sem veszik, az édesanyjának pedig az agyára megy, hogy állandóan idegen szavakat hall. Egyedül a bátyja érti meg őt, aki meghal egy balesetben. Aaron-nak a legnehezebb megbirkóznia a veszteséggel, ezért gondol egyet és elutazik apjához, akivel levélben tartotta eddig a kapcsolatot és akiről azt hiszi, hogy megérti őt. Andrew segít neki kideríteni az igazságot, Monica pedig felkészíti őt a betűző versenyre… Angyalok röpte: A festő családfő, Richard halálos beteg és már nincsen sok ideje hátra, de ennek ellenére készül a következő kiállítására. Felesége segítséget hív mellé és a gyerekek mellé. Richard segédje Andrew lesz, a gyerekekre pedig Monica vigyáz. Feladatuk, hogy megtanítsák a családot megbékélni és elbúcsúzni… |     | |                    | |                                         |               |
| 88. | 21. | Keressetek, és találtok (Betűző verseny) (Seek and Ye Shall Find)                                  | Victor Lobl        | Victor Lobl Glenn Berenbeim                                                                                           | 1998. április 5. 2011. december 28.     | 421           |
| Keressetek, és találtok: Monica nehéz küldetés előtt áll. Elcsúszik a jeges járdán, amnéziás lesz, nem emlékszik a nevére és arra sem, hogy ő angyal, sőt Isten létezésére sem. Egyedül ez a mondat jár a fejében: Keressetek, és találtok. Az angyalok ügyfele a Monicát megnéző orvos, dr. Crayton. Hamarosan kiderül, hogy a doktor akkor vesztette el a hitét, amikor egy gyilkos megölte a feleségét. Az állomáson érdekes emberek gyűlnek össze, mindenkinek igazi megbocsátásra van szüksége… Betűző verseny: Monica küldetésének alanya az iskolás Aaron, aki állandóan szavakat betűz és a jelentésüket tanulmányozza. Az iskolában szinte észre sem veszik, az édesanyjának pedig az agyára megy, hogy állandóan idegen szavakat hall. Egyedül a bátyja érti meg őt, aki meghal egy balesetben. Aaron-nak a legnehezebb megbirkóznia a veszteséggel, ezért gondol egyet és elutazik apjához, akivel levélben tartotta eddig a kapcsolatot és akiről azt hiszi, hogy megérti őt. Andrew segít neki kideríteni az igazságot, Monica pedig felkészíti őt a betűző versenyre… |     | |                    | |                                         |               |
| 89. | 22. | Nevess és a világ veled nevet (Keressetek, és találtok) (Cry, and You Cry Alone)                   | Gene Reynolds      | R.J. Colleary | 1998. április 12. 2011. december 29.    | 422           |
| Nevess és a világ veled nevet: Monica ügyfele a híres komikus, Maury Salt, aki nem tűnik igazán boldognak, mivel egyszer elkövetett egy nagy hibát. Egy sajtótájékoztatón találkozik régi partnerével, Ed Pepper-rel. Mindenki arra kíváncsi, hogy anno miért hagyták abba komikusi hivatásukat. Most egy visszatérő show-ra készülnek, de nem tudnak megegyezni, mit játsszanak el. Monica megpróbálja rábeszélni Maury-t, hogy béküljön ki Eddel, mert talán nincs már sok ideje hátra… Keressetek, és találtok: Monica nehéz küldetés előtt áll. Elcsúszik a jeges járdán, amnéziás lesz, nem emlékszik a nevére és arra sem, hogy ő angyal, sőt Isten létezésére sem. Egyedül ez a mondat jár a fejében: Keressetek, és találtok. Az angyalok ügyfele a Monicát megnéző orvos, dr. Crayton. Hamarosan kiderül, hogy a doktor akkor vesztette el a hitét, amikor egy gyilkos megölte a feleségét. Az állomáson érdekes emberek gyűlnek össze, mindenkinek igazi megbocsátásra van szüksége… |     | |                    | |                                         |               |
| 90. | 23. | Csak Isten szeretete tökéletes (Nevess és a világ veled nevet) (Perfect Little Angel)              | Terrence O'Hara    | Történet: Susan Cridland Wick, Ann Elder and Jeannine Tree Tévéjáték: Susan Cridland Wick                             | 1998. április 26. 2011. december 30.    | 423           |
| Csak Isten szeretete tökéletes: Az angyalok küldetése a fiatal autószerelőhöz, Tracy-hez vezet, aki tele van problémákkal, és most gyorsan pénzre van szüksége, ezért jelentkezik egy szépségversenyre. Tracy a főnyereményre pályázik, de az angyalok szerint ez nem a nyerésről, hanem az odavezető útról és a fejlődésről szól. Később kiderül, hogy mi is a lány titka… Nevess és a világ veled nevet: Monica ügyfele a híres komikus, Maury Salt, aki nem tűnik igazán boldognak, mivel egyszer elkövetett egy nagy hibát. Egy sajtótájékoztatón találkozik régi partnerével, Ed Pepper-rel. Mindenki arra kíváncsi, hogy anno miért hagyták abba komikusi hivatásukat. Most egy visszatérő show-ra készülnek, de nem tudnak megegyezni, mit játsszanak el. Monica megpróbálja rábeszélni Maury-t, hogy béküljön ki Eddel, mert talán nincs már sok ideje hátra… |     | |                    | |                                         |               |
| 91. | 24. | Éliás (Csak Isten szeretete tökéletes) (Elijah)                                                    | Peter Hunt         | Glenn Berenbeim | 1998. május 3. 2012. január 2.          | 424           |
| Éliás: Jacob Weiss tehetős ingatlan-befektető lett, de elfelejtette, honnan jött, már nem törődik egykori otthonával, ami most már az ő tulajdona. A bíró házi őrizetre ítéli, amit a régi otthonában kell eltöltenie, ami manapság nyomorúságos, életveszélyes körülményeket ad sokaknak. Jacob-ban felélednek a gyerekkori emlékek, érzések. Amikor a házi őrizetként kijelölt lakása kigyullad, kénytelen benyitni egy másik szabad lakásba, egykori otthonába, ahol Andrew várja édesapja üzenetével, ami visszaviszi arra a napra, amikor édesapja meghalt, pont Pészach ünnepén… Csak Isten szeretete tökéletes: Az angyalok küldetése a fiatal autószerelőhöz, Tracy-hez vezet, aki tele van problémákkal, és most gyorsan pénzre van szüksége, ezért jelentkezik egy szépségversenyre. Tracy a főnyereményre pályázik, de az angyalok szerint ez nem a nyerésről, hanem az odavezető útról és a fejlődésről szól. Később kiderül, hogy mi is a lány titka… |     | |                    | |                                         |               |
| 92. | 25. | Az utolsó tánc (Éliás) (Last Dance)                                                                | Terrence O'Hara    | Jennifer Wharton and R.J. Colleary                                                                                    | 1998. május 10. 2012. január 3.         | 425           |
| Az utolsó tánc: Greg, a tinédzser fiú most éli meg az első szerelmet barátnőjével, Jillel. Hamarosan a fiatal szerelmesek terve és régimódi románca veszélybe kerül, amikor a két anya beleavatkozik az életükbe, sőt kiderül, hogy ismerik egymást a múltból. Monica megpróbálja észhez téríteni őket, elmondva nekik, hogy a szerelem örömhír, amit hirdetni kell, nem pedig rejtegetni, de nem hallgatnak rá. Végül Isten ad egy második esélyt mindenki számára, ami csakis az egymással szembeni megbocsátás, a múltban történtekkel való megbékélés után jöhet el… Éliás: Jacob Weiss tehetős ingatlan-befektető lett, de elfelejtette, honnan jött, már nem törődik egykori otthonával, ami most már az ő tulajdona. A bíró házi őrizetre ítéli, amit a régi otthonában kell eltöltenie, ami manapság nyomorúságos, életveszélyes körülményeket ad sokaknak. Jacob-ban felélednek a gyerekkori emlékek, érzések. Amikor a házi őrizetként kijelölt lakása kigyullad, kénytelen benyitni egy másik szabad lakásba, egykori otthonába, ahol Andrew várja édesapja üzenetével, ami visszaviszi arra a napra, amikor édesapja meghalt, pont Pészach ünnepén…                                                             |     | |                    | |                                         |               |
| 93. | 26. | A szabadság szelleme, 1. rész (Az utolsó tánc) (The Spirit of Liberty Moon, Part 1)                | Tim Van Patten     | Martha Williamson | 1998. május 17. 2012. január 4.         | 426           |
| A szabadság szelleme, 1. rész: Monica üzleti tanácsadóként lép be egy céghez, hogy tájékoztassa Edward Tannert és társát a remek kínai üzleti lehetőségekről. Mivel Monica nem tud elég jól kínaiul, ezért felkérik Jean Chang-et, aki először eltitkolja, hogy beszéli a nyelvet, később amikor lebukik egy étteremben, elárulja, hogy nem mehet haza, mert akkor talán nem jöhet vissza élve Amerikába. Elmeséli szomorú élettörténetét, amikor a kulturális forradalom élére állt, a leszámolásokkor elvesztette férjét, de a lánya és egy barátja, George talán még él. Nagy nehezen beleegyezik abba, hogy visszatérjen Pekingbe. Folytatjuk… Az utolsó tánc: Greg, a tinédzser fiú most éli meg az első szerelmet barátnőjével, Jillel. Hamarosan a fiatal szerelmesek terve és régimódi románca veszélybe kerül, amikor a két anya beleavatkozik az életükbe, sőt kiderül, hogy ismerik egymást a múltból. Monica megpróbálja észhez téríteni őket, elmondva nekik, hogy a szerelem örömhír, amit hirdetni kell, nem pedig rejtegetni, de nem hallgatnak rá. Végül Isten ad egy második esélyt mindenki számára, ami csakis az egymással szembeni megbocsátás, a múltban történtekkel való megbékélés után jöhet el… |     | |                    | |                                         |               |
| 94. | 27. | A szabadság szelleme, 2. rész (A szabadság szelleme, 1. rész) (The Spirit of Liberty Moon, Part 2) | Tim Van Patten     | Martha Williamson | 1998. május 17. 2012. január 5.         | 427           |
| A szabadság szelleme, 2. rész: Pekingbe érve egy olyan helyre tévednek Edwardék, ami épp jó lenne a játékgyárnak, de nem lehet beköltözni addig, amíg a rabmunkások el nem hagyják az épületet. Jean a rabok között felismeri halottnak hitt férjét, Gus-t. Amíg a lesérült férfiért jönnek, sikerül pár percet beszélniük. Hamarosan hír érkezik arról, hogy Jean-t körözi a hatóság, aminek az lesz a vége, hogy börtönbe csukják. Monica feladata, hogy vele legyen az utolsó óráiban. Edward pedig megteszi, amit Jean már nem tudott… A szabadság szelleme, 1. rész: Monica üzleti tanácsadóként lép be egy céghez, hogy tájékoztassa Edward Tannert és társát a remek kínai üzleti lehetőségekről. Mivel Monica nem tud elég jól kínaiul, ezért felkérik Jean Chang-et, aki először eltitkolja, hogy beszéli a nyelvet, később amikor lebukik egy étteremben, elárulja, hogy nem mehet haza, mert akkor talán nem jöhet vissza élve Amerikába. Elmeséli szomorú élettörténetét, amikor a kulturális forradalom élére állt, a leszámolásokkor elvesztette férjét, de a lánya és egy barátja, George talán még él. Nagy nehezen beleegyezik abba, hogy visszatérjen Pekingbe. Folytatjuk…                               |     | |                    | |                                         |               |
| 95. | 28. | A szabadság szelleme, 2. rész (The Spirit of Liberty Moon, Part 2)                                 | Tim Van Patten     | Martha Williamson | 1998. május 17. 2012. január 6.         | 428           |
| Pekingbe érve egy olyan helyre tévednek Edwardék, ami épp jó lenne a játékgyárnak, de nem lehet beköltözni addig, amíg a rabmunkások el nem hagyják az épületet. Jean a rabok között felismeri halottnak hitt férjét, Gus-t. Amíg a lesérült férfiért jönnek, sikerül pár percet beszélniük. Hamarosan hír érkezik arról, hogy Jean-t körözi a hatóság, aminek az lesz a vége, hogy börtönbe csukják. Monica feladata, hogy vele legyen az utolsó óráiban. Edward pedig megteszi, amit Jean már nem tudott… |     | |                    | |                                         |               |

### Ötödik évad (1998-1999)
| Sor. | Év. | Cím                                                                                                | Rendező          | Író                                                                     | Premier                                | Gyártási szám |
| --- | --- | -------------------------------------------------------------------------------------------------- | ---------------- | ----------------------------------------------------------------------- | -------------------------------------- | ------------- |
| 96. | 1.  | A megbocsátás, 1. rész (És házam messze-messze még) (Miles to Go Before I Sleep)                   | Peter H. Hunt    | Történet: Jon Andersen Tévéjáték: Burt Pearl                            | 1998. szeptember 20. 2012. január 9.   | 501           |
| A megbocsátás, 1. rész: A közúti balesetet okozott Joe Green elutazik, hogy jól fizető munkát vállaljon, amivel megalapozhatja közös jövőjét fiával, Nathaniellel. A Mills családban az édesanya, Sandra, aki az alkohol rabja lett, még mindig gyászolja szeretteit, és sorra írja a fenyegető leveleket Joe-nak. Amikor fia, Matthew, egy háztartási tűzeset következtében kórházba kerül, a nőnek már nincs veszítenivalója. Egy gonosz tervet talál ki, hogy miként tudna ártani a férfinak. Folytatjuk… És házam messze-messze még: Monica szociális munkásnak áll, és körbejárja a haldokló betegeket, hogy segítsen elrendezni nekik a függő ügyeiket, Andrew pedig ápoló lesz. Egy ál-angyal jár körbe a kórházban, aki megöli az emberekben a reményt, és ezáltal könnyen feladhatják az életet. Az angyalok feladata, hogy helyrehozzák az ál-angyal hibáit, a megfelelő üzenetet közvetítve a haldoklóknak. Emellett a reményvesztett ál-angyalt is visszahozzák az életbe, segítenek abban, hogy megbocsásson önmagának…         |     | |                  |                                                                         |                                        |               |
| 97. | 2.  | A megbocsátás, 2. rész (A megbocsátás, 1. rész) (Saving Grace:, Part 1 Vengeance is Mine:, Part 1) | Victor Lobl      | Steven Phillip Smith                                                    | 1998. szeptember 27. 2012. január 10.  | 502           |
| A megbocsátás, 2. rész:Sandra elrabolja Nathaniel-t, de rájönnek, hogy az ő életük hasonló, mindketten sokat szenvedtek már, ezért kitalálják, hogy úgy tesznek, mintha meg sem történt volna az elrablás. Russell Greene felesége megérzi, hogy valami nagy dolog van a levegőben, hisz nem véletlenül nem indultak el az újabb utazásukra. Mindannyiukra szükség van, hogy valamit átéljenek, hogy valamiben segítsenek más emberekkel és önmagukkal kapcsolatban is. Az angyalok szerint a hazudozás nem segít… A megbocsátás, 1. rész: A közúti balesetet okozott Joe Green elutazik, hogy jól fizető munkát vállaljon, amivel megalapozhatja közös jövőjét fiával, Nathaniellel. A Mills családban az édesanya, Sandra, aki az alkohol rabja lett, még mindig gyászolja szeretteit, és sorra írja a fenyegető leveleket Joe-nak. Amikor fia, Matthew, egy háztartási tűzeset következtében kórházba kerül, a nőnek már nincs veszítenivalója. Egy gonosz tervet talál ki, hogy miként tudna ártani a férfinak. Folytatjuk…              |     | |                  |                                                                         |                                        |               |
| 98. | 3.  | Mire valók a barátok? (És házam messze-messze még) (What Are Friends For?)                         | Peter H. Hunt    | Martha Williamson                                                       | 1998. október 4. 2012. január 11.      | 503           |
| Mire valók a barátok?: Carrie annyira szereti az embereket, de főként a barátait, hogy eszébe sem jut, hogy valaki összetörheti a szívét. Pedig az angyalok szerint ez hamarosan bekövetkezik. Carrie választási kampánya éppen most indul a polgármesteri székért, és Monica áll be tanácsadónak. A kampány nagyon jól halad, ám eljön az osztálytalálkozó napja, ahol három egykoron elválaszthatatlan barát, Carrie, Tom és Billy újra találkozik, de hamarosan megváltozik a trió közti viszony… És házam messze-messze még: Monica szociális munkásnak áll, és körbejárja a haldokló betegeket, hogy segítsen elrendezni nekik a függő ügyeiket, Andrew pedig ápoló lesz. Egy ál-angyal jár körbe a kórházban, aki megöli az emberekben a reményt, és ezáltal könnyen feladhatják az életet. Az angyalok feladata, hogy helyrehozzák az ál-angyal hibáit, a megfelelő üzenetet közvetítve a haldoklóknak. Emellett a reményvesztett ál-angyalt is visszahozzák az életbe, segítenek abban, hogy megbocsásson önmagának…                 |     | |                  |                                                                         |                                        |               |
| 99. | 4.  | Az egyedüli barát (Only Connect)                                                                   | Tim Van Patten   | Ken LaZebnik                                                            | 1998. október 11. 2012. január 12.     | 504           |
| Donnie és fia Cameron egy kis városkába költöznek, ahol az apa az iskolai baseballcsapat edzője lesz. Monica szerint Cameronra egy különleges barát vár a pályán, Ferdie, az autista gondnok, akit mindenki csak Dinkának nevez. Néhány srác tréfát eszel ki, ám nagyobb baj lesz belőle, ugyanis Ferdie otthona leég. Monica sugalma hatására Cameron megkéri apját, hogy Ferdie hadd lakhasson náluk, és ne küldjék vissza a hajléktalanszállóra. A fiúk jó barátok lesznek, amit nem mindenki néz jó szemmel… |     | |                  |                                                                         |                                        |               |
| 100. | 5.  | A tó angyala (Mire valók a barátok?) (The Lady of the Lake)                                        | Michael Scott    | Burt Pearl                                                              | 1998. október 18. 2012. január 13.     | 505           |
| A tó angyala: A Paradise-tó és környéke, egy Maine-i vidék haldoklik, ezért az angyalok egy horgászboltot varázsolnak a partra. Monica különleges szerepet tölt be majd a városka életében. Egy csata várható, amely kezdetét is veszi azzal, hogy egy aktatáskás ember megjelenik a boltban, és kifogásolja, hogy a bolt által foglalt terület nem azé a cégé, amelyet képvisel. Ő a Mayforce nevű cég ügynöke, amely már felvásárolta a környező telkek többségét… Mire valók a barátok?: Carrie annyira szereti az embereket, de főként a barátait, hogy eszébe sem jut, hogy valaki összetörheti a szívét. Pedig az angyalok szerint ez hamarosan bekövetkezik. Carrie választási kampánya éppen most indul a polgármesteri székért, és Monica áll be tanácsadónak. A kampány nagyon jól halad, ám eljön az osztálytalálkozó napja, ahol három egykoron elválaszthatatlan barát, Carrie, Tom és Billy újra találkozik, de hamarosan megváltozik a trió közti viszony…                                                                    |     | |                  |                                                                         |                                        |               |
| 101. | 6.  | Aki mert nagyot álmodni (A boldogító igen) (Beautiful Dreamer)                                     | Peter H. Hunt    | Martha Williamson and Glenn Berenbeim                                   | 1998. október 25. 2012. január 16.     | 506           |
| Aki mert nagyot álmodni: Tess az Abraham Lincoln nevéről elnevezett iskolában jelenik meg helyettesítő tanárként, ahol egy kisfiúval, Calvinnel van dolga, aki ha felnő, bérgyilkos szeretne lenni. Tanulságul Tess elmeséli az Elnök történetét a gyerekeknek. Később kiderül, hogy mi Calvin igazi titkos vágya… A boldogító igen: Az angyalok Stephanie és Michael esküvőjére készülnek, ahol az örömanya, Nancy mindenbe beleszól. Az esküvő előtt Michaelt és testvérét, Eddie-t baleset éri, ahol Michael komolyan megsérül. Az anya Eddie-t hibáztatja. Az angyalokra vár a feladat, hogy segítsenek feloldani a múlt fájdalmát Nancy-ben és Eddie-ben, és a gyűlöletet Nancy iránt Stephanie-ban… |     | |                  |                                                                         |                                        |               |
| 102. | 7.  | A boldogító igen (A tó angyala) (I Do)                                                             | Victor Lobl      | R.J. Colleary                                                           | 1998. november 1. 2012. január 17.     | 507           |
| A boldogító igen: Az angyalok Stephanie és Michael esküvőjére készülnek, ahol az örömanya, Nancy mindenbe beleszól. Az esküvő előtt Michaelt és testvérét, Eddie-t baleset éri, ahol Michael komolyan megsérül. Az anya Eddie-t hibáztatja. Az angyalokra vár a feladat, hogy segítsenek feloldani a múlt fájdalmát Nancy-ben és Eddie-ben, és a gyűlöletet Nancy iránt Stephanie-ban… A tó angyala: A Paradise-tó és környéke, egy Maine-i vidék haldoklik, ezért az angyalok egy horgászboltot varázsolnak a partra. Monica különleges szerepet tölt be majd a városka életében. Egy csata várható, amely kezdetét is veszi azzal, hogy egy aktatáskás ember megjelenik a boltban, és kifogásolja, hogy a bolt által foglalt terület nem azé a cégé, amelyet képvisel. Ő a Mayforce nevű cég ügynöke, amely már felvásárolta a környező telkek többségét… |     | |                  |                                                                         |                                        |               |
| 103. | 8.  | Családi kötelékek (Aki mert nagyot álmodni) (The Wind Beneath My Wings)                            | Stuart Margolin  | Rosanne Welch                                                           | 1998. november 8. 2012. január 18.     | 508           |
| Családi kötelékek: Monica egy sikeres bírónő, Dolores asszisztensét alakítja, akinek különleges, egymástól függő kapcsolata van az édesanyjával, Emmával. Emma gyakran beleszól felnőtt lánya életébe, de ezt nem ismerik be. Később Dolores kénytelen lesz beletörődni, hogy anyja megöregedett, és már nem tud úgy gondoskodni magáról és róla, mint régebben, az egymással való kapcsolatuk emiatt megváltozik. Az angyalok szembesítik őket egymással… Aki mert nagyot álmodni: Tess az Abraham Lincoln nevéről elnevezett iskolában jelenik meg helyettesítő tanárként, ahol egy kisfiúval, Calvinnel van dolga, aki ha felnő, bérgyilkos szeretne lenni. Tanulságul Tess elmeséli az Elnök történetét a gyerekeknek. Később kiderül, hogy mi Calvin igazi titkos vágya… |     | |                  |                                                                         |                                        |               |
| 104. | 9.  | A 151. zsoltár (Psalm 151)                                                                         | Sandor Stern     | Martha Williamson                                                       | 1998. november 15. 2012. január 19.    | 509           |
| Az angyalok eddigi legnehezebb küldetésükre készülnek. Egy beteg kisfiú, Petey születésnapi kívánságait kell teljesíteniük, amire már nem sok idejük van. Petey-nek van egy különleges kívánsága, hogy a legjobb barátja, Celine találkozhasson kedvenc énekesnőjével, Celine Dion-nal. A legnehezebben teljesíthető kívánság viszont az édesanyjához köthető, aki régen belekezdett egy különleges, bibliai témájú dalba, amelynek a 151. zsoltár címet adta. Valahogy el kell érni, hogy ezt a dalt befejezze még a fia halála előtt, mert ez segíthet a későbbi karrierjében, megélhetésében, és eloszlathatja a fájdalmat, amit majd Petey halála miatt érez… |     | |                  |                                                                         |                                        |               |
| 105. | 10. | A békéltető (Családi kötelékek) (The Peacemaker)                                                   | Peter H. Hunt    | Christine Pettit                                                        | 1998. november 22. 2012. január 20.    | 510           |
| A békéltető: A Tanner család sok mindenen ment keresztül, részben a fiuk, Mark drogos életvitele miatt, de szerencsére ez már a múlté. Mark éppen a főiskolai felvételire készül, az apa, Scott túsztárgyaló a rendőrségen, az anya, Michelle pedig festőművész. Ám az angyalok tudják, hogy ez mégsem egy békés család, hanem inkább olyan, amely megsérült, és éppen fegyverszünetet tart. Andrew, a halál angyala azonban tudja, hogy egyiküknek már nincs sok ideje hátra… Családi kötelékek: Monica egy sikeres bírónő, Dolores asszisztensét alakítja, akinek különleges, egymástól függő kapcsolata van az édesanyjával, Emmával. Emma gyakran beleszól felnőtt lánya életébe, de ezt nem ismerik be. Később Dolores kénytelen lesz beletörődni, hogy anyja megöregedett, és már nem tud úgy gondoskodni magáról és róla, mint régebben, az egymással való kapcsolatuk emiatt megváltozik. Az angyalok szembesítik őket egymással… |     | |                  |                                                                         |                                        |               |
| 106. | 11. | Angyal a tetőn (A békéltető) (An Angel on the Roof)                                                | Stuart Margolin  | Ken LaZebnik                                                            | 1998. december 13. 2012. január 24.    | 511           |
| Angyal a tetőn: Ebben az epizódban a kis Jézus születésének története elevenedik fel modern tálalásban. Charley sok küszködés, szenvedés után már nem sokat remél az élettől, és azóta utálja a mexikóiakat, amióta szerelmes lett egy mexikói lányba, annak apja pedig egy hazugsággal elválasztotta őket, mert nem akarta a lányát egy amerikaihoz adni. Ám most a születendő gyermek és annak szülei elhozzák újra a hitet és a reményt az idős férfi életébe, és az angyalok is kitesznek magukért - egy igazi csoda történik, amire senki sem számított… A békéltető: A Tanner család sok mindenen ment keresztül, részben a fiuk, Mark drogos életvitele miatt, de szerencsére ez már a múlté. Mark éppen a főiskolai felvételire készül, az apa, Scott túsztárgyaló a rendőrségen, az anya, Michelle pedig festőművész. Ám az angyalok tudják, hogy ez mégsem egy békés család, hanem inkább olyan, amely megsérült, és éppen fegyverszünetet tart. Andrew, a halál angyala azonban tudja, hogy egyiküknek már nincs sok ideje hátra… |     | |                  |                                                                         |                                        |               |
| 107. | 12. | Elvakult szerelem (Angyal a tetőn) (Fool for Love)                                                 | Peter H. Hunt    | Susan Cridland Wick and Burt Pearl                                      | 1999. január 3. 2012. január 25.       | 512           |
| Elvakult szerelem: A tehetséges ügyvédnő, Sarah Parker egy új ügy kapcsán hirtelen szembetalálja magát a régi szerelmével, Jesse-vel, és úgy tűnik, emiatt összeomolhat eddigi tökéletes és sikeres élete. Az angyalok segítségét kéri, akik hamarosan meg is jelennek az életében… Angyal a tetőn: Ebben az epizódban a kis Jézus születésének története elevenedik fel modern tálalásban. Charley sok küszködés, szenvedés után már nem sokat remél az élettől, és azóta utálja a mexikóiakat, amióta szerelmes lett egy mexikói lányba, annak apja pedig egy hazugsággal elválasztotta őket, mert nem akarta a lányát egy amerikaihoz adni. Ám most a születendő gyermek és annak szülei elhozzák újra a hitet és a reményt az idős férfi életébe, és az angyalok is kitesznek magukért - egy igazi csoda történik, amire senki sem számított… |     | |                  |                                                                         |                                        |               |
| 108. | 13. | A hírnök és az üzenet (Elvakult szerelem) (The Medium and the Message)                             | Noel Nosseck     | R.J. Colleary                                                           | 1999. január 10. 2012. január 26.      | 513           |
| A hírnök és az üzenet: Monica felkeresi Mr. McKenna-t, egy tévétársaság vezetőjét, aki nem lepődik meg az angyalként való bemutatkozáson, úgy tűnik, már régebben is próbálkoztak ezzel nála. Azt kérdezi Monicától: Milyen lenne egy angyalos sorozat? És Monica jobbnál jobb történeteket mesél neki, ám Mr. McKennának eltart egy darabig, amíg a szenzáció mögött meglátja a valóságot, elkezd hinni, és mer kockáztatni. Ez az epizód egy afféle Best of Angyali érintés, a sorozat legjobb pillanataival. Elvakult szerelem: A tehetséges ügyvédnő, Sarah Parker egy új ügy kapcsán hirtelen szembetalálja magát a régi szerelmével, Jesse-vel, és úgy tűnik, emiatt összeomolhat eddigi tökéletes és sikeres élete. Az angyalok segítségét kéri, akik hamarosan meg is jelennek az életében… |     | |                  |                                                                         |                                        |               |
| 109. | 14. | A barátság ereje (A hírnök és az üzenet) (My Brother's Keeper)                                     | Peter H. Hunt    | Történet: Hoot Maynard and Jennifer Wharton Tévéjáték: Jennifer Wharton | 1999. február 7. 2012. január 27.      | 514           |
| A barátság ereje: Egy síbajnokság a helyszíne az angyalok küldetésének, ahol készülődik éppen Jett és Will, egymás legjobb barátai, akik szinte testvérek, ugyanis Jettet örökbefogadták. Együtt versenyeznek, ám Will mindig lemarad, és ennek az angyalok szerint megvan az oka. Monica szabadúszó újságíróként mutatkozik be, hogy egy emberközeli riportot készítsen a párosról barátság témában, így követi őket mindenhová… A hírnök és az üzenet: Monica felkeresi Mr. McKenna-t, egy tévétársaság vezetőjét, aki nem lepődik meg az angyalként való bemutatkozáson, úgy tűnik, már régebben is próbálkoztak ezzel nála. Azt kérdezi Monicától: Milyen lenne egy angyalos sorozat? És Monica jobbnál jobb történeteket mesél neki, ám Mr. McKennának eltart egy darabig, amíg a szenzáció mögött meglátja a valóságot, elkezd hinni, és mer kockáztatni. Ez az epizód egy afféle Best of Angyali érintés, a sorozat legjobb pillanataival.                                                                                            |     | |                  |                                                                         |                                        |               |
| 110. | 15. | A társadalom peremén (A barátság ereje) (On Edge)                                                  | Tim Van Patten   | R.J. Colleary                                                           | 1999. február 14. 2012. január 30.     | 515           |
| A társadalom peremén: Az angyalok új küldetése bosszankodással indul, ugyanis egy apa, Bart és lánya, Haley ügyesen ellopják Tess kocsiját. A szélhámos páros Utah államba készül, ahol hamarosan megrendezik a téli olimpiát, és a kislány minden vágya, hogy ott korcsolyázhasson. Egy lopás után a rendőrség letartóztatná Bartot, de a lánya magára vállalja a tettet. Monica feladata, hogy észhez térítse a férfit… A barátság ereje: Egy síbajnokság a helyszíne az angyalok küldetésének, ahol készülődik éppen Jett és Will, egymás legjobb barátai, akik szinte testvérek, ugyanis Jettet örökbefogadták. Együtt versenyeznek, ám Will mindig lemarad, és ennek az angyalok szerint megvan az oka. Monica szabadúszó újságíróként mutatkozik be, hogy egy emberközeli riportot készítsen a párosról barátság témában, így követi őket mindenhová… |     | |                  |                                                                         |                                        |               |
| 111. | 16. | A fenti férfi (A társadalom peremén) (The Man Upstairs)                                            | Peter H. Hunt    | Glenn Berenbeim                                                         | 1999. február 21. 2012. január 31.     | 516           |
| A fenti férfi: A szerencsejáték városában, Las Vegasban játszódik a történet, ahol az angyalok szerint a legtöbb ember a szakadék szélén áll, és nem sok kell hozzá, hogy kibillenjen a lábuk alól a talaj. Ilyen ember Gus Zimmerman is, egy biztosítási ügynök, aki jólelkű ember, ám nagyon közel áll ahhoz, hogy elveszítse azt, akit a legjobban szeret a világon, és ettől kibillenhet az egyensúlyából…. A társadalom peremén: Az angyalok új küldetése bosszankodással indul, ugyanis egy apa, Bart és lánya, Haley ügyesen ellopják Tess kocsiját. A szélhámos páros Utah államba készül, ahol hamarosan megrendezik a téli olimpiát, és a kislány minden vágya, hogy ott korcsolyázhasson. Egy lopás után a rendőrség letartóztatná Bartot, de a lánya magára vállalja a tettet. Monica feladata, hogy észhez térítse a férfit… |     | |                  |                                                                         |                                        |               |
| 112. | 17. | Családi vállalkozás (A fenti férfi) (Family Business)                                              | Tim Van Patten   | Martha Williamson and R.J. Colleary                                     | 1999. február 28. 2012. február 1.     | 517           |
| Családi vállalkozás: Egy autókereskedés Ben és felesége 35 éves házassági évfordulója miatt felbolydul. Az egyik családtag, a fiú, Buddy azonban már jó ideje nem dolgozik a cégnél, ugyanis nem tudott megalkudni az apjával, Bennel és így elköltözött otthonról. Hamarosan telefonon bejelentkezik és közli, úton van, hogy egy fontos bejelentést tegyen… A fenti férfi: A szerencsejáték városában, Las Vegasban játszódik a történet, ahol az angyalok szerint a legtöbb ember a szakadék szélén áll, és nem sok kell hozzá, hogy kibillenjen a lábuk alól a talaj. Ilyen ember Gus Zimmerman is, egy biztosítási ügynök, aki jólelkű ember, ám nagyon közel áll ahhoz, hogy elveszítse azt, akit a legjobban szeret a világon, és ettől kibillenhet az egyensúlyából…. |     | |                  |                                                                         |                                        |               |
| 113. | 18. | Az anatómia lecke (Anatomy Lesson)                                                                 | Sandor Stern     | Ken LaZebnik                                                            | 1999. március 7. 2012. február 2.      | 518           |
| Egy érdekes küldetést kap Monica. Egy férfi nemrégiben halt meg szívrohamban, amikor épp segítségért sietett a közelben egy föld alatti üregbe beleesett kislány, Jamie kiszabadítása érdekében. A kulcsember a kórházbeli patológus, dr. Ivar Cronenberger, aki mogorva, a napi rutinba belefásult ember. Csak akkor sikerül megmenteni Jamie-t, ha a doki túllép a múlt fájdalmán, és mint egy helyszínelő, összerakja a darabokat, hogy mi is történhetett Dewey-val élete utolsó perceiben… |     | |                  |                                                                         |                                        |               |
| 114. | 19. | Eltemetett emlékek (Családi vállalkozás) (Jagged Edges)                                            | Gregory Harrison | Jennifer Wharton and Burt Pearl                                         | 1999. március 28. 2012. február 3.     | 519           |
| Eltemetett emlékek: Natalie, édesapja halálhíre hallatára, hazatér a szülői otthonba, ahol sorra rátörnek a régi emlékek. Andrew küldetése, hogy segítsen beteljesíteni Doug akaratát, aki a halálakor épp egy emlékekkel teli dobozt akart megkeresni, ami a lányával kapcsolatos. Natalie nem akarja tudni, mi lehetett az, mert azt gondolja, így könnyebb lesz megválni a háztól, de valójában fél attól, amit megtudhat… Családi vállalkozás: Egy autókereskedés Ben és felesége 35 éves házassági évfordulója miatt felbolydul. Az egyik családtag, a fiú, Buddy azonban már jó ideje nem dolgozik a cégnél, ugyanis nem tudott megalkudni az apjával, Bennel és így elköltözött otthonról. Hamarosan telefonon bejelentkezik és közli, úton van, hogy egy fontos bejelentést tegyen… |     | |                  |                                                                         |                                        |               |
| 115. | 20. | Tűzön-vízen át (Eltemetett emlékek) (Into the Fire)                                                | Tim Van Patten   | Brian Bird                                                              | 1999. április 4. 2012. február 6.      | 520           |
| Tűzön-vízen át: Melinának nem könnyű az élete, mígnem eljut az Arany Ösvény Alapítványhoz. Vele tart Monica is, aki hamar rájön, hogy ez egy szekta, ahol a magányos, csalódott, boldogtalan embereket próbálják engedelmességre bírni. Muszáj az angyaloknak közbelépniük, amikor már emberéletekről van szó… Eltemetett emlékek: Natalie, édesapja halálhíre hallatára, hazatér a szülői otthonba, ahol sorra rátörnek a régi emlékek. Andrew küldetése, hogy segítsen beteljesíteni Doug akaratát, aki a halálakor épp egy emlékekkel teli dobozt akart megkeresni, ami a lányával kapcsolatos. Natalie nem akarja tudni, mi lehetett az, mert azt gondolja, így könnyebb lesz megválni a háztól, de valójában fél attól, amit megtudhat… |     | |                  |                                                                         |                                        |               |
| 116. | 21. | Az amerikai álom (Tűzön-vízen át) (Made in the USA)                                                | Bethany Rooney   | Christine Pettit and Rosanne Welch                                      | 1999. április 11. 2012. február 7.     | 521           |
| Az amerikai álom: A helyszín egy ruhagyár, ahol Nick Stratton - veterán katona - többnyire vietnami menekülteket foglalkoztat, akik az amerikai állampolgárság reményében vállalják a nehéz munkát, rossz körülményeket. Nick, egy régi sérelem okán, nem bízik az emberekben, főként a vietnamiakban. Amikor ez felszínre kerül, az angyalok segítségére van szükség, hogy begyógyítsák a megsebzett lelkeket… Tűzön-vízen át: Melinának nem könnyű az élete, mígnem eljut az Arany Ösvény Alapítványhoz. Vele tart Monica is, aki hamar rájön, hogy ez egy szekta, ahol a magányos, csalódott, boldogtalan embereket próbálják engedelmességre bírni. Muszáj az angyaloknak közbelépniük, amikor már emberéletekről van szó… |     | |                  |                                                                         |                                        |               |
| 117. | 22. | A kör bezárul (Az amerikai álom) (Full Circle)                                                     | Victor Lobl      | Daniel H. Forer                                                         | 1999. április 25. 2012. február 8.     | 522           |
| A kör bezárul: Tommy sok év után hazatér fiával az anyjához, Kate-hez. Hamarosan kiderül, hogy a férfi még mindig drogozik, és az a terve, hogy a fiát itthagyja az anyjánál. Találkozik egykori drogos barátaival, akik rábeszélik egy nagy üzletre, de kiderül, hogy ezzel a csellel akarták Tommyt lebuktatni. Sajnos a rendőri lecsapás balul sül el, mert véletlenül Kate-re adnak le lövést… Az amerikai álom: A helyszín egy ruhagyár, ahol Nick Stratton - veterán katona - többnyire vietnami menekülteket foglalkoztat, akik az amerikai állampolgárság reményében vállalják a nehéz munkát, rossz körülményeket. Nick, egy régi sérelem okán, nem bízik az emberekben, főként a vietnamiakban. Amikor ez felszínre kerül, az angyalok segítségére van szükség, hogy begyógyítsák a megsebzett lelkeket… |     | |                  |                                                                         |                                        |               |
| 118. | 23. | Fekete, mint Monica (Megharcolni a jó harcot) (Black Like Monica)                                  | Tim Van Patten   | Martha Williamson                                                       | 1999. május 2. 2012. február 9.        | 523           |
| Fekete, mint Monica: Tess átadja a küldetést Monicának, mert nagyon érzékenyen érinti őt az ügy. Megölnek egy fekete férfit, és az eset nem vet jó fényt a városra, mivel éppen másnap érkezne oda az egyik legismertebb emberjogi aktivista, ezért sokan nem is hoznák nyilvánosságra az ügyet. Monica szavait is megkérdőjelezik és őrizetben zárják, miközben egyre több emberi vonást fedez fel magában, és másnap arra ébred, hogy fekete nő lett belőle. Valószínűleg azért, hogy megértse a rasszizmus valódi okát… Megharcolni a jó harcot: A testvérpár, Tim és Steven, ideiglenesen Frank bácsikájukkal élnek. Együtt járnak iskolába, de nem jönnek ki egymással. Megváltozik a helyzet, amikor Tim elkezd bokszedzésre járni, Steven pedig váratlanul kórházba kerül. Az angyaloknak sok dolguk van… |     | |                  |                                                                         |                                        |               |
| 119. | 24. | Megharcolni a jó harcot (A kör bezárul) (Fighting the Good Fight)                                  | Tim Van Patten   | Michael Glassberg                                                       | 1999. május 9. 2012. február 10.       | 524           |
| Megharcolni a jó harcot: A testvérpár, Tim és Steven, ideiglenesen Frank bácsikájukkal élnek. Együtt járnak iskolába, de nem jönnek ki egymással. Megváltozik a helyzet, amikor Tim elkezd bokszedzésre járni, Steven pedig váratlanul kórházba kerül. Az angyaloknak sok dolguk van… A kör bezárul: Tommy sok év után hazatér fiával az anyjához, Kate-hez. Hamarosan kiderül, hogy a férfi még mindig drogozik, és az a terve, hogy a fiát itthagyja az anyjánál. Találkozik egykori drogos barátaival, akik rábeszélik egy nagy üzletre, de kiderül, hogy ezzel a csellel akarták Tommyt lebuktatni. Sajnos a rendőri lecsapás balul sül el, mert véletlenül Kate-re adnak le lövést… |     | |                  |                                                                         |                                        |               |
| 120. | 25. | A szív útjai (Fekete, mint Monica) (Hearts)                                                        | Victor Lobl      | Susan Cridland Wick and R.J. Colleary                                   | 1999. május 16. 2012. február 13.      | 525           |
| A szív útjai: Dan McConnel felesége kómába kerül, lehet, hogy meg is fog halni. Donor lehetne, mert egy kislánynak mielőbb új szívre lenne szüksége, de a nő családja egyelőre nem egyezik bele. Nem könnyű az angyalok feladata, több dolgot kell megoldaniuk, de rájönnek, hogy mindennek van valami célja, a rossz esemény is magában hordozza a jót… Fekete, mint Monica: Tess átadja a küldetést Monicának, mert nagyon érzékenyen érinti őt az ügy. Megölnek egy fekete férfit, és az eset nem vet jó fényt a városra, mivel éppen másnap érkezne oda az egyik legismertebb emberjogi aktivista, ezért sokan nem is hoznák nyilvánosságra az ügyet. Monica szavait is megkérdőjelezik és őrizetben zárják, miközben egyre több emberi vonást fedez fel magában, és másnap arra ébred, hogy fekete nő lett belőle. Valószínűleg azért, hogy megértse a rasszizmus valódi okát… |     | |                  |                                                                         |                                        |               |
| 121. | 26. | Isten kísérjen utadon (A szív útjai) (Godspeed)                                                    | Tim Van Patten   | Glenn Berenbeim                                                         | 1999. május 23. 2012. február 14.      | 526           |
| Isten kísérjen utadon: A rákos kislány, Diana és a kitűnő pilóta, Josie nagy dolog előtt állnak. Josie most utazik először az űrbe, a kislányt pedig most műtik meg először és mindkettő kockázatos. Diana egy különös kéréssel fordul Josie-hoz: adjon fel egy levelet Istennek - de a nő nem veszi komolyan a kérést… A szív útjai: Dan McConnel felesége kómába kerül, lehet, hogy meg is fog halni. Donor lehetne, mert egy kislánynak mielőbb új szívre lenne szüksége, de a nő családja egyelőre nem egyezik bele. Nem könnyű az angyalok feladata, több dolgot kell megoldaniuk, de rájönnek, hogy mindennek van valami célja, a rossz esemény is magában hordozza a jót… |     | |                  |                                                                         |                                        |               |
| 122. | 27. | És házam messze-messze még (Isten kísérjen utadon) (Miles To Go Before I Sleep)                    | Peter H. Hunt    | Történet: Jon Andersen Tévéjáték: Burt Pearl                            | 1998. szeptember 20. 2012. február 15. | 527           |
| És házam messze-messze még: Monica szociális munkásnak áll, és körbejárja a haldokló betegeket, hogy segítsen elrendezni nekik a függő ügyeiket, Andrew pedig ápoló lesz. Egy ál-angyal jár körbe a kórházban, aki megöli az emberekben a reményt, és ezáltal könnyen feladhatják az életet. Az angyalok feladata, hogy helyrehozzák az ál-angyal hibáit, a megfelelő üzenetet közvetítve a haldoklóknak. Emellett a reményvesztett ál-angyalt is visszahozzák az életbe, segítenek abban, hogy megbocsásson önmagának… Isten kísérjen utadon: A rákos kislány, Diana és a kitűnő pilóta, Josie nagy dolog előtt állnak. Josie most utazik először az űrbe, a kislányt pedig most műtik meg először és mindkettő kockázatos. Diana egy különös kéréssel fordul Josie-hoz: adjon fel egy levelet Istennek - de a nő nem veszi komolyan a kérést… |     | |                  |                                                                         |                                        |               |

### Hatodik évad (1999-2000)
| Sor. | Év. | Cím                                                                                      | Rendező                  | Író                                                                        | Premier                                | Gyártási szám |
| --- | --- | ---------------------------------------------------------------------------------------- | ------------------------ | -------------------------------------------------------------------------- | -------------------------------------- | ------------- |
| 123. | 1.  | E mostani időért (Míg a halál el nem választ) (Such a Time as This)                      | Martha Mitchell          | Martha Williamson                                                          | 1999. szeptember 26. 2012. február 16. | 601           |
| E mostani időért: Kate egy elfoglalt szenátor, akinek fel akarják hívni a figyelmét arra, hogy tegyen valamit az ügyben, hogy Szudánban felszámolják a rabszolgaságot. Kate nem foglalkozik a dologgal, mivel az egyik fő támogatója nem szeretné, ha belefolyna, de amikor fia, Thomas pénzt gyűjt a rabszolgák megmentésére és a férje is az ügy mellé áll, Kate nem tudja mit tegyen… Míg a halál el nem választ: Mollynak mellrákja van, egy farmon él a családjával. Rajta áll, hisz-e a gyógyulásban. Férje, Jordan nem tűnik boldognak, amikor Molly meglepetés-partit szervez neki a születésnapján. Az ünnepség után a férfi öngyilkos lesz. Andrew tanácstalan, nem gondolta, hogy Molly helyett, férje vet véget az életének. Molly mindent megtesz, hogy kiderítse a miértre a választ…                  |     |                                                                                          |                          |                                                                            |                                        |               |
| 124. | 2.  | Az iránytű (A levél) (The Compass)                                                       | Peter H. Hunt            | Glenn Berenbeim and Martha Williamson                                      | 1999. október 3. 2012. február 17.     | 602           |
| Az iránytű: A helyszín Normandia a II. világháború idején. Az amerikai katonák egy rajtaütés közben találkoznak egy békemissziós ápolóval, Monicával. A csapat eltévedt, az iránytű elromlott. Monica azt javasolja a katonáknak, hogy írjanak levelet a szeretteiknek, mire ők egyezséget kötnek, hogy aki túléli a háborút, eljuttatja az összes levelet a címzetteknek… A levél: Robertónál és családjánál járunk, akik bevándorló munkások. Egy csoda történhet most velük, ezt felügyelik az angyalok. Hamarosan a legidősebb fiú, Tinó felfedezi magában a zene szeretetét, kiderül, hogy egy zseni rejlik benne. Sajnos az apja semmi értelmét nem látja a zenélésnek, jobban örülne, ha fia a földeken dolgozna, de jön egy levél, ami mindent megváltoztat…                                                 |     |                                                                                          |                          |                                                                            |                                        |               |
| 125. | 3.  | Hátralévő életed utolsó napja (E mostani időért) (The Last Day of the Rest of Your Life) | R.J. Visciglia, Jr.      | Burt Pearl                                                                 | 1999. október 10. 2012. február 20.    | 603           |
| Hátralévő életed utolsó napja: Andrew és Monica Hátralévő életed utolsó napja néven egy segítő csoportfoglalkozást indítanak halálos betegeknek. Ezek az emberek mind bánkódnak valami miatt és nem hiszik el, hogy még megvalósulhatnak az álmaik. Az angyalok segítenek nekik visszanyerni hitüket. Rachel álmának a teljesítése azonban lehetetlennek tűnik… E mostani időért: Kate egy elfoglalt szenátor, akinek fel akarják hívni a figyelmét arra, hogy tegyen valamit az ügyben, hogy Szudánban felszámolják a rabszolgaságot. Kate nem foglalkozik a dologgal, mivel az egyik fő támogatója nem szeretné, ha belefolyna, de amikor fia, Thomas pénzt gyűjt a rabszolgák megmentésére és a férje is az ügy mellé áll, Kate nem tudja mit tegyen…                                                             |     |                                                                                          |                          |                                                                            |                                        |               |
| 126. | 4.  | A levél (Az iránytű) (The Letter)                                                        | Peter H. Hunt            | Danna Doyle                                                                | 1999. október 17. 2012. február 21.    | 604           |
| A levél: Robertónál és családjánál járunk, akik bevándorló munkások. Egy csoda történhet most velük, ezt felügyelik az angyalok. Hamarosan a legidősebb fiú, Tinó felfedezi magában a zene szeretetét, kiderül, hogy egy zseni rejlik benne. Sajnos az apja semmi értelmét nem látja a zenélésnek, jobban örülne, ha fia a földeken dolgozna, de jön egy levél, ami mindent megváltoztat… Az iránytű: A helyszín Normandia a II. világháború idején. Az amerikai katonák egy rajtaütés közben találkoznak egy békemissziós ápolóval, Monicával. A csapat eltévedt, az iránytű elromlott. Monica azt javasolja a katonáknak, hogy írjanak levelet a szeretteiknek, mire ők egyezséget kötnek, hogy aki túléli a háborút, eljuttatja az összes levelet a címzetteknek…                                                 |     |                                                                                          |                          |                                                                            |                                        |               |
| 127. | 5.  | Míg a halál el nem választ (Hátralévő életed utolsó napja) (Til Death Do Us Part)        | Tim Van Patten           | Rosanne Welch and Christine Pettit                                         | 1999. október 24. 2012. február 22.    | 605           |
| Míg a halál el nem választ: Mollynak mellrákja van, egy farmon él a családjával. Rajta áll, hisz-e a gyógyulásban. Férje, Jordan nem tűnik boldognak, amikor Molly meglepetés-partit szervez neki a születésnapján. Az ünnepség után a férfi öngyilkos lesz. Andrew tanácstalan, nem gondolta, hogy Molly helyett, férje vet véget az életének. Molly mindent megtesz, hogy kiderítse a miértre a választ… Hátralévő életed utolsó napja: Andrew és Monica Hátralévő életed utolsó napja néven egy segítő csoportfoglalkozást indítanak halálos betegeknek. Ezek az emberek mind bánkódnak valami miatt és nem hiszik el, hogy még megvalósulhatnak az álmaik. Az angyalok segítenek nekik visszanyerni hitüket. Rachel álmának a teljesítése azonban lehetetlennek tűnik…                                           |     |                                                                                          |                          |                                                                            |                                        |               |
| 128. | 6.  | A betolakodó (The Occupant)                                                              | Larry Peerce             | Jon Andersen                                                               | 1999. október 31. 2012. február 23.    | 606           |
| A hajléktalan Lonnie öngyilkossági kísérlete után bekerül a kórházba, ahol az orvos, Duncan egykori iskolatársát véli felismerni benne. Andrew-nak nincs könnyű dolga, mivel Lonnie-t megszállta Gregory, egy démon… |     |                                                                                          |                          |                                                                            |                                        |               |
| 129. | 7.  | Egy angyal hangja (Voice of an Angel)                                                    | Peter H. Hunt            | Glenn Berenbeim                                                            | 1999. november 14. 2012. február 24.   | 607           |
| Monica egy kórusmeghallgatásba csöppen, minden vágya, hogy tudjon énekelni. Egy csodálatos hangot hall, akinek tulajdonosa egy neveletlen kamaszlány, Alice. Monica csalódik és menekülőre fogja, amikor megtudja, hogy ezt a hangot nem ő kapta. Akkor változik meg a véleménye, amikor megtudja, hogy a kislány árva… |     |                                                                                          |                          |                                                                            |                                        |               |
| 130. | 8.  | Csakis a színtiszta igazság (The Whole Truth and Nothing But...)                         | Sandor Stern             | Történet: Kenny Solms and Brian Bird Tévéjáték: Brian Bird                 | 1999. november 21. 2012. február 27.   | 608           |
| Monica újságíróként jelenik meg egy napilapnál, aminek a főszerkesztője Liz Bradley. Az egyik ügy hátterében korrupciót sejtenek, de egy nagyobb sztori kerekedik végül ki a dologból, mint amit remélni mertek, ugyanis a polgármestert holtan találják egy szállodai szobában. Monica kideríti, hogy Liz húgának, Laurennek is köze lehet a dologhoz… |     |                                                                                          |                          |                                                                            |                                        |               |
| 131. | 9.  | A lélek zenéje (Az Úr az én pásztorom) (Then Sings My Soul)                              | Peter H. Hunt            | Burt Pearl and Glenn Berenbeim                                             | 1999. november 28. 2012. február 28.   | 609           |
| A lélek zenéje: Miután Bo apja meghalt, átvette a mályvacukorgyár irányításását, de a termelés fokozatosan romlik, pedig a munkások, a technológia ugyanazok, mint az apja idején. Bo a cég eladásán gondolkodik. A cukorvárosban a hangulat sem a régi, Monica feladata kideríteni, miért… Az Úr az én pásztorom: Jimet kirúgták az állásából és csak nagy nehezen talál másikat, sofőr lesz egy limuzinos fuvarokat biztosító cégnél. A fizetése kevés, nehezen tudja eltartani a családját, így hamarosan rossz döntést hoz, elvállal egy feketemunkát, ahol hallgatásra kérik a férfit… |     |                                                                                          |                          |                                                                            |                                        |               |
| 132. | 10. | A karácsonyi ajándék (A lélek zenéje) (The Christmas Gift)                               | Stuart Margolin          | Történet: Ken LaZebnik and Patrice Chanel Tévéjáték: Ken LaZebnik          | 1999. december 12. 2012. február 29.   | 610           |
| A karácsonyi ajándék: Brianna nem érzi jól magát férje családjánál, akik a gettóban élnek, mert a régi életére emlékezteti. Robert az édesanyjához tart, amikor életét veszti. Brianna egyedül marad és azért küzd, hogy ne kelljen visszatérnie oda, ahonnan jött. Kénytelen zálogba adni férje trombitáját, amivel még jobban magára haragítja anyósát. Az angyalok feladata békét vinni a szívekbe karácsonykor… A lélek zenéje: Miután Bo apja meghalt, átvette a mályvacukorgyár irányításását, de a termelés fokozatosan romlik, pedig a munkások, a technológia ugyanazok, mint az apja idején. Bo a cég eladásán gondolkodik. A cukorvárosban a hangulat sem a régi, Monica feladata kideríteni, miért… |     |                                                                                          |                          |                                                                            |                                        |               |
| 133. | 11. | Az ezredforduló (A karácsonyi ajándék) (Millennium)                                      | Robert J. Visciglia, Jr. | Martha Williamson                                                          | 2000. január 2. 2012. március 1.       | 611           |
| Az ezredforduló: Szilveszter napja van, az ezredfordulóra készül mindenki, kivéve Angelát, aki nem tudja átlépni a múltat. Eszébe jut, hogy 45 évvel ezelőtt az édesapjával elástak egy dobozt a kertjükben és megígérték egymásnak, hogy az új évezred első napján együtt veszik elő. Csakhogy az imádott édesapa elhagyta a lányát. Angela az angyalok segítségével kap magyarázatot a múltra… A karácsonyi ajándék: Brianna nem érzi jól magát férje családjánál, akik a gettóban élnek, mert a régi életére emlékezteti. Robert az édesanyjához tart, amikor életét veszti. Brianna egyedül marad és azért küzd, hogy ne kelljen visszatérnie oda, ahonnan jött. Kénytelen zálogba adni férje trombitáját, amivel még jobban magára haragítja anyósát. Az angyalok feladata békét vinni a szívekbe karácsonykor… |     |                                                                                          |                          |                                                                            |                                        |               |
| 134. | 12. | Az Úr az én pásztorom (Az ezredforduló) (With God as my Witness)                         | Stuart Margolin          | R.J. Colleary                                                              | 2000. január 9. 2012. március 2.       | 612           |
| Az Úr az én pásztorom: Jimet kirúgták az állásából és csak nagy nehezen talál másikat, sofőr lesz egy limuzinos fuvarokat biztosító cégnél. A fizetése kevés, nehezen tudja eltartani a családját, így hamarosan rossz döntést hoz, elvállal egy feketemunkát, ahol hallgatásra kérik a férfit… Az ezredforduló: Szilveszter napja van, az ezredfordulóra készül mindenki, kivéve Angelát, aki nem tudja átlépni a múltat. Eszébe jut, hogy 45 évvel ezelőtt az édesapjával elástak egy dobozt a kertjükben és megígérték egymásnak, hogy az új évezred első napján együtt veszik elő. Csakhogy az imádott édesapa elhagyta a lányát. Angela az angyalok segítségével kap magyarázatot a múltra… |     |                                                                                          |                          |                                                                            |                                        |               |
| 135. | 13. | A marakodók (A House Divided)                                                            | Bethany Rooney           | Rosanne Welch                                                              | 2000. január 23. 2012. március 5.      | 613           |
| John szülei elváltak, a kisfiú az édesanyjával és annak új élettársával él. Amikor Martin a fiáért megy, állandó a veszekedés a szülők között. A kisfiú nagyon szomorú és magányos, ezért Andrew és Monica segítségét kéri, hogy megszabaduljon a szüleitől…. |     |                                                                                          |                          |                                                                            |                                        |               |
| 136. | 14. | Vegyél nekem rózsát! (A tökéletes játszma) (Buy Me a Rose)                               | Peter H. Hunt            | R.J. Colleary                                                              | 2000. február 6. 2012. március 6.      | 614           |
| Vegyél nekem rózsát!: Ellen és Greg a 20. házassági évfordulójukra készülnek, megvan mindenük, de az asszony boldogtalan a férje mellett, aki már csak a munkájának él. Ellen egyre többször gondol régi szerelmére, Dennyre, mígnem véletlenül találkozik vele, éppen akkor, amikor egyedül ünnepli a házassági évfordulójukat… A tökéletes játszma: Az angyalok pihenésképpen kipróbálják a bowlingozást. A klub tulajdonosa Ziggy, aki mindenkivel gorombán bánik. Egyszer csak megjelenik Darrell, Ziggy régi barátja, aki a tökéletes játszmára hajt. Az angyalok szerint valami nincs rendben közöttük… |     |                                                                                          |                          |                                                                            |                                        |               |
| 137. | 15. | Élet a halál előtt (Vegyél nekem rózsát!) (Life Before Death)                            | Martha Mitchell          | Glenn Berenbeim                                                            | 2000. február 13. 2012. március 7.     | 615           |
| Élet a halál előtt: Monica szíve csücske Írország, így örül, hogy mostani küldetése Észak-Írországba vezet. A katolikusok és protestánsok közötti gyűlöletet kellene feloldania. Az angyalok Amerikába küldik a különböző vallású fiatalokat, hogy meglássák, békében is lehet élni. Két fiatal egymásba szeret, amikor kapják a hírt, hogy egyikük bátyja meghalt. A fiatalok egymás vallását hibáztatják… Vegyél nekem rózsát!: Ellen és Greg a 20. házassági évfordulójukra készülnek, megvan mindenük, de az asszony boldogtalan a férje mellett, aki már csak a munkájának él. Ellen egyre többször gondol régi szerelmére, Dennyre, mígnem véletlenül találkozik vele, éppen akkor, amikor egyedül ünnepli a házassági évfordulójukat…                                                                         |     |                                                                                          |                          |                                                                            |                                        |               |
| 138. | 16. | A tökéletes játszma (Élet a halál előtt) (A Perfect Game)                                | Martha Mitchell          | Burt Pearl                                                                 | 2000. február 20. 2012. március 8.     | 616           |
| A tökéletes játszma: Az angyalok pihenésképpen kipróbálják a bowlingozást. A klub tulajdonosa Ziggy, aki mindenkivel gorombán bánik. Egyszer csak megjelenik Darrell, Ziggy régi barátja, aki a tökéletes játszmára hajt. Az angyalok szerint valami nincs rendben közöttük… Élet a halál előtt: Monica szíve csücske Írország, így örül, hogy mostani küldetése Észak-Írországba vezet. A katolikusok és protestánsok közötti gyűlöletet kellene feloldania. Az angyalok Amerikába küldik a különböző vallású fiatalokat, hogy meglássák, békében is lehet élni. Két fiatal egymásba szeret, amikor kapják a hírt, hogy egyikük bátyja meghalt. A fiatalok egymás vallását hibáztatják… |     |                                                                                          |                          |                                                                            |                                        |               |
| 139. | 17. | Itt vagyok (Here I Am)                                                                   | Joel J. Feigenbaum       | Ken LaZebnik                                                               | 2000. február 27. 2012. március 9.     | 617           |
| Az angyalok mai küldetése egy múzeumba vezet, ahol sokfajta emberrel ismerkednek meg: a meg nem értett festővel, a magányos kisfiúval, akit nagyon érdekelnek a képek, a rákos beteg nővel, a Vietnámot megjárt 30 éve teremőrként dolgozó Buddal. Különböző életutak adnak feladatot az angyaloknak… |     |                                                                                          |                          |                                                                            |                                        |               |
| 140. | 18. | Barmicvo (Bar Mitzvah)                                                                   | Jeff Kanew               | Allen Estrin and Joseph Telushkin                                          | 2000. március 12. 2012. március 12.    | 618           |
| Ross leküzdött egy súlyos agyvérzést, amiről azt gondolja, hogy magának köszönheti, nem Istennek. Fia, Allan, akinek agydaganata van, mást gondol Istenről. A család az unoka, Aaron barmicvójára készül, amikor Allan állapota rosszabbodik. Az angyalok feladata, hogy meggyőzzék Ross-t és unokáját, Aaront a hit és az ima erejéről… |     |                                                                                          |                          |                                                                            |                                        |               |
| 141. | 19. | Szembenézés (True Confessions)                                                           | Larry Peerce             | Brian Bird                                                                 | 2000. március 19. 2012. március 13.    | 619           |
| Monica célszemélye az életfogytiglanra ítélt kemény Carla. Monica a rabokkal egy színjátszó csoportot alapít, mert sokat tanulhatnak magukról, ha más szemén keresztül vizsgálják a világot. Andrew feladata, hogy Gonzales úr meg tudjon bocsátani a fia haláláért Carlának… |     |                                                                                          |                          |                                                                            |                                        |               |
| 142. | 20. | Tervezett boldogság (Quality Time)                                                       | Peter H. Hunt            | Rosanne Welch                                                              | 2000. április 2. 2012. március 14.     | 620           |
| Toni tökéletes pontossággal éli és irányítja családja életét. A most nyíló pizzériájukban Monica lesz a segéd. Toni figyel a gyerekeire, de nem kommunikál velük. Amikor lánya, Amy összesik egy röplabdameccsen és kiderül, hogy cukorbeteg, felborul a megszokott rend. Miközben a szülők Amyhez sietnek a kórházba, tűz lesz a pizzériában. Ekkor borul ki a család összes tagja, így elkél az angyali segítség… |     |                                                                                          |                          |                                                                            |                                        |               |
| 143. | 21. | Hátralévő napjaim (Living the Rest of My Life)                                           | Tim Van Patten           | Történet: Della Reese Lett Tévéjáték: Della Reese Lett and Burt Pearl      | 2000. április 9. 2012. március 19.     | 621           |
| Mrs. Jackson együtt él fiával és menyével, akivel nem túl jó a viszonyuk. Eljut egy nyugdíjas közösségbe, ahol újra jól érzi magát, segíthet másokon és úgy dönt, beköltözik oda. Az angyalok segítségével szembe kell néznie végre a saját fiával… |     |                                                                                          |                          |                                                                            |                                        |               |
| 144. | 22. | Lopott remény (Stealing Hope)                                                            | Peter H. Hunt            | Jason Jersey                                                               | 2000. április 23. 2012. március 20.    | 622           |
| A 19 éves Ricky ügyes, tehetséges fiú, de dühös, mert kirúgják a munkahelyéről. Ricky nagyon szépen ír, de csak a mosdó falára. A csüggedtség az egész életére jellemző, Monica feladata kideríteni az okát. Akkor végre kiáll magáért, amikor ellopják egy apjának írt versét… |     |                                                                                          |                          |                                                                            |                                        |               |
| 145. | 23. | Monica rossz napja (Monica's Bad Day)                                                    | Tim Van Patten           | R.J. Colleary                                                              | 2000. április 30. 2012. március 21.    | 623           |
| Olyan a szívünk és a lelkünk mint egy folyó, könnyű beszennyezni. Monica hagyta magát felbosszantani, pedig ez az angyaloknál nem szokás. Ráadásul az ő dühe ráragad több emberre is, egy pincérre, egy apára és fiára, egy bártulajdonosra, sőt egy magányos nőre, aki öngyilkos akar lenni. Monicának nem sok ideje van, hogy megmentse őt és a többieket... |     |                                                                                          |                          |                                                                            |                                        |               |
| 146. | 24. | A bohócok imája (A Clown's Prayer)                                                       | Larry Peerce             | Glenn Berenbeim                                                            | 2000. május 7. 2012. március 22.       | 624           |
| Az angyalok küldetése egy cirkuszba vezet. Ott él a törpe bohóc Leroy, és a fia, Davy, aki civil életre vágyik, barátokat szeretne és iskolába járna. Az apja beleegyezik, de nagyon félti a fiát mindentől, mióta meghalt a felesége és ketten maradtak. Egy vita után Davy megszökik, és ekkor tudja meg az apja, hogy Davy az iskolában is letagadta őt, mert szégyelli. Az angyalok feladata elfogadtatni egymással apát és fiát… |     |                                                                                          |                          |                                                                            |                                        |               |
| 147. | 25. | Anyák napja (Mother's Day)                                                               | Victor Lobl              | Martha Williamson                                                          | 2000. május 14. 2012. március 23.      | 625           |
| Az angyalok meglátogatják Audrey-t, akinek az élete összeomlott, mióta elvesztette kisfiát. A nő látni sem akarja Monicáékat, ezért Tess Emmát küldi hozzá albérlőnek. A kisfiú barátnője Celine látja Audrey alkoholfüggőségét és ő is segíteni akar, hogy ne legyen boldogtalan. Ráadásul hamarosan Anyák napja… |     |                                                                                          |                          |                                                                            |                                        |               |
| 148. | 26. | Pandora szelencéje (Pandora's Box)                                                       | Tim Van Patten           | Történet: Donna Rice Hughes and Daniel H. Forer Tévéjáték: Daniel H. Forer | 2000. május 21. 2012. március 26.      | 626           |
| Kate egy régiségboltban eladó, imádja az antik dolgokat, míg a férjének és a gyerekeinek már a számítógép, az internet jelenti a kapcsolatot a világgal. Charlie-t kirúgják a munkahelyéről, mert egyre többször nézeget szaftos oldalakat a munkahelyén. Kate szeretne megszabadulni az otthonukban lévő számítógéptől, hogy megvédje lányait a veszélyektől, de nem is sejti, hogy már késő. Szerencsére az angyalok mindent látnak… |     |                                                                                          |                          |                                                                            |                                        |               |

### Hetedik évad (2000-2001)
| Sor. | Év. | Cím                                                                                | Rendező                  | Író                                                                         | Premier                              | Gyártási szám |
| --- | --- | ---------------------------------------------------------------------------------- | ------------------------ | --------------------------------------------------------------------------- | ------------------------------------ | ------------- |
| 148. | 1.  | Az ördög bibliája (Isten ujja) (The Face on the Barroom Floor)                     | Peter H. Hunt            | Történet: Daniel H. Forer Tévéjáték: Martha Williamson and Burt Pearl       | 2000. október 15. 2012. március 27.  | 701           |
| Az ördög bibliája: Annie és Rick régóta a halloween partira készülnek, miközben alig van már pénzük. A jobb jövő reményében Annie tarot-kártyát vet és elkezd jósolni a vendégeinek, de csak bajba sodor mindenkit. Az angyalok a sátánt keresik, őt akarják leleplezni. Annie-nél jelenik meg… Isten ujja: A tornádóvadász Calvintől megvonják a kutatási támogatást és kirúgják, ezért kesereg. Mindig is ezzel foglalkozott, így nem tudja mitévő legyen. Közben minden értelemben nagy vihar közeleg. Mindenkit arra kérnek, hogy húzódjon menedékbe, ezért JJ kávézójában gyülekeznek. Calvinnek sok dolga lesz, sőt Monicának is vele…                                                                                            |     |                                                                                    |                          |                                                                             |                                      |               |
| 149. | 2.  | A viszály (Legacy)                                                                 | Bethany Rooney           | Jennifer Wharton                                                            | 2000. október 22. 2012. március 28.  | 702           |
| Tess-t és Monicát a bíróságra viszik, mert iratok nélkül vezetnek. A bíró, aki nem mellesleg Andrew, két hét közmunkaszolgálatra ítéli őket: egy templomba és egy klinikára, Robert és Lucy mellé, akik régóta haragban vannak egymással. Az angyalok Brian segítségével próbálják kibékíteni őket… |     |                                                                                    |                          |                                                                             |                                      |               |
| 150. | 3.  | A hagyomány (The Invitation)                                                       | Michael Schultz          | Történet: Jon Andersen Tévéjáték: Jon Andersen and R.J. Colleary            | 2000. október 29. 2012. március 29.  | 703           |
| Sam visszatér régi iskolájába, immáron a fiával, Max-szel és még mindig kísérti őt a múlt szelleme Monica képében, aki filozófia-tanárként jelenik meg. Max végre kiszabadul az otthoni nyomás alól és hamarosan bajba is kerül egy hazugság miatt. Nem tudja, hogy az apjára vagy a szívére hallgasson… |     |                                                                                    |                          |                                                                             |                                      |               |
| 151. | 4.  | A rejtélyes kép története (Restoration)                                            | R.J. Visciglia, Jr.      | R.J. Colleary                                                               | 2000. november 5. 2012. március 30.  | 704           |
| Everettet kitagadja idős apja az összes vagyonából, elvesz tőle mindent, mert úgy érzi, nem érdemli meg. Szerencséjére összehozza Tess-szel a sors, aki egy régi történetet mesél el neki tanulságul, egy festményről és a férfi nagyapjáról. De Everettet csak a pénz érdekli, mígnem egyszer csak összeesik… |     |                                                                                    |                          |                                                                             |                                      |               |
| 152. | 5.  | Isten ujja (Az ördög bibliája) (Finger of God)                                     | Robert J. Visciglia, Jr. | Burt Pearl and Susan Cridland Wick                                          | 2000. november 12. 2012. április 2.  | 705           |
| Isten ujja: A tornádóvadász Calvintől megvonják a kutatási támogatást és kirúgják, ezért kesereg. Mindig is ezzel foglalkozott, így nem tudja mitévő legyen. Közben minden értelemben nagy vihar közeleg. Mindenkit arra kérnek, hogy húzódjon menedékbe, ezért JJ kávézójában gyülekeznek. Calvinnek sok dolga lesz, sőt Monicának is vele… Az ördög bibliája: Annie és Rick régóta a halloween partira készülnek, miközben alig van már pénzük. A jobb jövő reményében Annie tarot-kártyát vet és elkezd jósolni a vendégeinek, de csak bajba sodor mindenkit. Az angyalok a sátánt keresik, őt akarják leleplezni. Annie-nél jelenik meg…                                                                                            |     |                                                                                    |                          |                                                                             |                                      |               |
| 153. | 6.  | A hiányzó székek (Pálfordulás) (The Empty Chair)                                   | Jeff Kanew               | Martha Williamson                                                           | 2000. november 19. 2012. április 3.  | 706           |
| A hiányzó székek: A Bexter házaspár boldogan éli mindennapjait, de van valami, amit sosem beszéltek meg egymással. Egy nap megtudják, hogy 15 éve közösen vezetett tévéműsoruk megszűnik, pedig az volt az életük. Ekkor derül ki, hogy régóta ki nem mondott szavak emésztik belülről mindkettőjüket. Az igazság kimondásában segít Monica és Andrew… Pálfordulás: Steve a 102 éves rendezőről, Chanderről készít egy dokumentumfilmet. Az idős, zsémbes férfi életében évekkel ezelőtt történt egy fordulat, ezt kellene a filmszakos hallgatónak kiderítenie, de nincs könnyű helyzetben, mivel Chander nem akar a történtekről beszélni…                                                                                            |     |                                                                                    |                          |                                                                             |                                      |               |
| 154. | 7.  | Pálfordulás (A hiányzó székek) (God Bless the Child)                               | Victor Lobl              | Glenn Berenbeim                                                             | 2000. november 26. 2012. április 4.  | 707           |
| Pálfordulás: Steve a 102 éves rendezőről, Chanderről készít egy dokumentumfilmet. Az idős, zsémbes férfi életében évekkel ezelőtt történt egy fordulat, ezt kellene a filmszakos hallgatónak kiderítenie, de nincs könnyű helyzetben, mivel Chander nem akar a történtekről beszélni… A hiányzó székek:A Bexter házaspár boldogan éli mindennapjait, de van valami, amit sosem beszéltek meg egymással. Egy nap megtudják, hogy 15 éve közösen vezetett tévéműsoruk megszűnik, pedig az volt az életük. Ekkor derül ki, hogy régóta ki nem mondott szavak emésztik belülről mindkettőjüket. Az igazság kimondásában segít Monica és Andrew…                                                                                             |     |                                                                                    |                          |                                                                             |                                      |               |
| 155. | 8.  | A kétkedés (Reasonable Doubt)                                                      | Peter H. Hunt            | Burt Pearl                                                                  | 2000. december 3. 2012. április 5.   | 708           |
| Monica egy bűntény ügyében az esküdtszék tagja lesz. Feladatuk az ítélethozatal Brendon Falstaff ügyében, el kell dönteniük, hogy bűnös-e a fiú vagy sem. Monica nem ért egyet az esküdtekkel, kiáll a fiú mellett. Mindeközben az esküdtszék tagjaival is van dolga… |     |                                                                                    |                          |                                                                             |                                      |               |
| 156. | 9.  | Az elnyomás képei (The Grudge)                                                     | Peter H. Hunt            | Arnold Margolin                                                             | 2000. december 10. 2012. április 10. | 709           |
| Charnelle a nagymamájával él, sokat szenvedett, tele van dühvel, amit droggal enyhít. Álma, hogy énekesnő legyen. Az angyalok szerint sem könnyű eset. Monica a gyűlöletről, a kiábrándító valóságról és Billie Holiday-ről mesél neki, de nehezen tudja jó útra téríteni a lányt… |     |                                                                                    |                          |                                                                             |                                      |               |
| 157. | 10. | Angyal a fán (Isten útjai kifürkészhetetlenek) (An Angel on My Tree)               | Larry Peerce             | Brian Bird                                                                  | 2000. december 17. 2012. április 11. | 710           |
| Angyal a fán: Közeledik a karácsony, mindenki ideges. Kathy díszcsomagolónak jelentkezik egy üzletbe és amíg dolgozik, Monica vigyáz a gyerekeire. Férje, Joe egy fegyházban ül, mert megölt egy fiút. Nagyfia, Cody imádta az apját, de nem tud már vele szembenézni. Azt gondolja, hogy az apja őt hibáztatja a fiú haláláért. Az angyalok feladata apa és fia kapcsolatát rendezni, amire jó alkalom a karácsony… Isten útjai kifürkészhetetlenek: Andrew és Monica meglepetéspartit szervez Tess-nek, hogy kifejezzék szeretetüket iránta. Megjelenik Ronald angyal is, de az ünnepelt késik, mert lerobban a kocsija. Az angyalok Tessről nosztalgiáznak a várakozás közben, míg a főangyalnak feladata van, most éppen Kelly-vel… |     |                                                                                    |                          |                                                                             |                                      |               |
| 158. | 11. | Az én családom (Mi Familia)                                                        | Victor Lobl              | Rosanne Welch                                                               | 2001. január 7. 2012. április 12.    | 711           |
| Anna és vőlegénye, Miguel házasságkötését a lány apja akadályozza meg, mert nem bízik a fiúban. Miguel nem vállal felelősséget a tetteiért, pedig már gyermeke is van. Apa nélkül nőtt fel, egy bandával garázdálkodik, sőt lövöldözésbe keveredik, ahol a kisfia is megsérül. Az angyalok próbálják a jó útra téríteni őt… |     |                                                                                    |                          |                                                                             |                                      |               |
| 159. | 12. | Isten útjai kifürkészhetetlenek (Angyal a fán) (The Lord Moves in Mysterious Ways) | Joel Fiegenbaum          | R.J. Colleary                                                               | 2001. január 21. 2012. április 13.   | 712           |
| Isten útjai kifürkészhetetlenek: Andrew és Monica meglepetéspartit szervez Tess-nek, hogy kifejezzék szeretetüket iránta. Megjelenik Ronald angyal is, de az ünnepelt késik, mert lerobban a kocsija. Az angyalok Tessről nosztalgiáznak a várakozás közben, míg a főangyalnak feladata van, most éppen Kelly-vel… Angyal a fán: Közeledik a karácsony, mindenki ideges. Kathy díszcsomagolónak jelentkezik egy üzletbe és amíg dolgozik, Monica vigyáz a gyerekeire. Férje, Joe egy fegyházban ül, mert megölt egy fiút. Nagyfia, Cody imádta az apját, de nem tud már vele szembenézni. Azt gondolja, hogy az apja őt hibáztatja a fiú haláláért. Az angyalok feladata apa és fia kapcsolatát rendezni, amire jó alkalom a karácsony… |     |                                                                                    |                          |                                                                             |                                      |               |
| 160. | 13. | Halál a családban (A Death in the Family)                                          | Stuart Margolin          | Történet: Allen Estrin & Joseph Telushkin Tévéjáték: E.F. Wallengren        | 2001. február 4. 2012. április 16.   | 313           |
| Frank rendőrként nagyon sokat dolgozik. Egy rajtaütés során véletlenül egy kisfiúra lő rá, ezért felmentik. Davis tiszteletes apjaként szereti a gyermeket és mindent megtesz, hogy kiderüljön az igazság. A tiszteletes rasszistának kiálltja ki Franket, szemmel látható köztük a feszültség. Az angyaloknak jócskán van dolguk… |     |                                                                                    |                          |                                                                             |                                      |               |
| 161. | 14. | A fényhozó (Bringer of Light)                                                      | Robert J. Visciglia, Jr. | Luke Schelhaas                                                              | 2001. február 11. 2012. április 17.  | 714           |
| A 15 éves Lucynek apja a földrajztanára. A lányt nagyon érdekli a világűr, a csillagok, az, hogy honnan jöttünk, ezért egy dolgozatban bizonyítani készül Isten létezését. Apja nem tartja ezt jó ötletnek, mert nem hisz Istenben. Mígnem egyszer újra rákot diagnosztizálnak a feleségénél… |     |                                                                                    |                          |                                                                             |                                      |               |
| 162. | 15. | Szívek elrablója (Thief of Hearts)                                                 | Stuart Margolin          | Jason Jersey                                                                | 2001. február 18. 2012. április 18.  | 715           |
| Az árva Cory ellopja Alice aranymedálját, Monica feladata szót érteni a kisfiúval és kideríteni az okokat. A kisfiú szívbeteg és nagyon vágyik egy szerető anyára. Hiába kér bocsánatot Alice-től, a nő eleinte nem hisz neki, de aztán egyre jobban megkedveli a kisfiút… |     |                                                                                    |                          |                                                                             |                                      |               |
| 163. | 16. | Farkastörvények (Winners, Losers and Leftovers)                                    | Peter H. Hunt            | Rosanne Welch                                                               | 2001. február 25. 2012. április 19.  | 716           |
| Monica alelnök lesz egy cégnél, ahol Liam menedzserként dolgozik. A hétvégén egy céges versenyt rendeznek, ott dől el, ki lehet az elnök. Liam bajban van, mert akkor lesz Down-kóros kisfiának is a speciális olimpiája. Részt vesz a céges versenyen, ahol egy kollégáját baleset éri, de Liam hátrahagyja őt, hogy ő nyerjen. Monica feladata felnyitni a férfi szemét… |     |                                                                                    |                          |                                                                             |                                      |               |
| 164. | 17. | Angyal vagyok (I Am an Angel)                                                      | Larry Peerce             | R.J. Colleary                                                               | 2001. március 11. 2012. április 20.  | 717           |
| Guy Garfield angyalt játszik egy sorozatban, de a magánéletében közel sem viselkedik úgy. A férfinak óriási rajongótábora van, köztük egy édesanyját elvesztett kisfiú, Mickey. Testvére Ryan kérésére megígéri, hogy meglátogatja a kisfiút. Monica próbálja meggyőzni a férfit, hogy ne hazudjon Mickeynek… |     |                                                                                    |                          |                                                                             |                                      |               |
| 165. | 18. | Jól csak a szíveddel látsz (Visions of thy Father)                                 | Peter H. Hunt            | Mark Goffman                                                                | 2001. március 18. 2012. április 23.  | 718           |
| Nehéz megbízatás előtt állnak az angyalok. Egy látszólag boldog családhoz érkeznek, ahol a szemész apának szörnyű titka van, amit véletlenül megtud a fia. Csalódik az apjában és nem tudja, mitévő legyen. Idegességében baleset éri, amiben elveszíti látását és nem akarja, hogy az apja operálja meg… |     |                                                                                    |                          |                                                                             |                                      |               |
| 166. | 19. | A büntetőpad (The Penalty Box)                                                     | Bethany Rooney           | Brian Bird                                                                  | 2001. április 8. 2012. április 24.   | 719           |
| A gazdag, beképzelt és arrogáns Jeff - akinek mindene megvan - elit középiskolába jár. Egy nap apja bejelenti, hogy tönkrement, a fiú továbbtanulására félretett pénz is elúszott, és mostantól állami iskolába kell járnia. Kedvetlenül áll be az előzőnél jóval gyengébb hokicsapathoz. A két középiskola fontos meccsére egy megfigyelő érkezik. Nem elég a jó játék, Jeff jellemének is fejlődnie kell… |     |                                                                                    |                          |                                                                             |                                      |               |
| 167. | 20. | Az Angyalok Kara (A Fehér Galamb) (Band of Angels)                                 | Stuart Margolin          | Jennifer Wharton                                                            | 2001. április 15. 2012. április 25.  | 720           |
| Az Angyalok Kara: Henry Baldwin, a híres blues-zenész, támogatja Alexet, de a fiú egy nap önvédelemből lelövi őt, amiért súlyos büntetést kap. Monica és az újonc Ronald angyal feladata valóra váltani a fiú álmát és befejezni azt, amit Henry elkezdett ... A Fehér Galamb: Andrew szabadnapos, bár Tess szerint egy angyalnak nincs szabadnapja. Összefut egy angyaltársával, Adammal és beülnek egy kocsmába beszélgetni, ahol egy régi ismerős utolsó leszármazottjával találkoznak, Ben Masonnel. Minden jelen lévő angyalra fontos feladat vár… |     |                                                                                    |                          |                                                                             |                                      |               |
| 168. | 21. | A Fehér Galamb (Az Angyalok Kara) (The Sign of the Dove)                           | Jeff Kanew               | Martha Williamson and Burt Pearl                                            | 2001. április 22. 2012. április 26.  | 721           |
| A Fehér Galamb: Andrew szabadnapos, bár Tess szerint egy angyalnak nincs szabadnapja. Összefut egy angyaltársával, Adammal és beülnek egy kocsmába beszélgetni, ahol egy régi ismerős utolsó leszármazottjával találkoznak, Ben Masonnel. Minden jelen lévő angyalra fontos feladat vár… Az Angyalok Kara: Henry Baldwin, a híres blues-zenész, támogatja Alexet, de a fiú egy nap önvédelemből lelövi őt, amiért súlyos büntetést kap. Monica és az újonc Ronald angyal feladata valóra váltani a fiú álmát és befejezni azt, amit Henry elkezdett ... |     |                                                                                    |                          |                                                                             |                                      |               |
| 169. | 22. | Isten arca (The Face of God)                                                       | Victor Lobl              | Glenn Berenbeim                                                             | 2001. április 29. 2012. április 27.  | 722           |
| Dr. Sarah Conover egy zseniális tudós, nagyszerű dolgokkal segíti az orvostudományt, de most egy emberi magzatot akar klónozni, ráadásul Einstein ikertestvérét. Ha a tudomány meg akarja változtatni a világot, Monica feladata megváltoztatni a tudományt és Sarah elhatározását. Nincs könnyű helyzetben… |     |                                                                                    |                          |                                                                             |                                      |               |
| 170. | 23. | Megkísértés (Netherlands)                                                          | Kevin Dowling            | Történet: Martha Williamson Tévéjáték: Martha Williamson and Luke Schelhaas | 2001. május 6. 2012. május 2.        | 723           |
| Monica a most született angyalt, Glóriát veszi a szárnyai alá, akinek az elméje olyan, mint egy számítógép, gyorsan tanul, de nem tudja hogyan működik az élet a Földön. Ráadásul egy szörnyű tragédiával kezdődik a lány küldetése. Sajnos Monica is bajba kerül, meginog a hite, megjelenik az Ellenség és a kísértés… |     |                                                                                    |                          |                                                                             |                                      |               |
| 171. | 24. | Sekély víz, 1. rész (Shallow Water:, Part 1)                                       | Peter H. Hunt            | Történet: Martha Williamson and Burt Pearl Tévéjáték: Burt Pearl            | 2001. május 13. 2012. május 3.       | 724           |
| Monica visszatér a kedvenc helyére, egy hegyre, ahol megváltozott az élete és meghatározó dolgok történtek vele. Rájön, hogy türelmet és hallgatást kell tanulnia, és látnia kell, hogyan változtatta meg a múlt a jelent. Mindebben Diana és családja példája lesz segítségére. Folytatjuk… |     |                                                                                    |                          |                                                                             |                                      |               |
| 172. | 25. | Sekély víz, 2. rész (Shallow Water:, Part 2)                                       | Peter H. Hunt            | Martha Williamson and Burt Pearl                                            | 2001. május 20. 2012. május 4.       | 725           |
| Itt az ideje, hogy Diana felidézzen mindent a balesettel kapcsolatban. Tess még mindig türelemre inti Monicát, hogy lássa az emberek lelkének legmélyét. Diana szeretné, ha újra egyesülne a maradék család, ebben segítenek neki az angyalok… |     |                                                                                    |                          |                                                                             |                                      |               |

### Nyolcadik évad (2001-2002)
| Sor. | Év. | Cím                                                                  | Rendező                  | Író | Premier                             | Gyártási szám |
| --- | --- | -------------------------------------------------------------------- | ------------------------ | --- | ----------------------------------- | ------------- |
| 173. | 1.  | A legszentebb ereklye (Chutzpah) (Holy of Holies)                    | Bethany Rooney           | Martha Williamson, Burt Pearl and Luke Schelhaas                                                          | 2001. szeptember 29. 2012. május 7. | 801           |
| A legszentebb ereklye: Thomas egy főiskolai régészprofesszor, aki megszállottan kutatja a Frigyládát, már többször végzett ezen célból ásatásokat. Egy nap azonban az egyik hallgatója bevisz hozzá néhány tekercset, amit a nagymamájától örökölt. A tekercsekben utalásokat talál arra vonatkozóan, hova rejthették el a Frigyládát, ezért ismét nekifog a keresésének… Chutzpah: Az új angyal, Gloria, sokat tanul az előítéletek káros hatásáról, amikor Sam és Rachel mellé küldik segítőnek. A konzervatív tóraíró apa, és zsidó származásukból gúnyt űző újságíró lánya sok konfliktus, és végül némi angyali segítség árán tanulja meg, hogy a családi összetartás mindennél többet ér. |     |                                                                      |                          | |                                     |               |
| 174. | 2.  | A hibátlan meccs (Végső visszaszámlálás) (The Perfect Game)          | Frank E. Johnson         | Glenn Berenbeim                                                                                           | 2001. október 6. 2012. május 8.     | 802           |
| A hibátlan meccs: Norm nagyon keményen hajtja a fiát, hogy a baseballcsapatban sikerüljön hibátlan meccset elérnie. A baseball családi hagyomány náluk, a nagypapa sokszor elmesélte a történetet, hogy kiejtette Babe Ruth-t egy mérkőzésen. Norm azonban ezt nem hiszi el, nem tiszteli az apját, ezért Tessék visszaviszik őt és fiát fél évszázaddal korábbra, az ominózus mérkőzésre… Végső visszaszámlálás: Theodore nővér látszólag tökéletes apáca és egy híres gimnázium tanára. De egy szörnyű napon, amikor John, Cory, Bobby – az iskola tanulói – bombákat helyeznek el az épületben, hogy felrobbantsák az általuk gyűlölt intézményt, Theodore-ra vár a feladat, hogy megmentse a többi tanuló életét, saját titkolt múltja felfedése, vagy akár az élete árán is… |     |                                                                      |                          | |                                     |               |
| 175. | 3.  | A szülinapi ajándék (A hibátlan meccs) (The Birthday Present)        | Peter H. Hunt            | R.J. Colleary                                                                                             | 2001. október 13. 2012. május 9.    | 803           |
| A szülinapi ajándék: Sarah és Robby elvesztették az édesanyjukat, és az alkoholista, erőszakos apjukkal élnek, aki folyton lelki terror alatt tartja őket. Ha az apjuk bedühödik, Robby mindig elrejti a kishúgát a ház alatt lévő bunkerbe, hogy megóvja. Egy nap azonban egy súlyos balesetből kifolyólag nem tud visszamenni, hogy kiengedje Sarah-t… A hibátlan meccs: Norm nagyon keményen hajtja a fiát, hogy a baseballcsapatban sikerüljön hibátlan meccset elérnie. A baseball családi hagyomány náluk, a nagypapa sokszor elmesélte a történetet, hogy kiejtette Babe Ruth-t egy mérkőzésen. Norm azonban ezt nem hiszi el, nem tiszteli az apját, ezért Tessék visszaviszik őt és fiát fél évszázaddal korábbra, az ominózus mérkőzésre… |     |                                                                      |                          | |                                     |               |
| 176. | 4.  | Férjvadászat (Manhunt)                                               | Victor Lobl              | Danna Doyle                                                                                               | 2001. október 20. 2012. május 10.   | 804           |
| Gloria a szeretet sokszínűségéről tanul, ezért Tess elviszi őt Betty és Lew társkereső bárjába – tapasztalatszerzésre. Monica egy irodában vállal munkát, csupa társkereső szingli között. Egy közösen átbulizott és vakrandikkal tűzdelt este után rájönnek, hogy mindenkinek rendeltetett valaki, aki őszintén szereti őt – még ha néha nem is úgy alakulnak a dolgok, ahogyan az emberi ész eltervezte… |     |                                                                      |                          | |                                     |               |
| 177. | 5.  | Chutzpah (Chutzpah)                                                  | Frank E. Johnson         | Történet: Daniel H. Forer, Allen Estrin and Joseph Telushkin Tévéjáték: Allen Estrin and Joseph Telushkin | 2001. október 27. 2012. május 11.   | 805           |
| Chutzpah: Az új angyal, Gloria, sokat tanul az előítéletek káros hatásáról, amikor Sam és Rachel mellé küldik segítőnek. A konzervatív tóraíró apa, és zsidó származásukból gúnyt űző újságíró lánya sok konfliktus, és végül némi angyali segítség árán tanulja meg, hogy a családi összetartás mindennél többet ér. A legszentebb ereklye: Thomas egy főiskolai régészprofesszor, aki megszállottan kutatja a Frigyládát, már többször végzett ezen célból ásatásokat. Egy nap azonban az egyik hallgatója bevisz hozzá néhány tekercset, amit a nagymamájától örökölt. A tekercsekben utalásokat talál arra vonatkozóan, hova rejthették el a Frigyládát, ezért ismét nekifog a keresésének… |     |                                                                      |                          | |                                     |               |
| 178. | 6.  | Az utolsó szavak (A szülinapi ajándék) (Famous Last Words)           | Peter H. Hunt            | Brian Bird                                                                                                | 2001. november 3. 2012. május 14.   | 806           |
| Az utolsó szavak: Daniel a siralomházban vár a kivégzésére, miután évekkel korábban megölte az erőszakoskodó mostohaapját. A tette miatt hátat fordított neki az anyja, és egyszer sem látogatta meg a börtönben. A kivégzés közeledtével megkörnyékezik az angyalok Danielt és az anyját, mert azt szeretnék, hogy félretegyék a régi konfliktusokat és megbocsássanak egymásnak… A szülinapi ajándék: Sarah és Robby elvesztették az édesanyjukat, és az alkoholista, erőszakos apjukkal élnek, aki folyton lelki terror alatt tartja őket. Ha az apjuk bedühödik, Robby mindig elrejti a kishúgát a ház alatt lévő bunkerbe, hogy megóvja. Egy nap azonban egy súlyos balesetből kifolyólag nem tud visszamenni, hogy kiengedje Sarah-t… |     |                                                                      |                          | |                                     |               |
| 179. | 7.  | Sikerre ítélve (Sunny) (Most Likely to Succeed)                      | Stuart Margolin          | Burt Pearl                                                                                                | 2001. november 10. 2012. május 15.  | 807           |
| Sikerre ítélve: Dennis okos, érzékeny lelkű férfi – és sikeres informatikai cégének köszönhetően a világ egyik leggazdagabb embere. Mégis boldogtalan, mert gimnáziumi szerelme örökké elérhetetlen ideál maradt számára. Újdonsült titkárnője, Gloria segítségével pazar érettségi találkozót szervez, hogy Melissát elhódítsa a férjétől, de a nagy estén szomorú meglepetés várja: a nő, akivel elkövetkező éveit tervezte, élete utolsó napjait éli… Sunny: Allison és a fia, Mike kettecskén éldegélnek, mivel az apa, Simon régen elhagyta a családot. Allison elhitette a fiával, hogy az apja önzősége szakította szét a családot. Mike azonban egy nap összefut a városban egy bomlott elméjű hajléktalannal, akiben felfedezni véli az apját. Kiderül, hogy nem egészen úgy szakadt meg köztük a kapcsolat, ahogy azt az anyja mesélte…                                                                                  |     |                                                                      |                          | |                                     |               |
| 180. | 8.  | A Menny kapuja (Az utolsó szavak) (Heaven's Portal)                  | Bethany Rooney           | Glenn Berenbeim                                                                                           | 2001. november 24. 2012. május 16.  | 808           |
| A Menny kapuja: Gloria tinédzserkori lázadó korszakát éli és sokszor megkeseríti Tess életét. Éppen ezért kapja feladatul a kamasz Nicket, aki szülei válása, és saját kétségei elől a partidrogok világába menekül, boldogságért. Egy közösen átbulizott este után keserű a kijózanodás, de végül ráébrednek, hogy az égi és a földi szülői szeretet végül minden tévelygőt visszafogad… Az utolsó szavak: Daniel a siralomházban vár a kivégzésére, miután évekkel korábban megölte az erőszakoskodó mostohaapját. A tette miatt hátat fordított neki az anyja, és egyszer sem látogatta meg a börtönben. A kivégzés közeledtével megkörnyékezik az angyalok Danielt és az anyját, mert azt szeretnék, hogy félretegyék a régi konfliktusokat és megbocsássanak egymásnak… |     |                                                                      |                          | |                                     |               |
| 181. | 9.  | Sunny (Sikerre ítélve) (When Sunny Gets Blue)                        | Frank E. Johnson         | Jason Jersey                                                                                              | 2001. december 1. 2012. május 17.   | 809           |
| Sunny: Allison és a fia, Mike kettecskén éldegélnek, mivel az apa, Simon régen elhagyta a családot. Allison elhitette a fiával, hogy az apja önzősége szakította szét a családot. Mike azonban egy nap összefut a városban egy bomlott elméjű hajléktalannal, akiben felfedezni véli az apját. Kiderül, hogy nem egészen úgy szakadt meg köztük a kapcsolat, ahogy azt az anyja mesélte… Sikerre ítélve: Dennis okos, érzékeny lelkű férfi – és sikeres informatikai cégének köszönhetően a világ egyik leggazdagabb embere. Mégis boldogtalan, mert gimnáziumi szerelme örökké elérhetetlen ideál maradt számára. Újdonsült titkárnője, Gloria segítségével pazar érettségi találkozót szervez, hogy Melissát elhódítsa a férjétől, de a nagy estén szomorú meglepetés várja: a nő, akivel elkövetkező éveit tervezte, élete utolsó napjait éli…                                                                                  |     |                                                                      |                          | |                                     |               |
| 182. | 10. | A láthatatlan segítők (A Menny kapuja) (Angels Anonymous)            | Larry Peerce             | R.J. Colleary                                                                                             | 2001. december 15. 2012. május 18.  | 810           |
| A láthatatlan segítők: Bubba egy kisstílű csaló, aki azt tervezgeti, hogy felgyújtja az ócska éttermét, hogy bezsebelhesse a biztosítási pénzt. Ekkor azonban percenként érkeznek az újabb vendégek, akikről kiderül, hogy csodák csodájára mind középiskolai osztálytársak voltak. Természetesen ez az angyalok műve, akik ezúttal önmaguk leleplezése nélkül terelgették a célszemélyeket, hogy itt átbeszélhessék a régi sérelmeket… A Menny kapuja: Gloria tinédzserkori lázadó korszakát éli és sokszor megkeseríti Tess életét. Éppen ezért kapja feladatul a kamasz Nicket, aki szülei válása, és saját kétségei elől a partidrogok világába menekül, boldogságért. Egy közösen átbulizott este után keserű a kijózanodás, de végül ráébrednek, hogy az égi és a földi szülői szeretet végül minden tévelygőt visszafogad…                                                                                                  |     |                                                                      |                          | |                                     |               |
| 183. | 11. | Karácsonyi ének (A láthatatlan segítők) (A Winter Carol)             | Victor Lobl              | Martha Williamson and Burt Pearl                                                                          | 2001. december 16. 2012. május 21.  | 811           |
| Karácsonyi ének: Victoria egy New York közelében levő kisváros polgármestere. A szeptember 11-i terrortámadás után rendkívüli önfegyelemmel próbál úrrá lenni szorongásán és továbblépni. De kisfia – aki legkedvesebb tanárát vesztette el azon a napon - és egy angyali segítséggel megszervezett karácsonyi ünnepség megtanítja rá, hogy felvállalja és kimondja érzéseit, mert ez neki, és a többi elkeseredett honfitársának is segít, hogy visszanyerjék a jövőbe vetett hitüket… A láthatatlan segítők: Bubba egy kisstílű csaló, aki azt tervezgeti, hogy felgyújtja az ócska éttermét, hogy bezsebelhesse a biztosítási pénzt. Ekkor azonban percenként érkeznek az újabb vendégek, akikről kiderül, hogy csodák csodájára mind középiskolai osztálytársak voltak. Természetesen ez az angyalok műve, akik ezúttal önmaguk leleplezése nélkül terelgették a célszemélyeket, hogy itt átbeszélhessék a régi sérelmeket…    |     |                                                                      |                          | |                                     |               |
| 184. | 12. | Az utolsó fejezet (The Last Chapter)                                 | Ricardo Mendez Matta     | Martha Williamson                                                                                         | 2002. január 12. 2012. május 22.    | 812           |
| Elizabeth híres írónő, akit fiatalabb korában egyszer már kisegítettek a bajból az angyalok. De ő nem örül neki, hogy most ismét visszatérnek az életébe. Ám hamarosan kiderül, hogy agydaganata van, ezért Monica segítségével végül mégis rászánja magát, hogy számvetést készítsen életéről: önéletrajzi könyvet ír, amelynek utolsó fejezetében felvállalja hitét, és az őt megmentő angyali segítséget… |     |                                                                      |                          | |                                     |               |
| 185. | 13. | Palackba zárt hajó (Karácsonyi ének) (Ship-in-a-Bottle)              | Armand Mastroianni       | Rita Russell                                                                                              | 2002. január 26. 2012. május 23.    | 813           |
| Palackba zárt hajó: Tevis elköltözik a két kislányával, Ashley-vel és Jasmine-nel, miután meghalt a felesége. A gyerekek nehezen szokják az új környezetet, a hűvös időjárást. Ashley meg is betegszik, bekerül a kórházba, ahol azonban nem veszik komolyan az ügyet, hiába győzködi Tevis az orvost, hogy a lányának az anyjától örökölt betegsége van. A kislány állapota a hazaküldést követően egyre romlik… Karácsonyi ének: Victoria egy New York közelében levő kisváros polgármestere. A szeptember 11-i terrortámadás után rendkívüli önfegyelemmel próbál úrrá lenni szorongásán és továbblépni. De kisfia – aki legkedvesebb tanárát vesztette el azon a napon - és egy angyali segítséggel megszervezett karácsonyi ünnepség megtanítja rá, hogy felvállalja és kimondja érzéseit, mert ez neki, és a többi elkeseredett honfitársának is segít, hogy visszanyerjék a jövőbe vetett hitüket…                          |     |                                                                      |                          | |                                     |               |
| 186. | 14. | A Kék Angyal (Palackba zárt hajó) (The Blue Angel)                   | Larry Peerce             | Glenn Berenbeim                                                                                           | 2002. február 2. 2012. május 24.    | 814           |
| A Kék Angyal: Max egy kiöregedett tévés, aki egy helyi csatorna vezetője. A televízió születésének idején, segédként kezdte karrierjét, és tele volt álmokkal, tervekkel. De az évek során nemcsak lelkesedését és igényességét veszítette el, hanem igaz barátait is megtagadta. Végül, amikor már csak egy éjszakai vetkőző-show menthetné meg a csatorna helyzetét, a főszerepet vállaló Gloria ráébreszti, hogy elveinek vállalása, és egy őszinte jó barát mindennél többet ér… Palackba zárt hajó: Tevis elköltözik a két kislányával, Ashley-vel és Jasmine-nel, miután meghalt a felesége. A gyerekek nehezen szokják az új környezetet, a hűvös időjárást. Ashley meg is betegszik, bekerül a kórházba, ahol azonban nem veszik komolyan az ügyet, hiába győzködi Tevis az orvost, hogy a lányának az anyjától örökölt betegsége van. A kislány állapota a hazaküldést követően egyre romlik…                             |     |                                                                      |                          | |                                     |               |
| 187. | 15. | Titkok és hazugságok (Hello, Apa) (Secrets and Lies)                 | Armand Mastroianni       | Brian Bird                                                                                                | 2002. március 2. 2012. május 25.    | 815           |
| Titkok és hazugságok: Erica egy látszólag boldog, szerető családban él, amikor leukémiát diagnosztizálnak nála. Csontvelődonációra van szüksége az életben maradáshoz, de minden igyekezet ellenére sem sikerül donort találni. Amikor Erica apja megtudja, hogy egy testvér vagy féltestvér nagy valószínűséggel donor lehetne, felfed egy titkot, amely az egész családot alapjaiban rendíti meg… Hello, Apa: Danni, a 10 éves kislány az anyukájával, Nicole-lal él. Egyre jobban szeretné megismerni az apját, de Nicole mindig elodázza a dolgot. Egy nap azonban Danni felkerekedik, hogy az anyjától szerzett információmorzsák alapján felkutassa az apját. Több lehetséges apajelölttel is találkozik… |     |                                                                      |                          | |                                     |               |
| 188. | 16. | A herceg nélküli hercegnő (A Kék Angyal) (The Princeless Bride)      | Kevin Dowling            | Luke Schelhaas                                                                                            | 2002. március 9. 2012. május 29.    | 816           |
| A herceg nélküli hercegnő: Liz nagy elánnal készül az esküvőjére, amelyet már egészen kislány kora óta tervezgetett. A legapróbb részletekig megkomponált szertartással kapcsolatban azonban egyre több váratlan nehézség jelentkezik. Jonas, a vőlegény dacból csak egy későbbi repülővel akar a városba utazni, azonban olyan hóvihar kerekedik, amely miatt törölnek minden repülőjáratot… A Kék Angyal: Max egy kiöregedett tévés, aki egy helyi csatorna vezetője. A televízió születésének idején, segédként kezdte karrierjét, és tele volt álmokkal, tervekkel. De az évek során nemcsak lelkesedését és igényességét veszítette el, hanem igaz barátait is megtagadta. Végül, amikor már csak egy éjszakai vetkőző-show menthetné meg a csatorna helyzetét, a főszerepet vállaló Gloria ráébreszti, hogy elveinek vállalása, és egy őszinte jó barát mindennél többet ér…                                                 |     |                                                                      |                          | |                                     |               |
| 189. | 17. | Hello, Apa (Titkok és hazugságok) (Hello, I Love You)                | Frank E. Johnson         | R.J. Colleary                                                                                             | 2002. április 6. 2012. május 30.    | 817           |
| Hello, Apa: Danni, a 10 éves kislány az anyukájával, Nicole-lal él. Egyre jobban szeretné megismerni az apját, de Nicole mindig elodázza a dolgot. Egy nap azonban Danni felkerekedik, hogy az anyjától szerzett információmorzsák alapján felkutassa az apját. Több lehetséges apajelölttel is találkozik… Titkok és hazugságok: Erica egy látszólag boldog, szerető családban él, amikor leukémiát diagnosztizálnak nála. Csontvelődonációra van szüksége az életben maradáshoz, de minden igyekezet ellenére sem sikerül donort találni. Amikor Erica apja megtudja, hogy egy testvér vagy féltestvér nagy valószínűséggel donor lehetne, felfed egy titkot, amely az egész családot alapjaiban rendíti meg… |     |                                                                      |                          | |                                     |               |
| 190. | 18. | Végső visszaszámlálás (A herceg nélküli hercegnő) (Minute by Minute) | Robert J. Visciglia, Jr. | Rosanne Welch                                                                                             | 2002. április 13. 2012. május 31.   | 818           |
| Végső visszaszámlálás: Theodore nővér látszólag tökéletes apáca és egy híres gimnázium tanára. De egy szörnyű napon, amikor John, Cory, Bobby – az iskola tanulói – bombákat helyeznek el az épületben, hogy felrobbantsák az általuk gyűlölt intézményt, Theodore-ra vár a feladat, hogy megmentse a többi tanuló életét, saját titkolt múltja felfedése, vagy akár az élete árán is… A herceg nélküli hercegnő: Liz nagy elánnal készül az esküvőjére, amelyet már egészen kislány kora óta tervezgetett. A legapróbb részletekig megkomponált szertartással kapcsolatban azonban egyre több váratlan nehézség jelentkezik. Jonas, a vőlegény dacból csak egy későbbi repülővel akar a városba utazni, azonban olyan hóvihar kerekedik, amely miatt törölnek minden repülőjáratot… |     |                                                                      |                          | |                                     |               |
| 191. | 19. | A Vatikán harangjai (The Bells of St. Peters)                        | Robert J. Visciglia, Jr. | Glenn Berenbeim                                                                                           | 2002. május 4. 2012. június 1.      | 819           |
| Maggie orvosként dolgozik egy kórházban, szó szerint csak a munkájának él. Észre sem veszi, ahogy megromlik a kapcsolata a férjével, ahogy azt sem, hogy az anyjának, Rose-nak, aki a titkárnőjeként dolgozik a kórházban, rohamosan romlik az állapota. Rose-nak minden vágya, hogy eljusson Rómába, hogy hallhassa a Szent Péter bazilika harangjait, de Maggie-nek most valahogy rá kell beszélnie a kemoterápiára… |     |                                                                      |                          | |                                     |               |
| 192. | 20. | Az elérhetetlen álom (The Impossible Dream)                          | Peter H. Hunt            | Brian Bird                                                                                                | 2002. május 4. 2012. június 4.      | 820           |
| Reggie rendkívüli énektehetséggel született, de szüleinek korai elvesztése miatt végül kettétört ígéretesen induló zenei karrierje. Gondnokként dolgozik egy iskolában, és biztos benne, hogy a színpad örökre elérhetetlen álom marad számára, amikor nagynénje nyugdíjba vonulása alkalmából hirtelen újra lehetőséget kap a szereplésre. De a világot jelentő deszkákig vezető úton meg kell tanulnia, hogy megbocsátás, önbizalom és főként családi összetartás nélkül a siker sem boldogít… |     |                                                                      |                          | |                                     |               |
| 193. | 21. | A legdrágább kincs (Örök fiatalság) (For All the Tea in China)       | Stuart Margolin          | Martha Williamson and Luke Schelhaas                                                                      | 2002. május 5. 2012. június 5.      | 821           |
| A legdrágább kincs: Penelope, maga a tökéletes angol Lady. Egy nagy teavállalatot igazgat unokájával, James-szel együtt, és roppant büszke angol arisztokrata családfájára. De egy napon, amikor James és felesége Sarah elhatározzák, hogy egy kínai kislányt fogadnak örökbe, Penelope felfedni kényszerül titkos múltját, és kiderül, hogy valójában több köze van Kínához, mint a híres Berrington-családfához… Örök fiatalság: Don motivációs témájú szakmai előadásokat tart, de a hallgatók egyre inkább kifogásolják, hogy a lányával példálózik, akit néhány éve megöltek. Az akkori tragédia az egész családot megrendítette, mindenki másképp gyászol: Don az előadásokon a történetekkel, a neje azzal, hogy a játszótéren fantáziál a halott lányukról, a fia pedig erőszakoskodik az osztálytársaival. Az angyalok nehéz feladatot kapnak: meg kell erősíteniük a családot, hogy tovább tudjanak lépni az életükben… |     |                                                                      |                          | |                                     |               |
| 194. | 22. | Örök fiatalság (A legdrágább kincs) (Forever Young)                  | Victor Lobl              | R.J. Colleary                                                                                             | 2002. május 11. 2012. június 6.     | 822           |
| Örök fiatalság: Don motivációs témájú szakmai előadásokat tart, de a hallgatók egyre inkább kifogásolják, hogy a lányával példálózik, akit néhány éve megöltek. Az akkori tragédia az egész családot megrendítette, mindenki másképp gyászol: Don az előadásokon a történetekkel, a neje azzal, hogy a játszótéren fantáziál a halott lányukról, a fia pedig erőszakoskodik az osztálytársaival. Az angyalok nehéz feladatot kapnak: meg kell erősíteniük a családot, hogy tovább tudjanak lépni az életükben… A legdrágább kincs: Penelope, maga a tökéletes angol Lady. Egy nagy teavállalatot igazgat unokájával, James-szel együtt, és roppant büszke angol arisztokrata családfájára. De egy napon, amikor James és felesége Sarah elhatározzák, hogy egy kínai kislányt fogadnak örökbe, Penelope felfedni kényszerül titkos múltját, és kiderül, hogy valójában több köze van Kínához, mint a híres Berrington-családfához… |     |                                                                      |                          | |                                     |               |

### Kilencedik évad (2002-2003)
| Sor. | Év. | Cím                                                                                  | Rendező              | Író                                                                                         | Premier                              | Gyártási szám |
| --- | --- | ------------------------------------------------------------------------------------ | -------------------- | ------------------------------------------------------------------------------------------- | ------------------------------------ | ------------- |
| 195. | 1.  | Családba nem üt a ménkű (A Rock and a Hard Place)                                    | Kevin Dowling        | Martha Williamson and Burt Pearl                                                            | 2002. szeptember 28. 2012. június 7. | 901           |
| Joe hétvégi kempingezésre megy a fiával, a drogelvonóról nemrég szabadult Rickyvel. A véletlen azonban úgy hozza, hogy Tessék fogadójában szállnak meg. A világtól elzárva egy zsebtévé segítségével megtudják, hogy egy hatalmas aszteroida tart a Föld felé, és az egész nyugati partot letarolhatja. Az utolsó órákban újra kell értékelniük az életüket… |     |                                                                                      |                      |                                                                                             |                                      |               |
| 196. | 2.  | A hatvanadik perc (Kezdetben volt az Ige) (The Sixteenth Minute)                     | Jim Charleston       | John Wierick                                                                                | 2002. október 5. 2012. június 8.     | 902           |
| A hatvanadik perc: Ed hivatalnok, aki évtizedek óta a nagy lehetőségre vár, hogy kiemelkedhessen a szürke tömegből. Eljön ez a nap: amikor egy régi bányából élete kockáztatásával kiment egy lányt, egy csapásra nemzeti hős lesz. De a hirtelen jött siker elvakítja, és amikor elmúlik a szenzáció, rá kell jönnie, hogy mindenkit elüldözött az önteltségével… Kezdetben volt az Ige: Rolando a súlyos kényszerbeteg kislányával, Charlee-val él, miután az anya elhagyta a családjukat. Monica lesz a tanár Charlee speciális osztályában, és kiad egy feladatot a gyerekeknek, amit Charlee nem hajlandó elkészíteni. Monica megpróbál önbizalmat önteni a lányba, és annak írástudatlan apját is bevonni a tanulásba… |     |                                                                                      |                      |                                                                                             |                                      |               |
| 197. | 3.  | Egy angyal két arca (Two Sides to Every Angel)                                       | Larry Peerce         | Történet: Roma Downey, Brian Bird and R.J. Colleary Tévéjáték: Brian Bird and R.J. Colleary | 2002. október 12. 2012. június 11.   | 903           |
| Gloria szenved amiatt, hogy Tess még éretlennek és tapasztalatlannak tartja, ezért nem bízik meg benne teljesen. Ám hamarosan módja nyílik a tapasztalatszerzésre, amikor pihenni indul Monicával, de angyaltársa helyett végül egy démonnal folytatja útját. Monique, a démon sokáig megtéveszti, és majdnem rossz útra viszi őt, de végül Gloria megtanulja, hogyan figyeljen az isteni hangra, amely nemcsak aktuális feladata elvégzésében, hanem a vágyott érettség megszerzésében is segíti őt… |     |                                                                                      |                      |                                                                                             |                                      |               |
| 198. | 4.  | Kezdetben volt az Ige (A hatvanadik perc) (The Word)                                 | Stuart Margolin      | Ken LaZebnik                                                                                | 2002. október 19. 2012. június 12.   | 904           |
| Kezdetben volt az Ige: Rolando a súlyos kényszerbeteg kislányával, Charlee-val él, miután az anya elhagyta a családjukat. Monica lesz a tanár Charlee speciális osztályában, és kiad egy feladatot a gyerekeknek, amit Charlee nem hajlandó elkészíteni. Monica megpróbál önbizalmat önteni a lányba, és annak írástudatlan apját is bevonni a tanulásba… A hatvanadik perc: Ed hivatalnok, aki évtizedek óta a nagy lehetőségre vár, hogy kiemelkedhessen a szürke tömegből. Eljön ez a nap: amikor egy régi bányából élete kockáztatásával kiment egy lányt, egy csapásra nemzeti hős lesz. De a hirtelen jött siker elvakítja, és amikor elmúlik a szenzáció, rá kell jönnie, hogy mindenkit elüldözött az önteltségével… |     |                                                                                      |                      |                                                                                             |                                      |               |
| 199. | 5.  | Egy pihe Isten leheletében (Emlékezz rám!, 1. rész) (A Feather on the Breath of God) | Victor Lobl          | Glenn Berenbeim                                                                             | 2002. október 26. 2012. június 13.   | 905           |
| Egy pihe Isten leheletében: Sidney egy pénzéhes temetkezési vállalkozó és lélekben megtört ember. De egy nap különös ügyfele jön: az agydaganatos Lorena saját temetését szeretné megszervezni, de mivel fizetni nem tud, felajánlja, hogy takarít érte cserébe. Ám hamarosan kiderül, hogy nemcsak ezért jött ide: Lorena Sidney örökbe adott lánya, aki most, a halál küszöbén saját gyermeke jövőjéről is gondoskodni szeretne… Emlékezz rám!, 1. rész: Tess Alzheimer-kóros lesz. Angyaltársai nem értik, és nem is tudják feldolgozni, ami történt. Monica kétségbeesik, mivel egy komoly küldetést kellett volna teljesíteniük: visszavezetni családjához Davidet, a siker és pénz bűvöletében élő üzletembert. De miután átélte a legmélyebb bánatot és kétségbeesést, Monica rájön, hogy David is bánatában menekül a munkába: ő sem tud beletörődni, hogy szeretett édesanyja Alzheimer-kóros. Folytatjuk…                                       |     |                                                                                      |                      |                                                                                             |                                      |               |
| 200. | 6.  | Ugorj! (Emlékezz rám!, 2. rész) (Jump!)                                              | John Dye             | Brian Bird                                                                                  | 2002. november 2. 2012. június 14.   | 906           |
| Ugorj!: Buzz egy rádiócsatornánál dolgozik, ahol gyakran borzolja az emberek kedélyeit a szókimondó stílusával. Egy fiatal hallgatójának, Scottnak öngyilkos lett a legjobb barátja, ezért azt tervezi, hogy leugrik egy hotel 14. emeletéről. Buzznak sikerül adásba kapcsolni a hotel párkányán álló fiút, és új meglátásba helyezni a dolgokat, persze némi angyali segítséggel… Emlékezz rám!, 2. rész: Tess állapota egyre romlik. Végül Gábriel rávezeti Monicát, hogy a megoldást egy kisvárosban keresse, ahol egy régi pártfogoltja sorsát kell ismét rendeznie. Kevin 7 évvel ezelőtt befogadott egy utcán talált csecsemőt, de amikor végre hivatalosan is örökbe fogadhatná, Nathanért jelentkezik édesanyja. Kevin nem akar lemondani fiáról, de végül Monicával együtt tanulják meg, hogy ha fel merik adni saját akaratukat és rábízzák magukat az égi vezetésre, még annál is jobb történhet, mint amit valaha remélni mertek…            |     |                                                                                      |                      |                                                                                             |                                      |               |
| 201. | 7.  | Légy hű magadhoz (Egy pihe Isten leheletében) (Bring On the Rain)                    | Armand Mastroianni   | R.J. Colleary and Burt Pearl                                                                | 2002. november 9. 2012. június 15.   | 907           |
| Légy hű magadhoz: Natalie végzős diák, aki gazdag fiújával és a barátaival a legjobb egyetemekről ábrándozik. Azért, hogy beilleszkedjen a társaságba, a lány azt hazudja, hogy az ő családja is gazdag, és az anyja Párizsban van üzleti úton. Ezzel szemben az anyja, Annie pincérnő egy bárban, és palota helyett csak egy kis viskójuk van. Natalie egyre nehezebben tartja fenn az álcát… Egy pihe Isten leheletében: Sidney egy pénzéhes temetkezési vállalkozó és lélekben megtört ember. De egy nap különös ügyfele jön: az agydaganatos Lorena saját temetését szeretné megszervezni, de mivel fizetni nem tud, felajánlja, hogy takarít érte cserébe. Ám hamarosan kiderül, hogy nemcsak ezért jött ide: Lorena Sidney örökbe adott lánya, aki most, a halál küszöbén saját gyermeke jövőjéről is gondoskodni szeretne… |     |                                                                                      |                      |                                                                                             |                                      |               |
| 202. | 8.  | Emlékezz rám!, 1. rész (Ugorj!) (Remembering Me:, Part 1)                            | Bethany Rooney       | Burt Pearl                                                                                  | 2002. november 16. 2012. június 18.  | 908           |
| Emlékezz rám!, 1. rész: Tess Alzheimer-kóros lesz. Angyaltársai nem értik, és nem is tudják feldolgozni, ami történt. Monica kétségbeesik, mivel egy komoly küldetést kellett volna teljesíteniük: visszavezetni családjához Davidet, a siker és pénz bűvöletében élő üzletembert. De miután átélte a legmélyebb bánatot és kétségbeesést, Monica rájön, hogy David is bánatában menekül a munkába: ő sem tud beletörődni, hogy szeretett édesanyja Alzheimer-kóros. Folytatjuk… Ugorj!: Buzz egy rádiócsatornánál dolgozik, ahol gyakran borzolja az emberek kedélyeit a szókimondó stílusával. Egy fiatal hallgatójának, Scottnak öngyilkos lett a legjobb barátja, ezért azt tervezi, hogy leugrik egy hotel 14. emeletéről. Buzznak sikerül adásba kapcsolni a hotel párkányán álló fiút, és új meglátásba helyezni a dolgokat, persze némi angyali segítséggel…                                                                                      |     |                                                                                      |                      |                                                                                             |                                      |               |
| 203. | 9.  | Emlékezz rám!, 2. rész (Légy hű magadhoz) (Remembering Me:, Part 2)                  | Armand Mastroianni   | Luke Schelhaas                                                                              | 2002. november 23. 2012. június 19.  | 909           |
| Emlékezz rám!, 2. rész: Tess állapota egyre romlik. Végül Gábriel rávezeti Monicát, hogy a megoldást egy kisvárosban keresse, ahol egy régi pártfogoltja sorsát kell ismét rendeznie. Kevin 7 évvel ezelőtt befogadott egy utcán talált csecsemőt, de amikor végre hivatalosan is örökbe fogadhatná, Nathanért jelentkezik édesanyja. Kevin nem akar lemondani fiáról, de végül Monicával együtt tanulják meg, hogy ha fel merik adni saját akaratukat és rábízzák magukat az égi vezetésre, még annál is jobb történhet, mint amit valaha remélni mertek… Légy hű magadhoz: Natalie végzős diák, aki gazdag fiújával és a barátaival a legjobb egyetemekről ábrándozik. Azért, hogy beilleszkedjen a társaságba, a lány azt hazudja, hogy az ő családja is gazdag, és az anyja Párizsban van üzleti úton. Ezzel szemben az anyja, Annie pincérnő egy bárban, és palota helyett csak egy kis viskójuk van. Natalie egyre nehezebben tartja fenn az álcát… |     |                                                                                      |                      |                                                                                             |                                      |               |
| 204. | 10. | Az elveszett óra (The Christmas Watch)                                               | Peter H. Hunt        | Ken LaZebnik                                                                                | 2002. december 21. 2012. június 20.  | 910           |
| Mr. Piltdown egy 200 éve működő órásüzlet vezetője. Éppen a karácsonyi partira készülnek, amikor megtudja, hogy csődben van a cég, túl sok a tartozásuk. A dolgozók, akiknek szinte ez az üzlet volt az életük, kétségbeesnek. Az angyalok megpróbálnak reményt önteni beléjük, és még egy utolsó, nemes feladatot is adnak nekik egy megrongálódott óra képében… |     |                                                                                      |                      |                                                                                             |                                      |               |
| 205. | 11. | A magánnyomozó (Private Eyes)                                                        | Julia Rask           | R.J. Colleary and Ken LaZebnik                                                              | 2003. január 11. 2012. június 21.    | 911           |
| Maury egy lecsúszott magánnyomozó, aki kisstílű csalásokból tartja fenn magát, és támogatja az erőszakos apjától elszökött Delphinát, aki modellpályára készül. Egy nap azonban Monicától kap egy megbízást, amely során fel kell kutatnia egy bizonyos Jim Grantet, akiről kiderül, hogy valójában Delphina apja, és egyáltalán nem olyan erőszakos, mint ahogy azt a lány beállította… |     |                                                                                      |                      |                                                                                             |                                      |               |
| 206. | 12. | A Gonosz érintése (A fülemüle éneke) (The Root of All Evil)                          | Michael Schultz      | R.J. Colleary                                                                               | 2003. január 25. 2012. június 22.    | 912           |
| A Gonosz érintése: Madden atya egy templomi gyónás közben megtud egy nyomasztó dolgot: az egyik hívő előre bevallja neki, hogy bűncselekményt fog elkövetni. A lelkész nem tudja, mi lenne a helyes lépés a részéről, hiszen köti a papi titoktartás. Andrew, az ügy komolyságára való tekintettel kap egy társat, Adam személyében. Gloriát először vetik be Monica helyett, Madden atya bizalmába kell férkőznie… A fülemüle éneke: Valentin-napi vacsorára gyűlnek össze néhányan egy elegáns étteremben. Gloriának az emberi szeretet titokzatosságáról kell megtanulnia egyet s mást, Andrew pedig nem tudja, hogy vajon megmondhatja-e az idős párnak, hogy valamelyikük nem éri meg a következő évfordulójukat. Az angyalok a párkapcsolati problémák megoldásához mutatnak utat az idős házaspár segítségével… |     |                                                                                      |                      |                                                                                             |                                      |               |
| 207. | 13. | Mindennek rendelt ideje van (Egy dal apámnak) (A Time for Every Purpose)             | John Behring         | Történet: E.F. Wallengren and John Wierick Tévéjáték: John Wierick                          | 2003. február 1. 2012. június 25.    | 913           |
| Mindennek rendelt ideje van: Gloria feladata Pepper, aki 12 éve rója az utakat, mert elmenekült családjától amikor kiderült, hogy bátyja azt a lányt veszi feleségül, akibe ő is szerelmes. Gloria most mégis arra kéri Peppert, hogy térjen haza, mert a bátyjának segítségre van szüksége: kiderült róla, hogy gyógyíthatatlan betegségben szenved, és ráadásul a feleségét is nemrég veszítette el egy balesetben… Egy dal apámnak: A 17 éves Sarah egy amatőr rockzenekarban játszik, amit énektanár apja nem néz jó szemmel, pláne, hogy a lány a továbbtanulásnál is fontosabbnak tartja a zenélést. Mikor kiderül, hogy Sarah végleg elveszítheti a hangját, az angyalokra hárul a feladat, hogy összetartsák a családot… |     |                                                                                      |                      |                                                                                             |                                      |               |
| 208. | 14. | A fülemüle éneke (A Gonosz érintése) (And a Nightingale Sang)                        | Peter H. Hunt        | Történet: Jennifer Wharton Tévéjáték: Burt Pearl and Ken LaZebnik                           | 2003. február 8. 2012. június 26.    | 914           |
| A fülemüle éneke: Valentin-napi vacsorára gyűlnek össze néhányan egy elegáns étteremben. Gloriának az emberi szeretet titokzatosságáról kell megtanulnia egyet s mást, Andrew pedig nem tudja, hogy vajon megmondhatja-e az idős párnak, hogy valamelyikük nem éri meg a következő évfordulójukat. Az angyalok a párkapcsolati problémák megoldásához mutatnak utat az idős házaspár segítségével… A Gonosz érintése: Madden atya egy templomi gyónás közben megtud egy nyomasztó dolgot: az egyik hívő előre bevallja neki, hogy bűncselekményt fog elkövetni. A lelkész nem tudja, mi lenne a helyes lépés a részéről, hiszen köti a papi titoktartás. Andrew, az ügy komolyságára való tekintettel kap egy társat, Adam személyében. Gloriát először vetik be Monica helyett, Madden atya bizalmába kell férkőznie… |     |                                                                                      |                      |                                                                                             |                                      |               |
| 209. | 15. | Amint a Mennyben, úgy a Földön is (As It Is in Heaven)                               | Victor Lobl          | Martha Williamson and Luke Schelhaas                                                        | 2003. február 15. 2012. június 27.   | 915           |
| Jesse, a 17 éves fiú Chicago egy nagyon veszélyes városrészében él a nevelőanyjával, és szabadidejében korrepetálja a rászoruló gyerekeket. Monica a nevelőanyát, Kellyt kapja célszemélynek. Jesse egyik mentoráltjának az apját, Lionelt kiengedik a börtönből, aki rossz hatást gyakorol a fiára, ezért Jesse nem tehet mást, mint hogy szembeszáll a veszélyes alakkal… |     |                                                                                      |                      |                                                                                             |                                      |               |
| 210. | 16. | Egy dal apámnak (Mindennek rendelt ideje van) (Song for My Father)                   | Ricardo Mendez Matta | Brian Bird                                                                                  | 2003. február 22. 2012. június 28.   | 916           |
| Egy dal apámnak: A 17 éves Sarah egy amatőr rockzenekarban játszik, amit énektanár apja nem néz jó szemmel, pláne, hogy a lány a továbbtanulásnál is fontosabbnak tartja a zenélést. Mikor kiderül, hogy Sarah végleg elveszítheti a hangját, az angyalokra hárul a feladat, hogy összetartsák a családot… Mindennek rendelt ideje van: Gloria feladata Pepper, aki 12 éve rója az utakat, mert elmenekült családjától amikor kiderült, hogy bátyja azt a lányt veszi feleségül, akibe ő is szerelmes. Gloria most mégis arra kéri Peppert, hogy térjen haza, mert a bátyjának segítségre van szüksége: kiderült róla, hogy gyógyíthatatlan betegségben szenved, és ráadásul a feleségét is nemrég veszítette el egy balesetben… |     |                                                                                      |                      |                                                                                             |                                      |               |
| 211. | 17. | A csodás bolygó (The Good Earth)                                                     | Ben Lewin            | Luke Schelhaas                                                                              | 2003. március 1. 2012. június 29.    | 917           |
| Emmett Rivers egy idős, magának való feltaláló, aki élete találmányán dolgozik: a víz atomjaira bontásából próbál energiát kinyerni. Felfigyel a találmányra egy nagy energetikai társaság, és mindenképpen meg akarják szerezni ezt a technikát. Gloria jár el a vállalat nevében, de fogalma sincs arról, hogy az igazgatónak nem világjobbító szándékai vannak… |     |                                                                                      |                      |                                                                                             |                                      |               |
| 212. | 18. | Virtuális valóság (Virtual Reality)                                                  | Larry Peerce         | Történet: Daniel H. Forer Tévéjáték: Burt Pearl and Daniel H. Forer                         | 2003. március 15. 2012. július 2.    | 918           |
| Victor egy chicagói tinédzser, akit magával ragadott a számítógépes játékok világa. Aznap, amikor megkapja a jogosítványát, az unokatestvérével, Josh-sal autókázni mennek, hogy az erőszakos videójátékban tapasztalt élményeket a valóságban is átéljék. A kis kaland eredménye azonban egy szörnyű tragédia lesz, amelyért a bíróságon kell felelniük… |     |                                                                                      |                      |                                                                                             |                                      |               |
| 213. | 19. | A show-nak folytatódnia kell (Az oltár előtt) (The Show Must Not Go On)              | Frank E. Johnson     | Történet: R.J. Colleary Tévéjáték: Brian Bird and Ken LaZebnik                              | 2003. április 12. 2012. július 3.    | 919           |
| A show-nak folytatódnia kell: A korábban szebb napokat is megélt Egyiptomi Színház az 50. évfordulójára készül. Ben, a színház vezetője mindent megtesz, hogy egyben tartsa a társulatot a nehézségek ellenére, de még az utcai huligánok is folyton keresztbe tesznek nekik. Miután Ben meghal, nagy vita alakul ki a színtársulat körében, hogy ki vegye át a szerepét… Az oltár előtt: Audrey sokat szenvedett anya, aki korán elveszítette egyetlen fiát. Most úgy tűnik, mégis megtalálta a boldogságot, mert éppen az esküvőjére készül. Bár az angyalok látszólag csak meghívott vendégként érkeznek, hamar kiderül, hogy dolguk is akad, mert Audrey nem őszinte szerelemből akar férjhez menni, hanem csak a magány elől menekül, és az egykor mélyen vallásos asszony igazából szenved attól, hogy az ateista Scott oldalán le kell mondania a hitéről…                                                                                         |     |                                                                                      |                      |                                                                                             |                                      |               |
| 214. | 20. | Az oltár előtt (A show-nak folytatódnia kell) (At the End of the Aisle)              | Jim Charleston       | Történet: Martha Williamson Tévéjáték: Burt Pearl and Luke Schelhaas                        | 2003. április 19. 2012. július 4.    | 920           |
| Az oltár előtt: Audrey sokat szenvedett anya, aki korán elveszítette egyetlen fiát. Most úgy tűnik, mégis megtalálta a boldogságot, mert éppen az esküvőjére készül. Bár az angyalok látszólag csak meghívott vendégként érkeznek, hamar kiderül, hogy dolguk is akad, mert Audrey nem őszinte szerelemből akar férjhez menni, hanem csak a magány elől menekül, és az egykor mélyen vallásos asszony igazából szenved attól, hogy az ateista Scott oldalán le kell mondania a hitéről… A show-nak folytatódnia kell: A korábban szebb napokat is megélt Egyiptomi Színház az 50. évfordulójára készül. Ben, a színház vezetője mindent megtesz, hogy egyben tartsa a társulatot a nehézségek ellenére, de még az utcai huligánok is folyton keresztbe tesznek nekik. Miután Ben meghal, nagy vita alakul ki a színtársulat körében, hogy ki vegye át a szerepét…                                                                                         |     |                                                                                      |                      |                                                                                             |                                      |               |
| 215. | 21. | Veled leszek, 1. rész (I Will Walk With You:, Part 1)                                | Larry Peerce         | Történet: Martha Williamson Tévéjáték: Martha Williamson, Burt Pearl & Luke Schelhaas       | 2003. április 26. 2012. július 5.    | 921           |
| A sorozat utolsó epizódjához érkeztünk. Monica utolsó küldetésére indul, amely egyben vizsga is, hiszen arra készül, hogy átvegye Tess felügyelői munkáját. Legelső küldetése helyén felszáll egy buszra és elutazik Ascension városába. A buszon megismerkedik egy utazó ezermesterrel, Zackkel. A hajdan idilli kisvároson úrrá lett a pusztulás, amióta egy baleset következtében a város összes kisgyermekét elveszítették egy szörnyű napon. A lakók éppen azt fontolgatják, hogy eladják a várost egy befektető cégnek, amikor Zackre terelődik a gyanú, hogy ő a felelős az egy évvel korábbi tragédiáért. Folytatjuk… |     |                                                                                      |                      |                                                                                             |                                      |               |
| 216. | 22. | Veled leszek, 2. rész (I Will Walk With You:, Part 2)                                | Larry Peerce         | Történet: Martha Williamson Tévéjáték: Martha Williamson, Burt Pearl & Luke Schelhaas       | 2003. április 27. 2012. július 6.    | 922           |
| Befejező rész. Zacket 54 év börtönbüntetésre ítélik, bár a város lakói közül többen is hisznek ártatlanságában. Monicát mélyen megrázza a hír, mert ő csupa jóindulatot és segítőkészséget tapasztalt Zack részéről. Ezért úgy dönt, hogy lemond az előléptetésről, inkább Zack mellé szegődik őrangyalnak. Ekkor Zack eltűnik a börtönből, és kiderül, hogy éppen az ő rendkívüli személye volt Monica vizsgafeladata, amely vizsga természetesen sikerült… |     |                                                                                      |                      |                                                                                             |                                      |               |